# Histoire du Chili
Vous lisez un « bon article » labellisé en 2009.

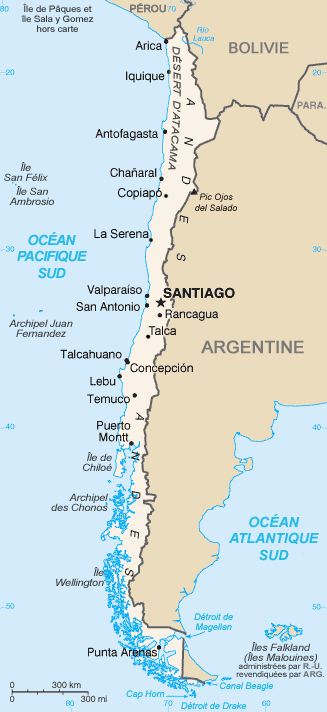
Chili au présent

L’histoire du Chili est généralement découpée en douze périodes, qui vont du début du peuplement humain du territoire de l’actuel Chili jusqu’à nos jours.
La période précolombienne, correspondant à l'histoire des différentes ethnies amérindiennes autochtones présentes sur le territoire, s'étend d'environ 12500 av. J.-C. à 1492. À partir de 1492, les navigateurs européens explorent le continent américain. 
Fernand de Magellan traverse en 1520 le détroit qui porte ensuite son nom, mais c'est le conquistador Diego de Almagro qui, dans le prolongement de la conquête de l'Empire inca, mène la première expédition vers Copiapó, dans le Nord du Chili actuel, en 1536.
La troisième période correspond à la conquête espagnole, qui se déroule de 1536 à 1598 avec la guerre d'Arauco, durant laquelle les Espagnols sont mis en échec par les Amérindiens mapuches. La quatrième période, de la colonisation proprement dite, qui couvre ensuite plus de deux siècles, de 1598 à 1808, est marquée par la mise en place des institutions coloniales (Audiencia, capitainerie générale, armée, etc.).
La cinquième période, dite de l’Indépendance, se déroule de la prise du pouvoir par Mateo de Toro y Zambrano, un militaire stationné au Chili, en 1810, à l'exil du Libertador Bernardo O'Higgins du territoire en 1823. Elle est marquée par diverses batailles contre les Espagnols (qui tentent d'organiser la reconquête) et des problèmes à la tête du pays. Une fois l'indépendance du pays acquise, c'est une longue période d'organisation de l'État chilien qui commence avec, tout d'abord, la période d’organisation de la République, de 1823 à 1830, qui voit se succéder trois dirigeants et deux constitutions (moraliste en 1823 et libérale en 1828).
De 1831 à 1861, la République conservatrice est marquée par la mise en place de la Constitution de 1833, établie par Diego Portales, avec un gouvernement fort et centralisateur. Avec peu de troubles, le pays connaît la prospérité économique (grâce à la découverte de mines de cuivre et de la mine d'argent de Chañarcillo).
La huitième période, dite de la République libérale, de 1861 (élection de José Joaquín Pérez) à 1891 (avec le suicide du président José Manuel Balmaceda Fernández), est caractérisée par une stabilité politique plus grande (puisque seulement trois présidents sont élus dix ans chacun) et permet une extension territoriale (avec la guerre du Pacifique (1879-1884).
À partir de la guerre civile de 1891, la République parlementaire, qui dure jusqu'à la promulgation de la constitution chilienne de 1925. Le Congrès national domine la politique. Le président devient une figure pratiquement sans autorité. Le pays s'urbanise et des syndicats sont créés.
La République présidentielle marque un changement des institutions, avec la Constitution de 1925, jusqu'au coup d'État du 11 septembre 1973. Dans cette période relativement calme, le PIB du pays croît d'environ 4,5 % par an. Trois partis dominent la vie politique : les radicaux, les chrétiens-démocrates et les socialistes. De nombreuses entreprises sont créées à ce moment (LAN, FACH, ENTEL...). La fin de cette période est marquée par la montée de la gauche et des idées sociales (nationalisations des industries, accès à la santé pour tous, réforme agraire).
À la suite du coup d'État du 11 septembre 1973, qui renverse le président démocratiquement élu, Salvador Allende, un régime militaire dictatorial est mis en place, avec à sa tête une junte de gouvernement dirigée par le général Augusto Pinochet. À la suite du coup d'État, des dizaines de milliers d'opposants sont arrêtés, torturés ou tués (comme Víctor Jara), même à l'étranger (Orlando Letelier), tandis que d'autres sont expulsés ou contraints à l'exil (Andrés Pascal Allende). Pinochet met en place avec les Chicago Boys une politique économique libérale (privatisation des entreprises, baisse du nombre de fonctionnaires, privatisation de l'enseignement supérieur), alors qu'une nouvelle constitution est adoptée en 1980.
Enfin, la transition vers la démocratie s'effectue à partir de 1990, à la suite du résultat d'un référendum révocatoire, avec l'élection de Patricio Aylwin (candidat de la Concertation des partis pour la démocratie). En 2006, Michelle Bachelet devient la première femme présidente du pays.

## Avant 1500: peuples indigènes, Chili précolombien

Peuples indigènes du Chili

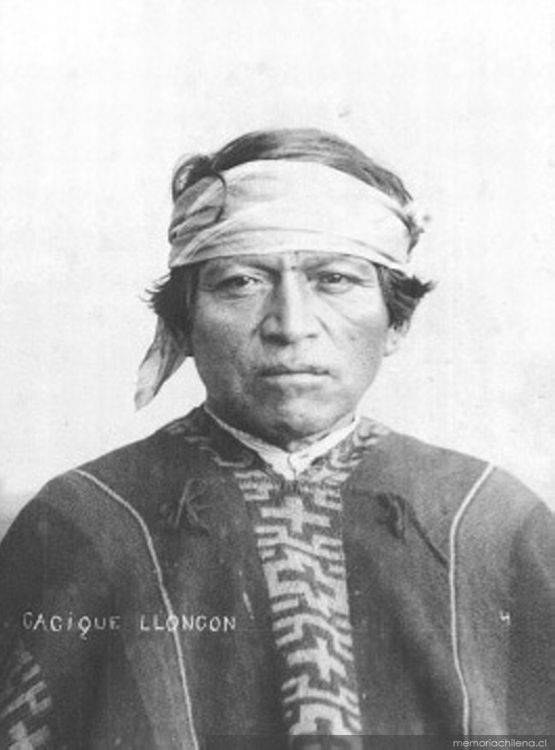
Le cacique Llongon, chef mapuche photographié vers 1890.

Le peuplement de l'actuel Chili est relativement récent. En effet, selon la théorie du passage de l’homme du détroit de Béring par le pont terrestre de la Béringie (durant la dernière glaciation, connue sous le nom de Würm par les Européens et sous celui de Wisconsin par les Américains), le Chili, situé dans la partie la plus méridionale de l’Amérique du Sud, a été la dernière partie d’Amérique à être peuplée.
La glaciation Würm-Wisconsin a duré environ 50 000 ans. D’après les scientifiques, le pont terrestre de la Béringie a d'abord été utilisable pendant 4 000 ans puis pendant 15 000 ans. À partir de là, l’homme a migré vers le sud jusqu’à son arrivée sur l'actuel territoire chilien, vers 12 500 av J.-C. En 1976, un site archéologique au sud du pays a été découvert dans les environs de Puerto Montt (Monte Verde à 1 000 kilomètres de Santiago). Ce lieu fournit des indices de présence humaine dès cette époque.
Avant l’arrivée des Espagnols en Amérique du Sud, le Chili actuel est habité par divers groupes indigènes. À l'origine, ces populations sont organisées en tribus nomades. Avec la découverte de l'agriculture, celles-ci se sont sédentarisées. Des vestiges, retrouvés dans la grotte Fell (un site archéologique de la Terre de Feu, le lieu le plus austral du Chili), indiquent que la présence humaine remonte à 7 000 av. J.-C.

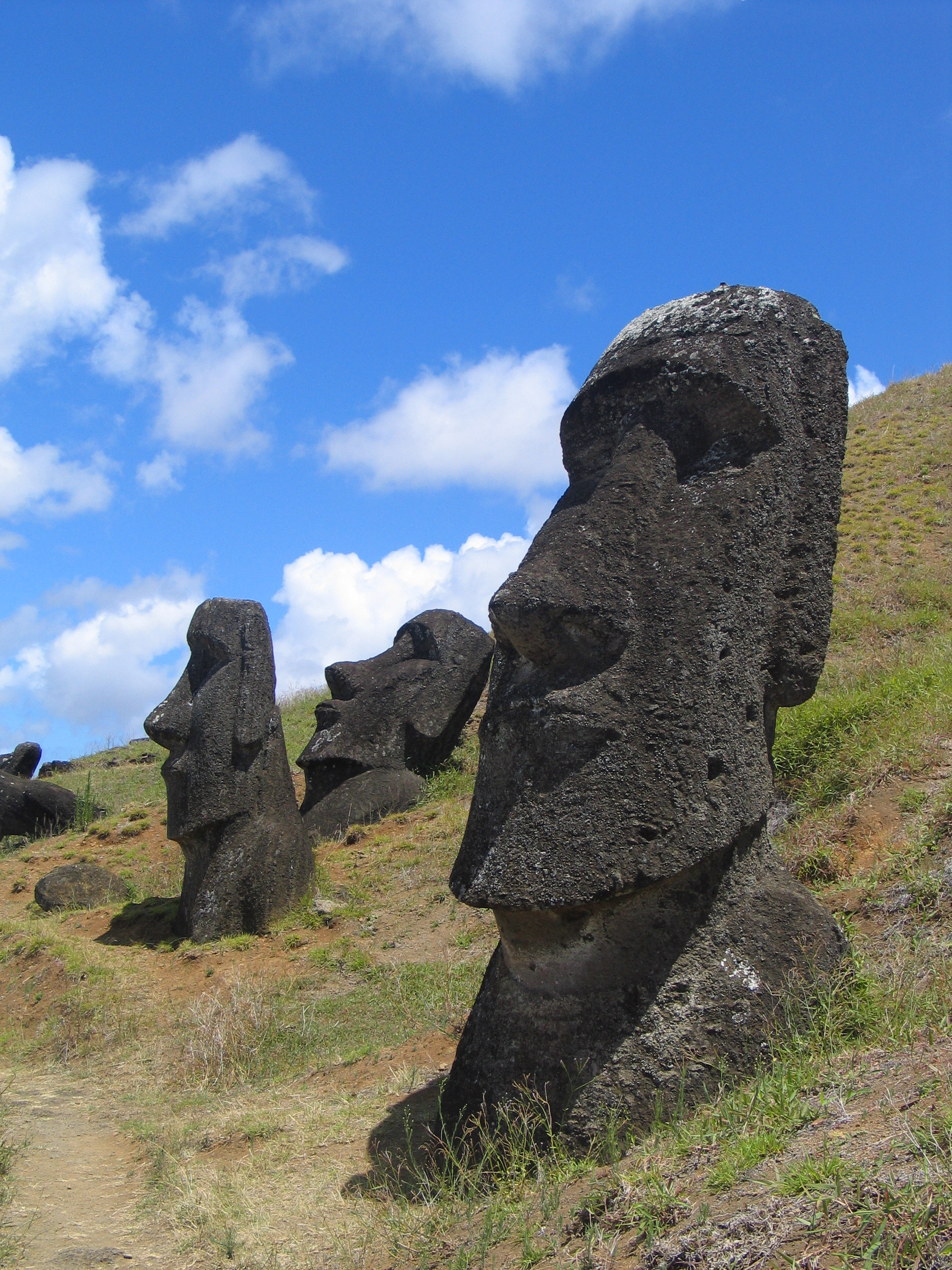
Moaï à Rano Raraku, Île de Pâques, photographié en janvier 2004.

Les changements climatiques du VIIe millénaire av. J.-C. modifient grandement les habitudes des paléoindigènes chiliens. Ils ont dû s’adapter à un nouvel environnement : le désert d'Atacama s'est formé, beaucoup d’espèces animales et végétales ont disparu et l’océan Pacifique délimite les côtes actuelles. Les indigènes ont dû s’adapter à un climat beaucoup plus chaud que celui auquel ils étaient habitués. Beaucoup ont émigré du nord vers les côtes de la Vallée Centrale. Ainsi se forment les principaux groupes indigènes chiliens : les Atacamas et les Aymaras dans le grand nord, les Diaguitas dans le petit nord. Il y a aussi les Changos sur la côte septentrionale, la grande famille des Mapuches dans la Vallée Centrale jusqu’au seno de Reloncaví. Enfin, dans le sud du territoire, se trouvent les Tehuelches, les Chonos, les Kawésqar (Alakalufs), les Selknam (Onas) et les Yagans en Patagonie.
De quelques milliers de paléoindiens au VIIe siècle av. J.-C., la population passe à 1 200 000 indigènes au XVIe siècle. 
Durant le XVe siècle, la culture des peuples indigènes est influencée par l’expansion de l’Empire inca. Ces derniers sont implantés sur la moitié nord de l’actuel territoire chilien. Avec le Sapa Inca Pachacutec, et surtout sous le règne des Sapas Incas Tupac Yupanqui et Huayna Capac, l'influence inca est importante. Ces derniers avancent vers le sud, soumettant les peuples aymaras, atacamas, diaguitas et picunches. Ils établissent finalement la frontière méridionale de l'Empire inca au nord du Maule, après la bataille du même nom, sans avoir réussi à vaincre les tribus mapuches.
Pendant ce temps, sur l’île de Pâques se développe une culture de type polynésienne, très avancée malgré son isolement. La culture Rapa Nui développe une langue propre et un système d’écriture disparu aujourd’hui. Elle construit d’immenses sculptures connues sous le nom de moaïs. Cependant, entre le XVIe et XVIIIe siècles approximativement, se produit une crise qui provoque une guerre civile, laquelle détruit la majorité des vestiges de cette civilisation.
- Histoire du Chili précolombien
- Peuplement de l'Océanie (pour l'île de Pâques)

## 1520-1536:découverteluso-espagnole

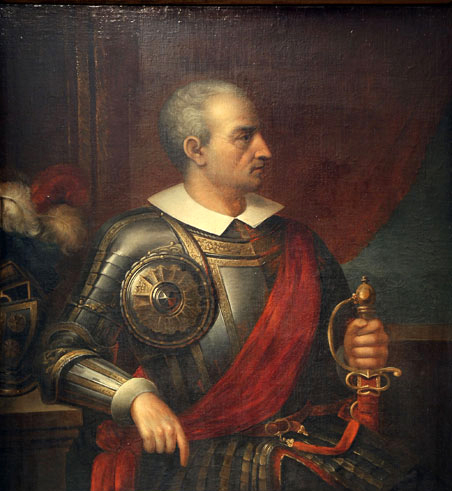
Le conquistador Diego de Almagro. Peinture de Domingo Mesa, 1876.

Les premiers Européens à venir en reconnaissance sur le territoire chilien sont les Portugais Fernand de Magellan et Juan Sebastián Elcano. Ils tentent leurs circumnavigation de la planète sous les ordres de Charles Ier d'Espagne, c'est-à-dire de Charles Quint.
Parti de Sanlúcar de Barrameda, le 26 septembre 1519, Magellan reconnaît d'abord une grande partie des côtes brésiliennes et argentines. Il découvre ensuite le détroit qui relie l'océan Pacifique à l'Atlantique, le 1er novembre 1520. C'est cette date qui est retenue par l'historiographie chilienne comme fixant la découverte du territoire du pays. Magellan nomme le détroit « détroit de Tous les Saints ». (Ce n'est que plus tard qu'il sera renommé du nom de son découvreur),.
Cependant, le premier Européen à avoir exploré une grande partie du territoire chilien est Diego de Almagro. Il est associé avec Francisco Pizarro lors de la conquête du Pérou. Un conflit oppose Almagro à Pizarro au sujet du partage des richesses de l’Empire inca et, principalement, de la possession de Cuzco. Ce conflit pousse Almagro à quitter la capitale inca et à s’aventurer sur les terres du sud en juillet 1535. De nombreux historiens pensent que l’une des raisons expliquant le voyage d’Almagro au Chili était la rumeur de l’existence, vers le sud du pays inca, d’un royaume beaucoup plus riche que le Pérou, nommé « El Dorado ». Selon ces mêmes historiens, ces rumeurs pourraient avoir été créées par les Incas dans le but d’éloigner les conquistadores et permettre ainsi une rébellion des indigènes.
Almagro parcourt un chemin inca, traversant les territoires correspondant à l'actuelle Bolivie et au nord de l’Argentine. Puis, il traverse la cordillère des Andes avec de funestes résultats : une grande partie des hommes de l'expédition meurt d’hypothermie durant la traversée. Cependant, après neuf mois, Almagro arrive finalement dans la vallée de Copiapó, le 21 mars 1536.
Almagro organise alors la reconnaissance du territoire, qu'il baptise la « Nouvelle Tolède ». Ce nom vient du fait qu'il est originaire de cette ville d'Espagne, une riche cité. Cependant, il n'a pas trouvé les richesses qu'il a tant cherchées.
Un affrontement à la confluence des fleuves Ñuble et Itata (à Reinohuelén), entre les indigènes de la région dirigés par le chef Vitacura et une patrouille espagnole menée par Gomez de Alvarado, est considérée comme la première bataille de la guerre d'Arauco (1536-1810). Déçu et fatigué du rude voyage, Almagro décide de retourner au Pérou. En 1536, il prend la route d’Arequipa jusqu’à Cuzco, où il se rebelle contre Pizarro.
- Découverte du Chili

## Conquête espagnole (1540c-1600c)

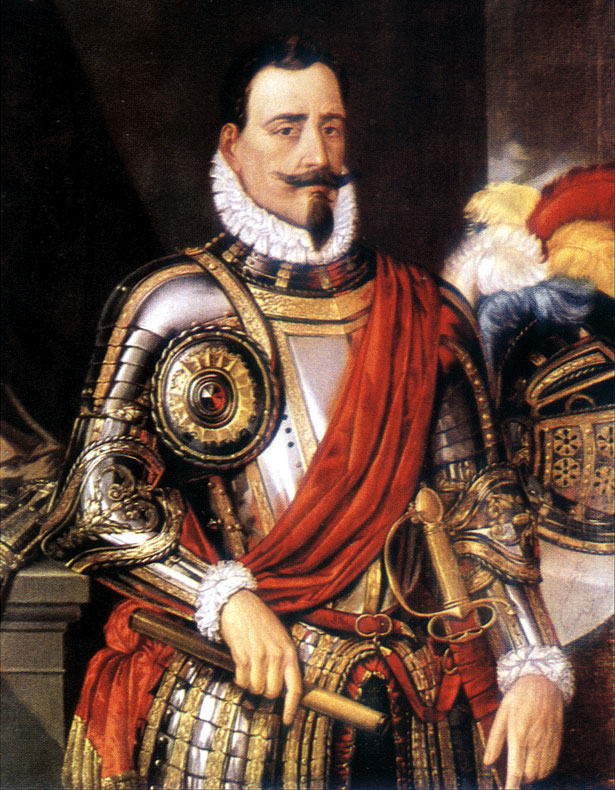
Pedro de Valdivia. Peinture de Federico de Madrazo, 1854.

En 1540, Pedro de Valdivia (1497-1553), avec l’autorisation de Francisco Pizarro (1475-1541), monte une seconde expédition en direction du Chili. C'est le début de la conquête du pays. Contrairement à Diego de Almagro, Valdivia prend la route du désert d'Atacama.
À son arrivée dans la vallée de Copiapó, il prend solennellement possession de cette terre, au nom du roi d’Espagne et la nomme « Nueva Extremadura » (Nouvelle Estrémadure), en souvenir de sa terre natale. Il se remet ensuite en marche vers la vallée d'Aconcagua, où le cacique Michimalonco (es) (1500c-1550c) essaie sans succès de l’arrêter. Le 12 février 1541, Valdivia fonde la ville de Santiago aux pieds de la colline Santa Lucia (nommée « Huelén » en mapudungun). Après quelques mois, Valdivia est proclamé par le cabildo (une institution coloniale espagnole), gouverneur et capitaine général de Nouvelle Estrémadure. Dans un premier temps, le conquistador refuse mais finit par accepter le titre le 11 juin 1541.
Le 11 septembre 1541, le cacique Michimalonco dirige une embuscade sur la ville de Santiago et la détruit presque complètement. Un personnage fondamental dans la défense de la ville est alors la conquistadora Inés de Suárez (1507-1580).
Dans cette première étape, Valdivia lutte contre les indigènes du nord du pays. Il essaie de consolider la domination espagnole dans ces territoires. Quand il dispose de plus de troupes, il commence à occuper des territoires situés plus au sud. Il fonde aussi d’autres villes : La Serena (1544), Concepción (1550), La Imperial (1552) ou Valdivia (1552), Villarrica et Los Confines (1553).

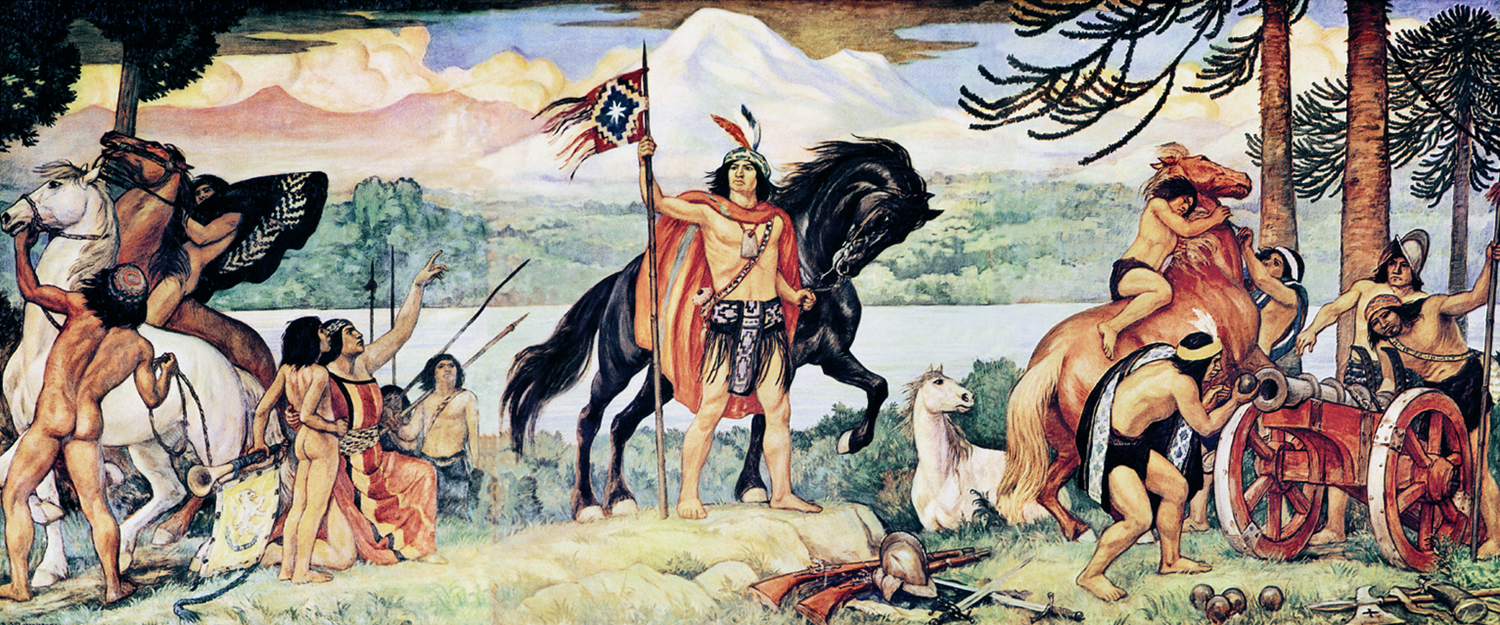
Le jeune Lautaro, chef des Mapuches, avec des armes prises aux Espagnols. Peinture de Pedro Subercaseaux (1880-1956).

En 1553, le pays semble définitivement pacifié. Cependant, les Mapuches, dirigés par Lautaro (1535-1557) et Caupolicán (es) (?-1558), organisent une insurrection, et Valdivia perd la vie dans un des combats. Le nouveau gouverneur, Garcia Hurtado de Mendoza y Manriquez (1535-1609) (1557), nommé plus tard vice-roi du Pérou (1589-1596), reconstruit les villes détruites. Il ne parvient pas à vaincre totalement la résistance des indigènes.
Sous le gouvernement de Rodrigo de Quiroga (es) (1512-1580), le 16 décembre 1575, un tremblement de terre accompagné d’un tsunami dévaste le Sud du Chili. Des villes comme La Imperial, Villarica, Valdivia et Castro sont rasées. Des études récentes ont permis de calculer, à partir des descriptions du phénomène et des dommages produits, que la magnitude était proche de 8,5 degrés sur l’échelle de Richter.
En 1598, les Mapuches se soulèvent à nouveau : la bataille de Curalaba arrête la tentative espagnole de colonisation du Chili. Les villes situées au sud du fleuve Biobío sont détruites, à l’exception de Castro. Après la guerre d'Arauco (1536-1810), il s’établit une frontière tacite entre la colonie espagnole et les terres sous domination mapuche. Située sur le fleuve Biobío, cette frontière est ensuite le foyer d'importantes révoltes.

## Période coloniale espagnole (1540c-1810c)

capitainerie générale du Chili, 1775

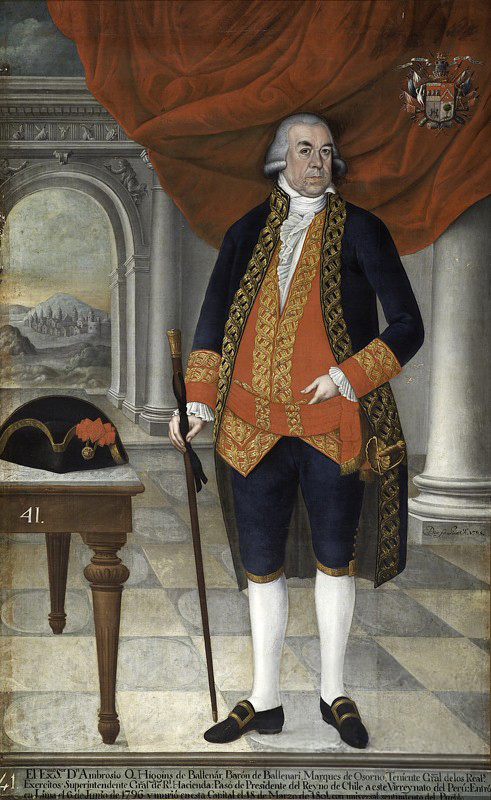
Ambrosio O'Higgins, gouverneur du Chili de 1788 à 1796. Peinture de Pedro Díaz, 1798.

Une fois la guerre d'Arauco terminée, commence une période qui dure plus de deux siècles. Durant cet intervalle, la domination espagnole s’étend et se consolide sur le territoire. Cependant les colons ne touchent pas au territoire des Mapuches (situé dans l'actuelle région de l'Araucanie au sud du pays).
À l'intérieur de l'Empire espagnol, le « royaume du Chili » constitue administrativement une « gobernación » (c'est-à-dire une colonie dirigée par un gouverneur), et une « capitainerie générale » dont la capitale est Santiago. Le contrôle effectif du territoire par la capitainerie générale du Chili (1540-1818) se limite néanmoins à la Vallée Centrale, jusqu’au fleuve Biobío. À sa tête, se trouvent le gouverneur et le capitaine général. Ils sont conseillés par l’« Audience royale ». Cette institution, présidée par le gouverneur (raison pour laquelle on l’appelle aussi bien président que gouverneur), sert d’organe consultatif au gouverneur, avec les fonctions de tribunal d’appel du royaume.
Par une ordonnance royale de 1589, Philippe II d'Espagne place le gouverneur sous la surveillance du vice-roi du Pérou. Cela oblige à « garder, accomplir et exécuter ses ordres, et l'aviser de tout ce qui se prête à considération ». Les vice-rois imposent alors à la capitainerie une relation de dépendance effective. Malgré tout, dans certains cas, la relation de la colonie et du roi est directe. Dans d'autres, elle passe par le vice-roi du Pérou. La base de la relation est l'ordonnance royale mentionnée ci-dessus. Certains précisent, par la suite, davantage le type de relation effective entre la capitainerie et la vice-royauté. Par exemple, selon une autre ordonnance royale, il est permis aux vice-rois d'intervenir au Chili uniquement en cas de « désordre et tumulte ». Cela donne le pouvoir aux vice-rois de décider des stratégies militaires comme dans la guerre d'Arauco. Ensuite ils ordonnent directement au gouverneur du Chili de les appliquer. Pendant quelque temps, les vice-rois ont aussi la faculté de démettre un gouverneur mais cette attribution leur est ensuite supprimée.

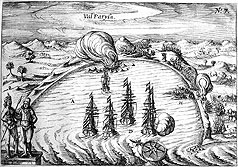
Bombardement de Valparaíso par les corsaires anglais. Gravure hollandaise de 1621.

En ce qui concerne les ressources militaires (armes, soldats, etc.) et l'approvisionnement commercial, la capitainerie dépend de la vice-royauté du Pérou. Le pouvoir judiciaire de la capitainerie est autonome. Seule l'inquisition, attribuée à un délégué de Lima, et les juges du tribunal du commerce, qui dépendent du consulat de Lima jusqu'en 1795, sont placés sous la direction de la vice-royauté. Pour ce qui est du gouvernement, la capitainerie reçoit parfois ses instructions du roi. Il n'y a jamais d'annexion formelle du Chili à la vice-royauté. À certaines occasions, les vice-rois interviennent parfois directement dans le gouvernement de la capitainerie. Ils agissent pour raisons stratégiques de sécurité (par exemple, pour faire face aux menaces de corsaires), soit de leur propre initiative. Ainsi, certains gouverneurs s'habituent à consulter le vice-roi ou à lui demander des instructions sur des points urgents. Ils évitent la grande distance qui les sépare du roi d'Espagne.
Finalement, en 1798, lors d'une dispute entre le vice-roi du Pérou Ambrosio O'Higgins et le gouverneur Gabriel de Avilés y del Fierro, le roi Charles III déclare que le Chili est indépendant de la vice-royauté « comme cela avait toujours dû se comprendre » (« como siempre debió entenderse »).
La guerre d'Arauco connaît, tout au long de la période coloniale, des successions de périodes de combat et de périodes de trêve. Il y a des périodes de guerre offensive, de guerre défensive et parfois des négociations. De plus, les gouverneurs espagnols sont confrontés, dans la seconde moitié du XVIIe siècle, aux incursions répétées de corsaires anglais. Bartholomé Sharp, le plus connu va à Coquimbo et incendie La Serena, en 1680. Pour le soutien de l'armée, en 1600, le roi établit le real situado (« affectation royale »), une subvention qui est à charge de la vice-royauté du Pérou.
La situation géographique du Chili, isolé par la chaîne des Andes à l'est et par le désert d'Atacama au nord, très éloigné de la métropole par voie maritime, est un des inconvénients les plus importants auxquels se heurte la colonisation du pays. Ajouté à cela le constant état de guerre dans lequel se trouve la capitainerie, le Chili devient une des zones les plus pauvres de l'Empire espagnol en Amérique. Les échanges avec le Pérou sont la base de l'activité commerciale de la capitainerie. Par la suite, bien que cela soit légalement interdit, s'établira un commerce régulier avec Buenos Aires.

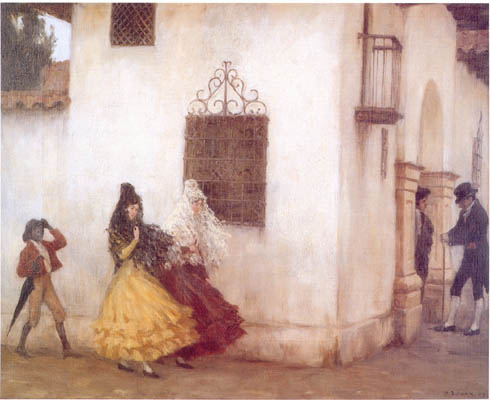
Mujeres de la Colonia, scène de rue pendant la période coloniale. Toile de Pedro Subercaseaux (1880-1956).

Le XVIIe siècle se caractérise économiquement comme le « siècle de la matière grasse », car cet article, avec le cuir, la viande séchée (charqui) et le suif, devient le principal produit d'exportation vers le Pérou. Cela permet l'obtention d'importants dividendes à diverses zones d'élevage à économie précaire, de faible capacité de production. Le XVIIIe siècle, quant à lui, est appelé le « siècle du blé ». Il se forme une nouvelle structure sociale agraire, qui permet un ample développement de l'agriculture et une importante exportation de cette céréale vers la vice-royauté. En effet, à partir de 1687, le Chili devient le grenier du Pérou. Cette année-là, une calamité ravage une grande partie de ses vallées cultivables. L'industrie minière se développe également, avec des gisements d'or, d'argent et de cuivre. Ces extractions se trouve majoritairement autour de Coquimbo.
Bien qu'il existe un système de monopole, la contrebande augmente beaucoup au XVIIIe siècle, avec l'arrivée de navires provenant de France, des États-Unis et de Grande-Bretagne. Seul l'établissement de la liberté de commerce avec l'Espagne, en 1778, permet un échange plus continu avec la métropole,.
Durant cette période se produisent plusieurs tremblements de terre de grande magnitude. Entre autres, celui du 13 mai 1647 qui détruit une grande partie de Santiago, celui du 15 mars 1657 qui détruit complètement la ville de Concepción et provoque un tsunami, celui de 8 juillet 1730 qui endommage à nouveau Santiago et Valparaíso.

## L'organisation de l'État chilien et ses gains territoriaux

### Indépendance (1810-1818)

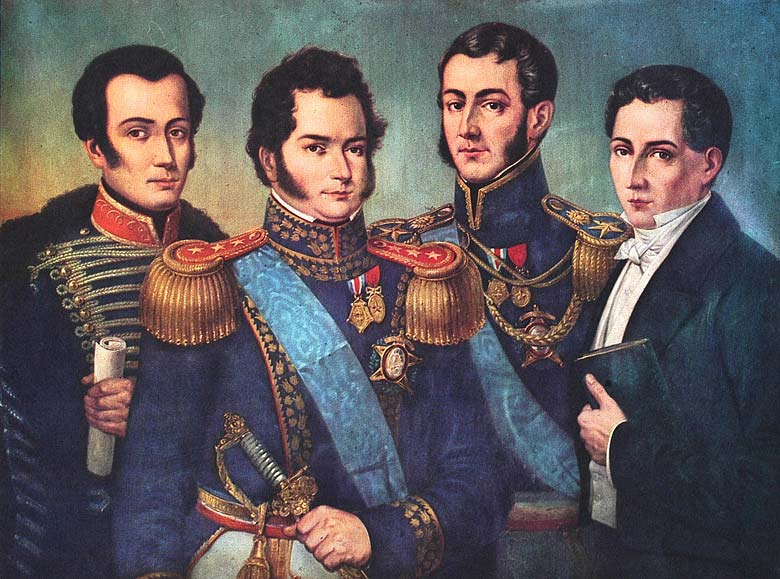
Les « Pères Fondateurs » de la République chilienne. De gauche à droite : José Miguel Carrera, Bernardo O'Higgins, José de San Martín, Diego Portales. Peinture d'Otto Grashof (1812-1876).

En 1808, l’Empire espagnol vit dans un état croissant d’agitation. Les nouvelles de l’invasion napoléonienne de l’Espagne arrivent au Chili, ainsi que la captivité de Ferdinand VII d'Espagne. Francisco García Carrasco est à cette époque gouverneur. Après des faits de contrebande, il démissionne en 1810. C’est le militaire le plus ancien du Chili (il a 85 ans), Mateo de Toro y Zambrano, qui doit prendre temporairement le commandement. Dès cet instant se propage le mouvement juntiste, c’est-à-dire la volonté de remplacer la tutelle espagnole par une junte de notables qui exercerait le pouvoir pendant la captivité du souverain. Zambrano exerce difficilement le pouvoir. En effet avec la publication de l'article Catequismo político cristico, on dénonce les méfaits de la colonie pour le Chili. L'auteur anonyme souhaite l'union des colonies américaines.
Le gouverneur Mateo de Toro y Zambrano accepte la convocation d'une assemblée pour décider de l’établissement d’une junte de gouvernement. C’est ainsi que le 18 septembre 1810 est formée la première junte nationale de gouvernement. Mateo de Toro reste le président. C'est le début de la Patria Vieja (vieille patrie),. Peu de temps après, on convoque les membres du Premier Congrès national. C’est ainsi que le mouvement des modérés obtient plus d’autonomie. On arrive sans vouloir aller jusqu’à la séparation complète de l’Empire espagnol à une autonomie du territoire. Les exaltés, prônant l’indépendance absolue et immédiate, restent une minorité.
Au début, le gouvernement transitoire se maintient sans intentions indépendantistes. Cependant, avec le temps, on change de cap, particulièrement à l’arrivée au pouvoir de José Miguel Carrera. Les premiers textes constitutionnels et les premières lois chiliennes sont dictés. De nouvelles institutions sont créées, comme l’Institut national, la Bibliothèque nationale et le premier journal chilien,  La Aurora de Chile (l’Aurore du Chili). Bientôt le coup d’envoi est donné de la guerre d’Indépendance contre les troupes royales.
Les troupes envoyées par le vice-roi du Pérou, José Fernando de Abascal y Sousa (1806-1816), aux côtés des adhérents à la cause loyaliste qui habitent le territoire, mettent finalement en déroute les troupes patriotes à la bataille de Rancagua, le 2 octobre 1814. C'est le début de la Reconquête espagnole. On rétablit alors les institutions coloniales, avec les gouvernements de Mariano Osorio et Casimiro Marco del Pont.
Après la bataille de Rancagua, la plupart des dirigeants indépendantistes doivent fuir à Mendoza, en Argentine. C’est là qu'est formée l’Armée des Andes, dirigée par le libérateur argentin, José de San Martín, à laquelle participe Bernardo O'Higgins, chef des milices chiliennes. Cette armée de libération compte initialement 4 000 hommes et 1 200 miliciens auxiliaires pour l’acheminement des vivres et munitions. Ces hommes traversent la cordillère des Andes et, le 12 février 1817, mettent en déroute les troupes loyalistes à la bataille de Chacabuco. Cette période se nomme la Patria Nueva (Patrie nouvelle),.
O’Higgins est nommé Directeur suprême. Le 12 février 1818, premier anniversaire de la bataille de Chacabuco, il déclare officiellement l’indépendance du Chili. Il confirme avec la victoire de l’armée patriote à la bataille de Maipú, le 5 avril.
Le 18 octobre 1817, le Chili choisit son drapeau à partir d'une esquisse due au peintre Charles Wood (en) (1792-1856), aventurier et peintre anglo-chilien qui se servit comme modèle du drapeau des États-Unis d'Amérique. Le bleu représente le ciel pur du Chili, le blanc la neige de la cordillère, le rouge le sang des héros de l'indépendance et les cinq branches de l'étoile les cinq provinces d'origine.
Sous le gouvernement d'O'Higgins, on réalise divers travaux d’infrastructure, on organise l’expédition de libération du Pérou ; sous le commandement de l’amiral Thomas Cochrane on prend la ville de Valdivia, qui est toujours aux mains des Espagnols. On promulgue deux textes fondamentaux : la Constitution de 1818 et la Constitution de 1822. Cependant, O'Higgins gagne l’antipathie du peuple à cause de son autoritarisme et ses intentions de se maintenir au pouvoir indéfiniment. Aussi, l’influence de la loge Lautaro, de Manuel Rodriguez, et d'un ordre présumé de mise à mort de José Miguel Carrera augmente son impopularité. Pour éviter une guerre civile, O’Higgins démissionne le 28 janvier 1823, et en juillet de la même année il s’exile au Pérou,.

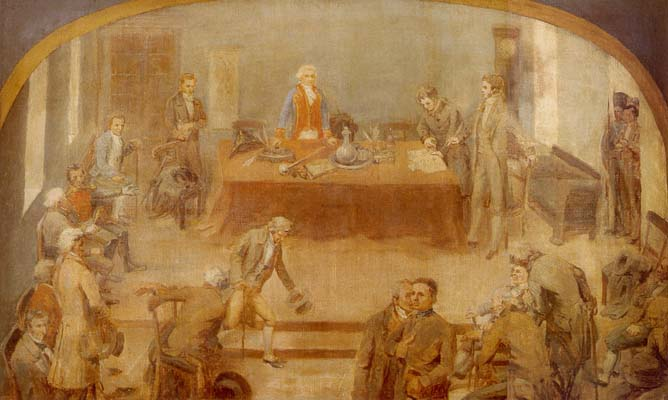
Première junte de gouvernement (1810). Peinture de Nicolás Guzmán Bustamante (es), 1889
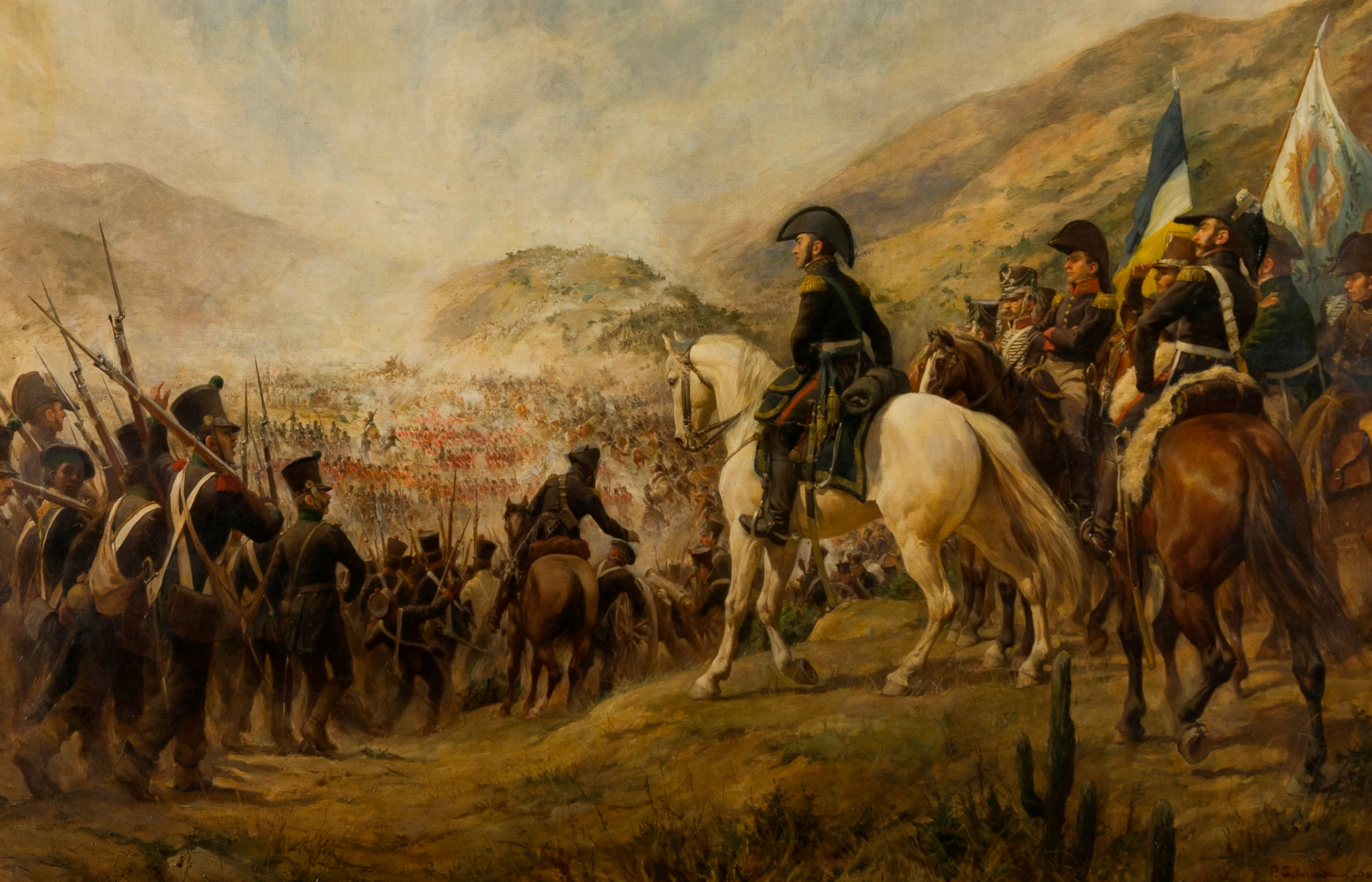
Bataille de Chacabuco. Peinture de Pedro Subercaseaux, 1908
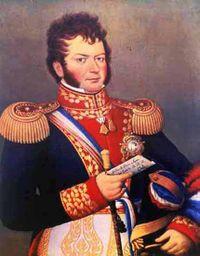
Bernado O'Higgins, un des « Pères Fondateurs » de la République chilienne. Peinture de José Gil de Castro (es), 1820
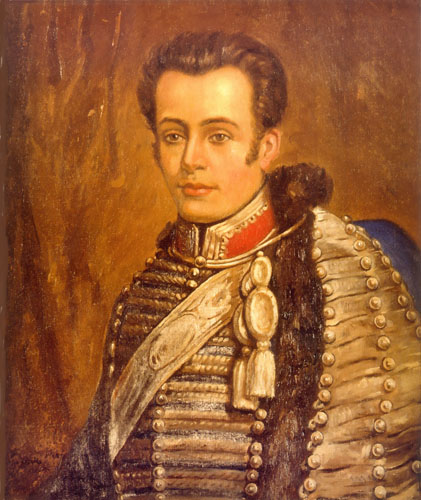
José Miguel Carrera. Peinture d'Ezequiel Plaza (es) (1892-1947)
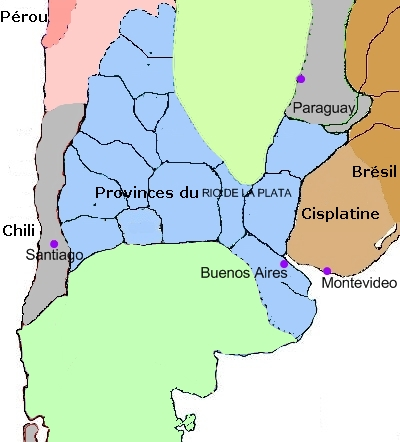
Amérique australe au moment des indépendances en 1821. En vert pâle, territoires indiens.

### Instabilité politique, organisation de la République (1818-1833)

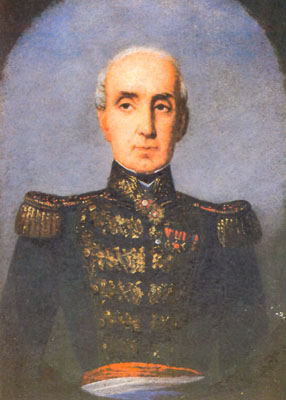
Manuel Blanco Encalada. Peinture de Clara Filleul (1822–1878).

Après la démission d’O’Higgins, le pays entre dans une grande période d’instabilité politique qui dure tout une décennie. Le général Ramón Freire, directeur suprême du Chili, conseillé par Juan Egaña, décide d’en finir avec le dernier foyer de résistance coloniale à Chiloé. Le désordre politique constant dans lequel se trouve le pays est un grave obstacle pour son gouvernement. Pour résoudre ce problème, la Constitution moraliste de 1823 est rédigée. Sa complexité entraîne un important rejet de la part de la population, qui, soumise à la crise économique, provoque la chute du gouvernement de Freire.
Dans une ambiance dominée par les querelles entre groupes politiques, Manuel Blanco Encalada est élu premier président du Chili,. Son court gouvernement est marqué par la domination du groupe fédéraliste et la promulgation des lois fédérales de 1826. Mais à nouveau, on rejette cette législation. Cela engendre le chaos dans le pays. Blanco Encalada démissionne et il s’établit une succession de présidents ne gouvernant que durant de courtes périodes.
En 1828, Francisco Antonio Pinto arrive à faire approuver la Constitution de 1828, de type libéral. Aux élections, Pinto est réélu, mais il est accusé de fraude électorale. De plus, le Congrès national désigne Francisco Ramon Vicuña comme vice-président, poste qui aurait dû être attribué par vote populaire. Cela provoque le soulèvement de l’armée, dirigée par José Joaquín Prieto. Elle contrôle rapidement le Sud du Chili, marquant le début de la Révolution de 1829.
Pinto et Vicuña démissionnent pour éviter la guerre civile, mais il est trop tard. L’union entre pelucones (conservateurs), estanqueros (buralistes) et o’higginistes, après la bataille d'Ochagavía, entraîne la chute du régime libéral. Un gouvernement révolutionnaire est instauré, dirigé par José Tomás Ovalle. Finalement, la bataille du Lircay accorde la victoire définitive aux révolutionnaires, qui mettent fin au régime libéral.

### République conservatrice (1830-1861)

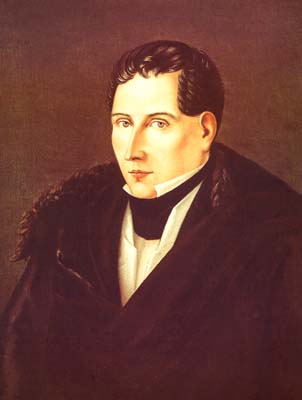
Diego Portales.

José Joaquín Prieto, sorti victorieux de la Révolution, devient président de la République en 1831. À ses côtés, le pouvoir de Diego Portales s’accroît de telle manière qu’il devient l’homme le plus important du pays.
La Constitution de 1833 de caractère autoritaire, fidèle en cela à l’idéologie de Portales (un gouvernement obéissant, fort, centralisateur, respecté et respectable, impersonnel, supérieur aux partis et aux prestiges personnel), est promulguée. Elle attribue d’importants pouvoirs au président de la République, élu au suffrage censitaire pour une période de cinq ans et rééligible pour cinq autres années (jusqu'en 1861). Cela permet au pays d’en finir avec la période d’anarchie des années précédentes. On établit une période de stabilité (uniquement interrompue momentanément par les révolutions de 1851 et 1861), établissant les bases institutionnelles dans lesquelles se développent les régimes suivants. Le pays récupère de la crise économique,.
La découverte de minerai à Chañarcillo et la vente de blé à des marchés externes commencent à apporter des richesses au pays. William Wheelwright créé des liaisons de navigation à vapeur avec des capitaux levés à Londres.

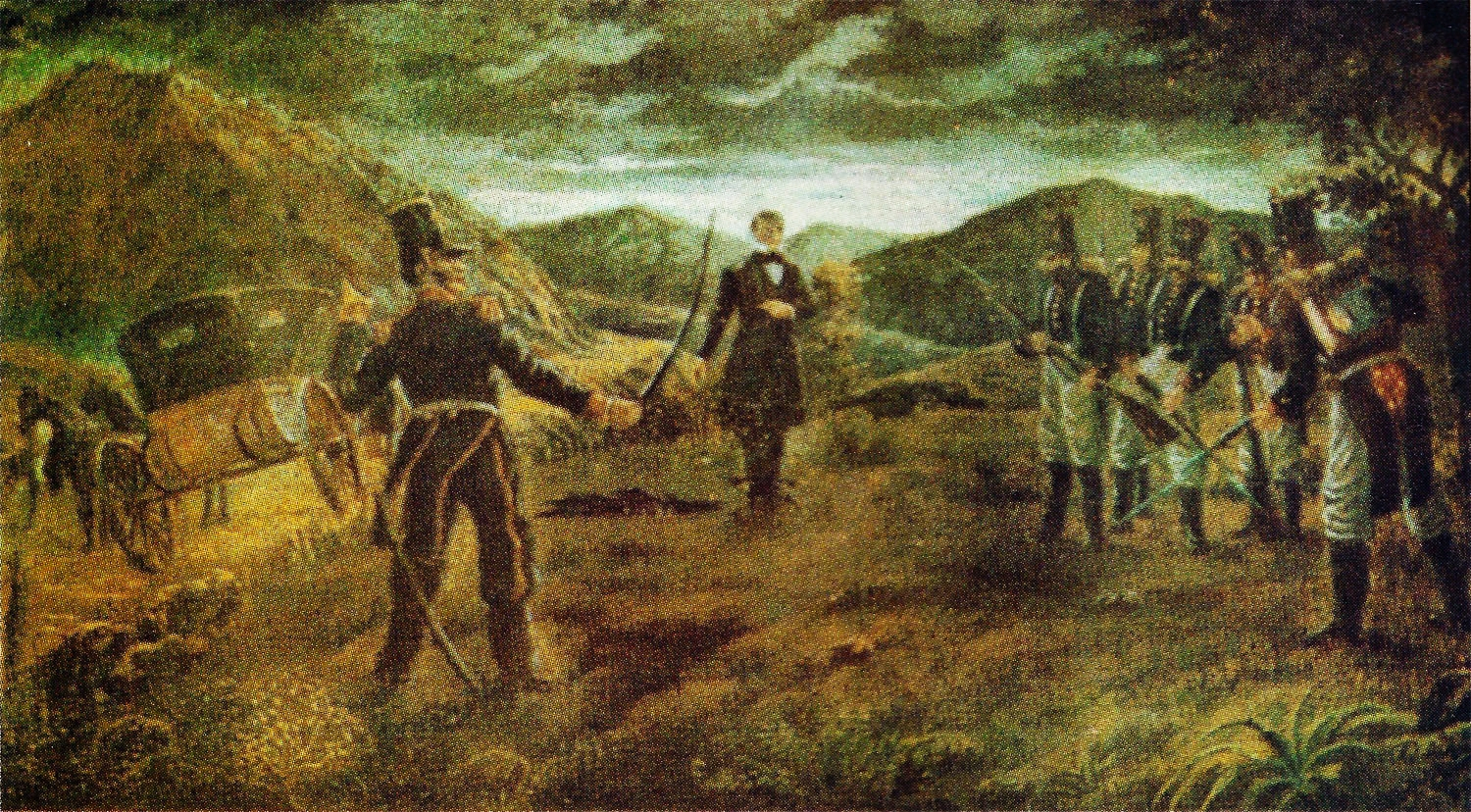
Exécution de Diego Portales par des militaires mutinés. Peinture de Claudio Domeniconi, n.d.

Cependant, la rivalité entre le port de Valparaíso et celui de Callao au Pérou, pour la domination de l’océan Pacifique, s’aggrave avec la création de la Confédération péruano-bolivienne d’Andrés de Santa Cruz. Portales, un des plus féroces ennemis de cette confédération, est un des promoteurs de la guerre contre la Confédération péruano-bolivienne. En tant que ministre de la guerre, il obtient, le 28 septembre 1836, grâce au Congrès la déclaration de guerre. Une grande partie de la population et de l’armée n’est pas convaincue de la nécessité de ce conflit. Cependant, avec l’assassinat de Portales, le 6 juin 1837, la population change d’avis. L'armée chilienne gagne la bataille de Yungay, sous le commandement du général Manuel Bulnes, le 20 janvier 1839.
En 1841, Bulnes est élu comme successeur de Prieto. Durant cette période, l’économie chilienne reste florissante. On inaugure l’université du Chili. C’est le début d’un essor de la culture avec la Société Littéraire de 1842 de José Victorino Lastarria et Francisco Bilbao, entre autres. De plus, c’est le début d’une période connue comme étant une époque d’expansion avec l’établissement d’une colonie dans le détroit de Magellan. À la fin de son mandat, une tentative révolutionnaire pour éviter la montée de Manuel Montt est vaincue à la bataille de Loncomilla, le 8 décembre 1851.

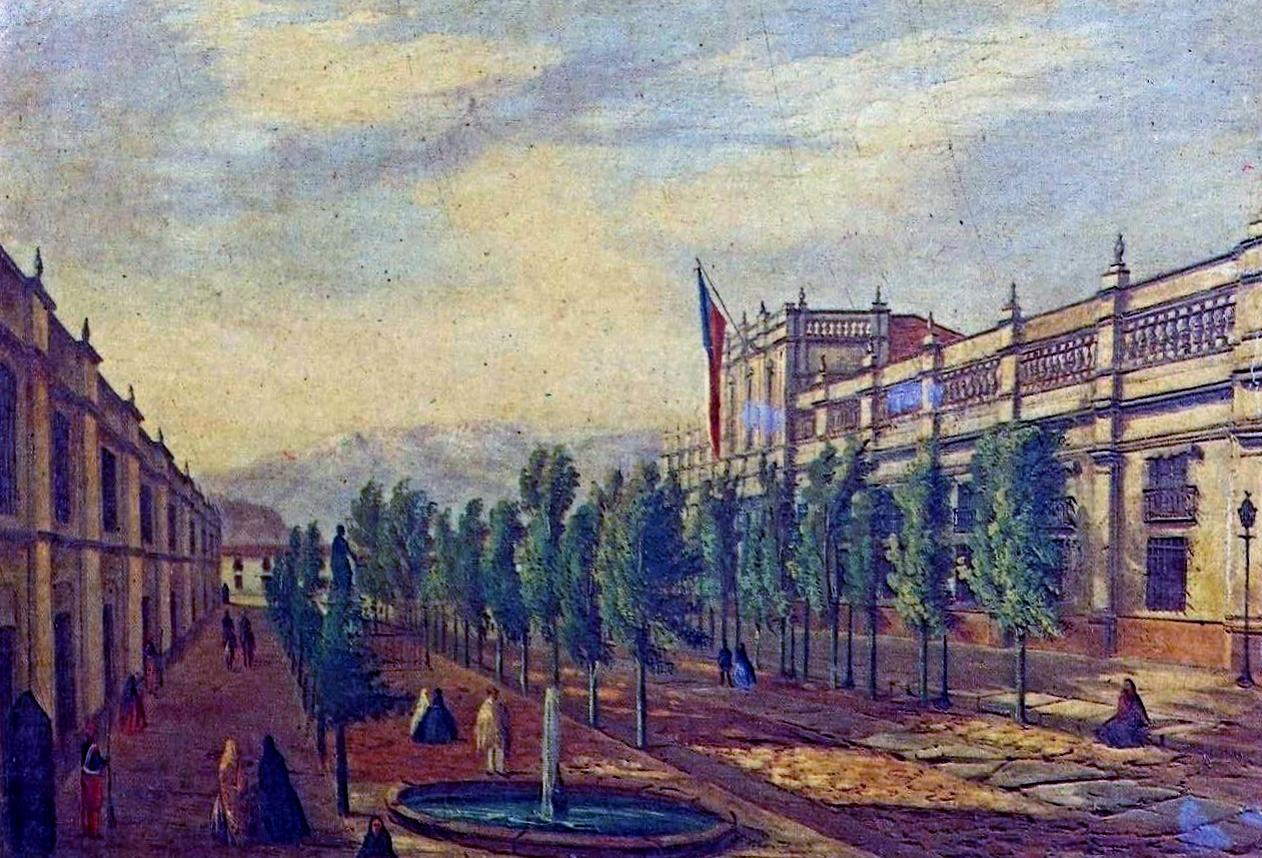
Le palais de la Moneda, siège de la présidence de la République. Peinture d'Ernest Charton, v.1860.

Aux côtés de son ministre Antonio Varas, Montt continue sur la voie de son prédécesseur. On construit des lignes de chemin de fer, des ponts et des routes, on élabore le code civil d’Andrés Bello. On donne le départ de la colonisation du sud du Chili, par l’immigration allemande dans les provinces de Valdivia et Llanquihue. Puerto Montt est fondée par des immigrants allemands.
Cependant, la stabilité du régime conservateur commence à chanceler. La question du Sacristin donne lieu à un conflit entre l’Église catholique et l’État. Montt ne peut prendre parti, ni pour l’un, ni pour l’autre. Face à cette situation, de nombreux conservateurs s’éloignent du président et s’unissent aux opposants au gouvernement. C'est l’origine de la fusion libéro-conservatrice. Antonio Varas, représentant le Parti national (Montt-Variste) est finalement mis en déroute par la Fusion Libérale Conservatrice, en 1861.

### République libérale (1861-1891)

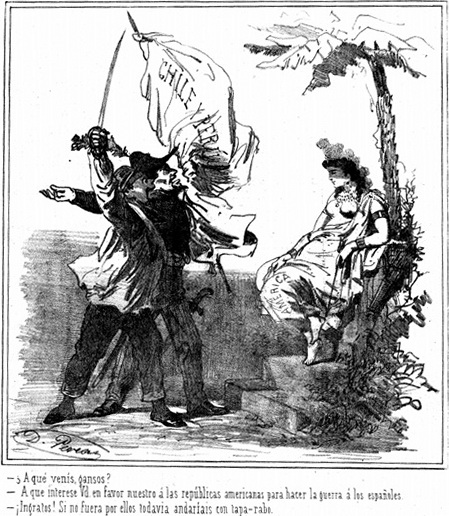
Le Chili et le Pérou devant la déesse América déclarent la guerre à l'Espagne. Caricature de Daniel Perea y Rojas pour le journal espagnol Gil Blas, 1866.

La période 1831-1871 est appelée « Époque des Décennies » en référence à la durée de dix ans (deux mandats chacun) des présidences de José Joaquín Prieto, Manuel Bulnes, Manuel Montt et José Joaquín Pérez.
Une des premières situations auxquelles Pérez doit se confronter est la guerre contre l’Espagne. Le royaume européen a occupé les îles Chincha, appartenant au Pérou, comme forme de paiement pour d’anciennes dettes contractées durant la guerre d'indépendance péruvienne. La bataille d'Ayacucho du 9 décembre 1824 se conclut par la capitulation des Espagnols. Des années plus tard les détenteurs des obligations, tant les Péruviens que les Espagnols, font pression pour que la dette soit effectivement payée. Ce motif justifie la présence sur les côtes occidentales d’Amérique du Sud, de l’Expédition scientifique, dénomination donnée à une forte escadre de guerre venant d’Espagne. Un incident dans l’hacienda Malambo, qui se solde par la mort d’un Espagnol, lui sert de prétexte à l'occupation des îles, entraînant la répudiation par la population péruvienne du traité Vivanco-Pareja, désormais considéré comme un affront à l’indépendance sud-américaine. Le Chili s’allie avec le Pérou : au combat naval d’Abtao, les Espagnols doivent battre en retraite devant l’escadre alliée. Ils reviennent pour bombarder le port de Valparaíso, le 31 mars 1866, et livrer la bataille du 2 mai à Callao avant de laisser l'archipel aux Péruviens,.
La période d’expansion commencée sous la présidence de Montt se poursuit. Au nord du Chili, on commence à investir dans l’exploitation du salpêtre et du minerai de cuivre dans la région d'Antofagasta, sous administration bolivienne. Cependant, le développement d'autres mines de cuivre dans le monde pousse régulièrement à la baisse les prix du cuivre sur le marché de Londres, au cours de chacune des cinq premières décennies du XIXe siècle: 160 sterling la tonne sur la première, puis 130 sterling, 101 sterling, 94 sterling et finalement 88 sterling sur la période 1941-1950 soit presque deux fois moins que 40 ans plus tôt. Cet environnement freine l'expansion du cuivre chilien, dont les coûts de production sont élevés.
En 1860, le français Orélie Antoine de Tounens (1825-1878) déclare l’indépendance du royaume d'Araucanie et de Patagonie. Bien que cet état n'ait jamais été reconnu, on laisse cette région être gouvernée par les Amérindiens.
En 1865, une loi interprétative de la Constitution établit la liberté de culte et en 1867 le code du commerce entre en application.
En 1871, Federico Errázuriz Zañartu est nommé président. Durant son mandat, il met fin à la fusion libérale-conservatrice et crée l’Alliance libérale, en unissant les libéraux avec le parti radical. Sous le régime libéral, on réalise diverses modifications à la Constitution de 1833. On réduit le quorum des assemblées des chambres du Congrès, on limite les pouvoirs présidentiels et on assouplit l’accusation des ministres par le Congrès, lequel commence à recevoir plus de compétences. De plus, on commence à traiter des « questions théologiques » ou en relation avec l’Église catholique. On approuve le code pénal en 1874 et en 1875 la loi d’organisation et attributions des tribunaux, qui supprime le pouvoir ecclésiastique et les recours forcés.

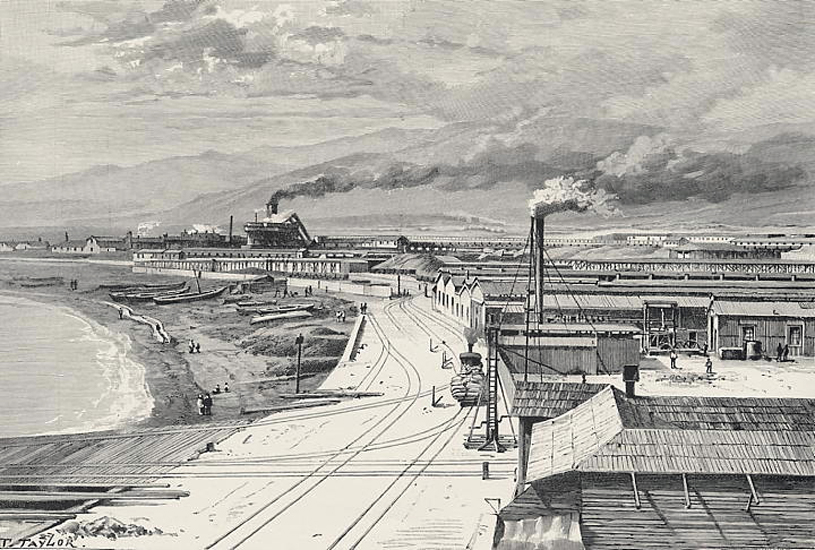
Port d'embarquement du salpêtre à Antofagasta. Gravure de T. Taylor, 1876.

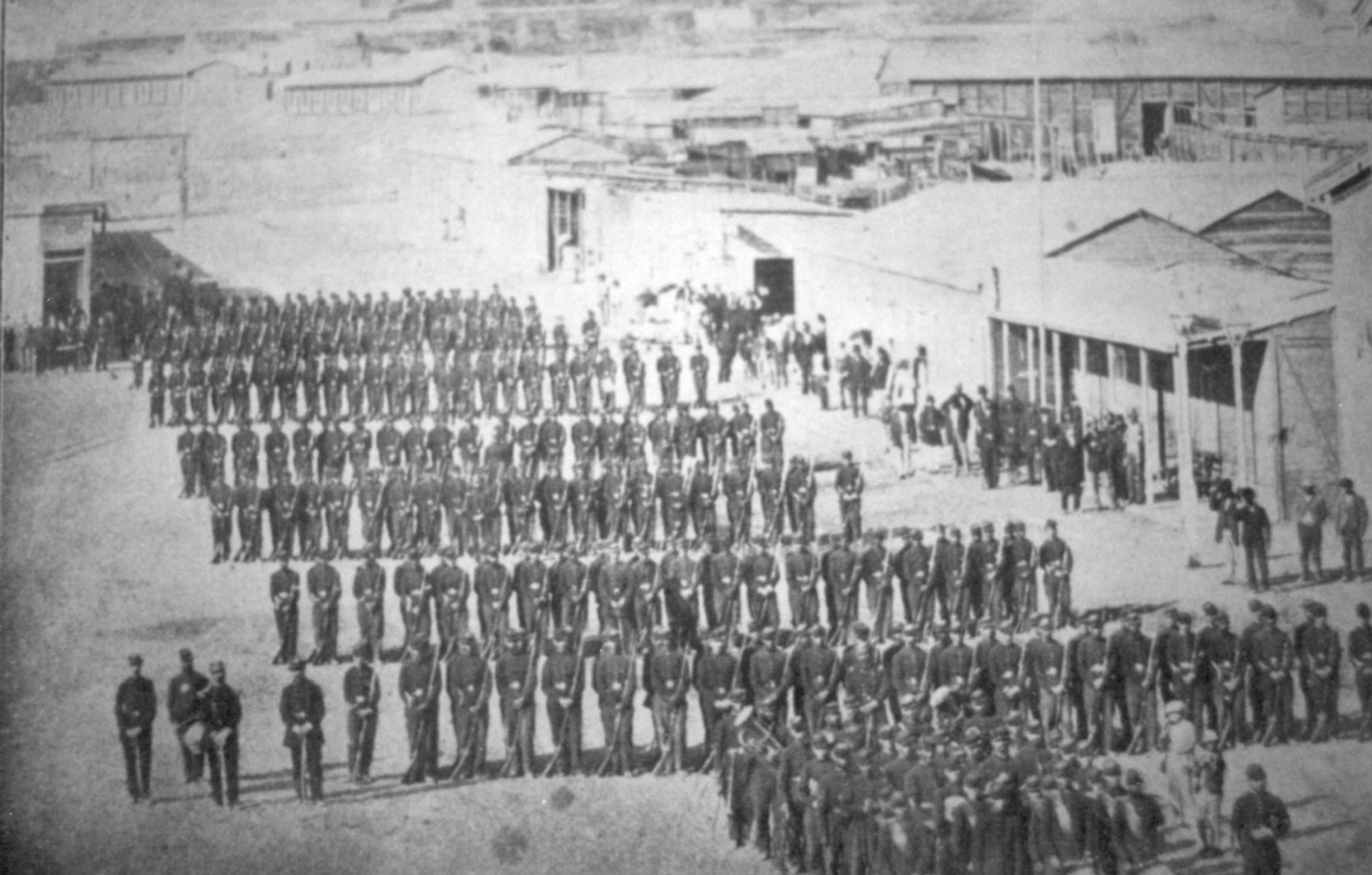
Occupation d'Antofagasta par l'armée chilienne en 1879.

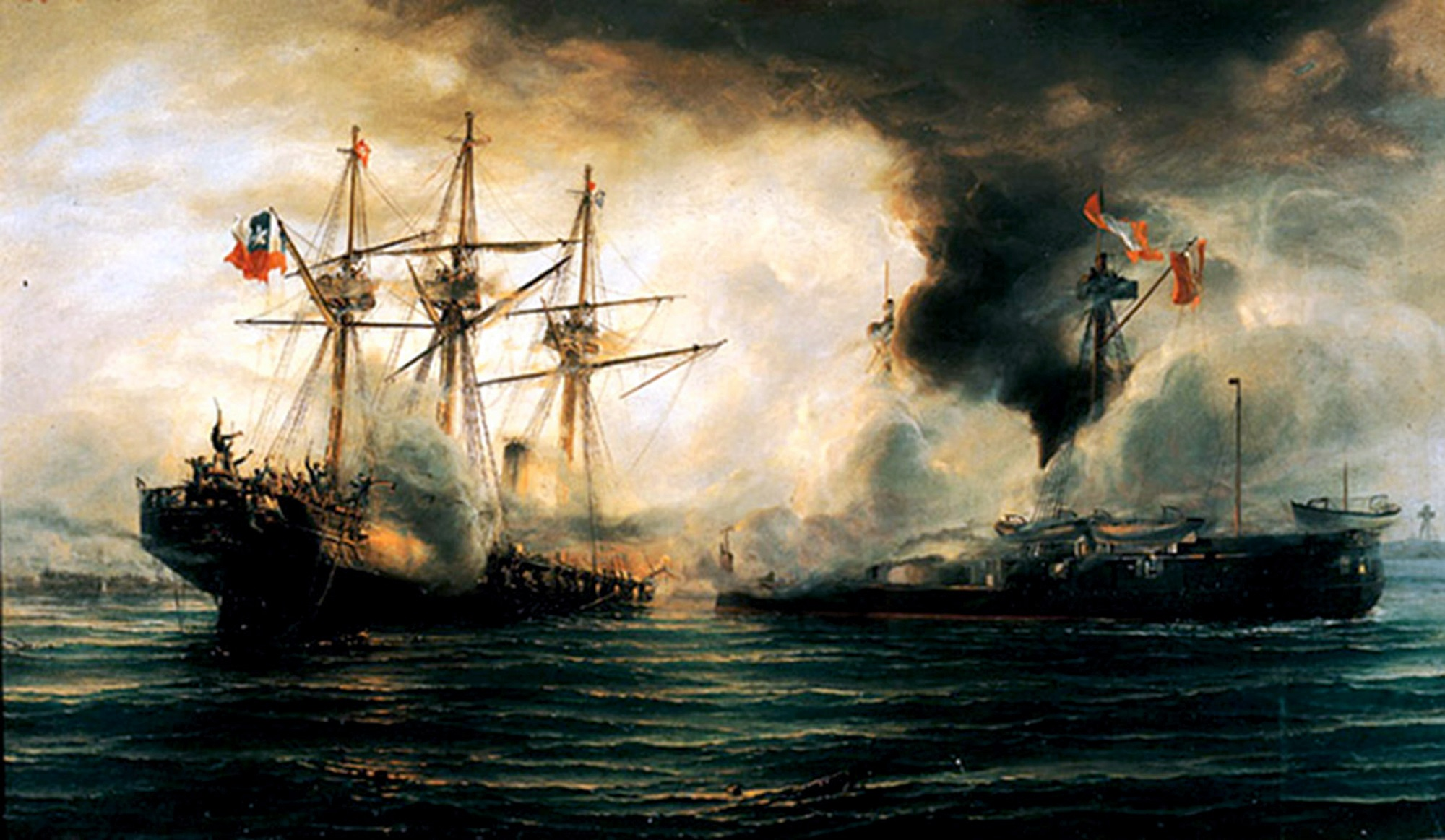
Combat Naval d’Iquique, épisode de la guerre du Pacifique (1879-1884). Peinture de Thomas Somerscales (1842–1927).

Évolution territoriale

En 1879, les litiges entre le Chili et la Bolivie concernant le contrôle de la frontière nord du pays et les intérêts chiliens dans les mines de salpêtre, provoque le débarquement chilien en région d’Antofagasta le 14 février. C'est la guerre du Pacifique, le principal conflit armé de l’histoire du pays,.
Après la conquête du territoire d’Antofagasta, le Chili affronte en mer le Pérou, allié de la Bolivie. Il met fin à la conquête des territoires de Tarapacá, Arica et Tacna, au milieu de l'année 1881. La Bolivie se retire de la guerre en mai de cette année et l'armée chilienne pénètre dans Lima après la bataille de Miraflores le 15 janvier 1881. La guerre se termine finalement après la bataille de Huamachuco, le 10 juillet 1883, avec la signature du traité d'Ancón le 20 octobre 1883.
La victoire chilienne sur ses voisins permet l’expansion du territoire national. Le pays annexe les régions de Tarapacá, Arica et Tacna par le traité d’Ancón et d’Antofagasta. Parallèlement, la région de l'Araucanie a connu un processus progressif d'incorporation à travers la construction de forts, l’installation de colons et de troupes militaires et la réalisation de parlements en 1881. En 1888, l’île de Pâques est également annexée. D’autre part, le Chili renonce au territoire de la Patagonie Orientale et de la Puna d’Atacama et les cède à l’Argentine après le traité de 1881.
Les nouveaux territoires incorporés provoquent un important essor économique dans le pays. L’extraction du salpêtre entraîne de gros profits. Le pays se remet ainsi de la crise économique des années 1870. Diverses firmes européennes, principalement britanniques, s’installent dans l’extrême nord du pays pour exploiter les nitrates. La richesse produite par l’« or blanc » produit 75 % des rentrées fiscales et soutient la totalité de l’économie nationale.
Entre 1883 et 1884 sont approuvées diverses lois tendant à la laïcisation de l’État. La loi des cimetières laïcs, la loi du mariage civil et la loi du registre civil sont mises en vigueur.

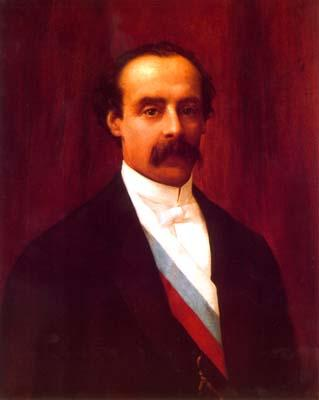
José Manuel Balmaceda, peinture anonyme.

José Manuel Balmaceda est élu président en 1886. Profitant des dividendes provenant de l’exploitation du salpêtre, le gouvernement de Balmaceda modernise complètement le système économique, éducatif et sanitaire. Il met aussi en œuvre de grands travaux civils, comme le chemin de fer tout au long du pays et le viaduc du Malleco. Pendant sa présidence, il essaie de se rallier avec les libéraux, mais le fossé est profond. Son mandat est difficile. Il est fréquent que le Congrès accuse constitutionnellement les ministres, paralysant le déroulement normal du gouvernement de Balmaceda. De plus, il ajoute au nombre de ses ennemis les leaders conservateurs, l’aristocratie et les entreprises salpêtrières.
La forte opposition à Balmaceda se concrétise quand le congrès n’approuve pas la loi du budget de l’année 1891. Balmaceda déclare, le 1er janvier, qu’on prolongerait le budget de l’année précédente et que le Congrès ne se réunirait pas avant le mois de mars. Le même jour, le Congrès considère illégale l’attitude du président et déclare sa destitution. La marine se range aux côtés des parlementaires, tandis que l’armée de terre déclare sa loyauté au président. Cette période marque le début de la guerre civile de 1891.
Le 12 avril, un gouvernement parallèle à Iquique est déclaré. Il est dirigé par Ramón Barros Luco et l’amiral Jorge Montt. Rapidement, les troupes congressistes repoussent les balmacédistes vers le nord. À la suite des batailles de Concón (21 août) et de Placilla (28 août), les troupes révolutionnaires réussissent à entrer à Santiago. Balmaceda, réfugié à l’ambassade d’Argentine, se suicide le 19 septembre. Cette période met fin à la guerre civile qui a fait 10 000 morts.
En 1891 également, l'incident du Valparaiso, dans lequel sont impliqués des militaires américains, provoque un blocus des côtes chiliennes et un ultimatum américain à Santiago.

### République parlementaire (1891-1925)
La victoire des troupes congressistes lors de la guerre civile, permet l’établissement d’un système politique connu comme « la république parlementaire ». Il est dominé principalement par l’oligarchie composée par les grands propriétaires terriens, la bourgeoisie minière et bancaire et l’aristocratie chilienne.
Bien qu'il n'ait pas établi un système parlementaire proprement dit, le Congrès national domine la politique nationale. Le président devient une figure pratiquement symbolique, sans autorité et sujet à la décision des majorités parlementaires. Le chef de l'État est incapable de faire approuver les réformes dont le pays a besoin. Le Congrès censure constamment les cabinets ministériels. Ces derniers doivent présenter leur démission immédiatement. On arrive à un carrousel ministériel qui rend impossible un gouvernement adéquat. Par exemple, le gouvernement de Germán Riesco (1901-1906) connaît un total de 17 cabinets et 73 ministres en 5 ans.
Durant ces années, la progression du pays continue grâce à la richesse que produit le salpêtre. Il permet de réaliser quelques grands travaux, comme le chemin de fer transandin (à travers les Andes) et le musée national des Beaux-Arts, lors de la célébration du centenaire de l’indépendance. Cependant l’économie nationale est confrontée au tremblement de terre destructeur qui dévaste le port de Valparaíso, le 16 août 1906.
Au niveau international, sous arbitrage britannique, on résout les problèmes de frontières avec l’Argentine dans la zone australe des Andes. Ce litige porte sur le tracé de la frontière, le Chili prétendant que celle-ci suit la ligne de partage des eaux, alors que l'Argentine défend le principe des plus hautes cimes. Ces deux lignes ne coïncident pas dans cette zone. Au milieu de l'année 1915, des représentants des deux pays, ainsi que du Brésil, signent le pacte ABC qu'ils ne ratifieront jamais. Cette convention établit des mécanismes de coopération et de médiation entre ces États pour, entre autres, contrecarrer l’influence croissante des États-Unis dans la zone. C'est dans ces années qu'éclate la Première Guerre mondiale, conflit dans lequel le Chili décide de rester neutre.
Cependant, durant les deux premières décennies du XXe siècle, les citoyens commencent à manifester leur mécontentement envers la mauvaise situation. Le fort exode rural des paysans conduits ces migrants à des conditions de vie paupérisantes. Ils doivent faire face à la surpopulation et à des problèmes sanitaires. La mortalité en 1895 était de 31 ‰, 30 000 personnes meurent de la variole en 1909 et 18 000 du typhus. L’analphabétisme dépasse 68 % de la population. D’autre part les conditions de travail sont honteuses, tant dans les villes que dans l'industrie du salpêtre. Mille personnes meurent chaque année d’accident du travail. De plus, cette situation est minimisée et inconnue des dirigeants. Pour tenter d’améliorer cette situation, à partir des années 1900, on commence à traiter de la Cuestión Social (question sociale). Les premières grèves de travailleurs visent à obtenir de meilleures conditions de travail. Les premières réformes du travail surviennent au milieu de cette décennie. Ce n’est qu’en 1907 qu’on introduit le repos dominical. Beaucoup de ces protestations se terminent tragiquement par la répression militaire contre les travailleurs, la plus connue étant le massacre de l'école Santa María d'Iquique.
À partir de 1903, face aux grèves et aux mouvements de protestation, le gouvernement, préoccupé par le maintien de l’ordre social, répond aux revendications ouvrières par des massacres successifs. En 1907, des grèves massives sont déclenchées par les ouvriers du salpêtre de la province de Tarapacá, qui demandent à être payés en monnaie légale et non pas en bons émis par les entreprises qui ne peuvent être échangés que contre des produits disponibles dans les commerces de ces mêmes entreprises à des prix plus élevés que sur le marché. Les ouvriers se rassemblent dans la ville d'Iquique afin d'y négocier avec des représentants du patronat, tandis que le président Pedro Montt (1809-1880, président 1851-1861) envoie des troupes. À la suite de négociations infructueuses, l'armée ordonne aux grévistes de quitter la ville, ce que ces derniers refusent. Le 19 décembre, des tirs de mitrailleuses et de fusils sont dirigés vers la foule et les troupes capturent de six mille à sept mille personnes, dont certaines seront exécutées. Le gouvernement ne reconnaît que 126 morts mais des estimations portent ce nombre à plus de 3 000. La création de syndicats, de mutuelles et du Parti ouvrier socialiste (1912) permettent le développement du mouvement ouvrier au niveau national. Les protestations deviennent chaque jour plus grandes et plus violentes, démontrant l’incapacité de la classe dirigeante à faire face aux problèmes apportés par l’industrialisation.
En 1920, l’union des forces populaires et la classe moyenne prend le pouvoir aux dépens de l’oligarchie. Arturo Alessandri prend la fonction de président de la République. Il propose au Congrès l’adoption de lois très avancées en matière sociale. Ces projets rencontrent l’opposition tenace du Sénat. Le mécontentement dû au rejet de ces réformes se manifeste par le Bruit de sabres de 1924, réalisé par les jeunes officiers de l’armée. Durant une session du Congrès où l’on débat des indemnités parlementaires (rémunération), ils font sonner leurs sabres de façon à démontrer leur gêne, ce qui est interprété comme une menace de coup d'État. Le Congrès, dans cette situation, approuve rapidement les lois sociales, croyant que les militaires retourneraient à leurs occupations. Ce n'est pas le cas. Face à cette situation, Alessandri sent que son pouvoir a été dépassé. Il présente sa démission au Congrès et se réfugie à l’ambassade des États-Unis. Le Congrès refuse sa démission et lui donne l’autorisation de s’absenter du pays pour six mois. Le 10 septembre, il abandonne le pays et fuit en Italie.
Le pouvoir revient aux militaires qui vont constituer une junte gouvernementale. Cependant ils ne parviennent pas à contrôler la situation. Le 11 septembre, la Junte décrète la dissolution du Congrès national, après 93 ans de fonctionnement ininterrompu. Le 23 janvier, une nouvelle junte est formée. Après quelques mois, on sollicite le retour d’Alessandri. À son retour, le 20 mars 1925, apparaît un nouveau dictateur militaire, Carlos Ibáñez del Campo. Alessandri décide de réaliser de profonds changements au système politique national. Il arrive à créer la Banque centrale du Chili, et obtient qu’on approuve par référendum une nouvelle constitution. Avec cette constitution promulguée le 18 septembre 1925, mettant fin au gouvernement parlementaire, et établissant un régime présidentiel, le pouvoir est à nouveau exercé effectivement par le président de la République.

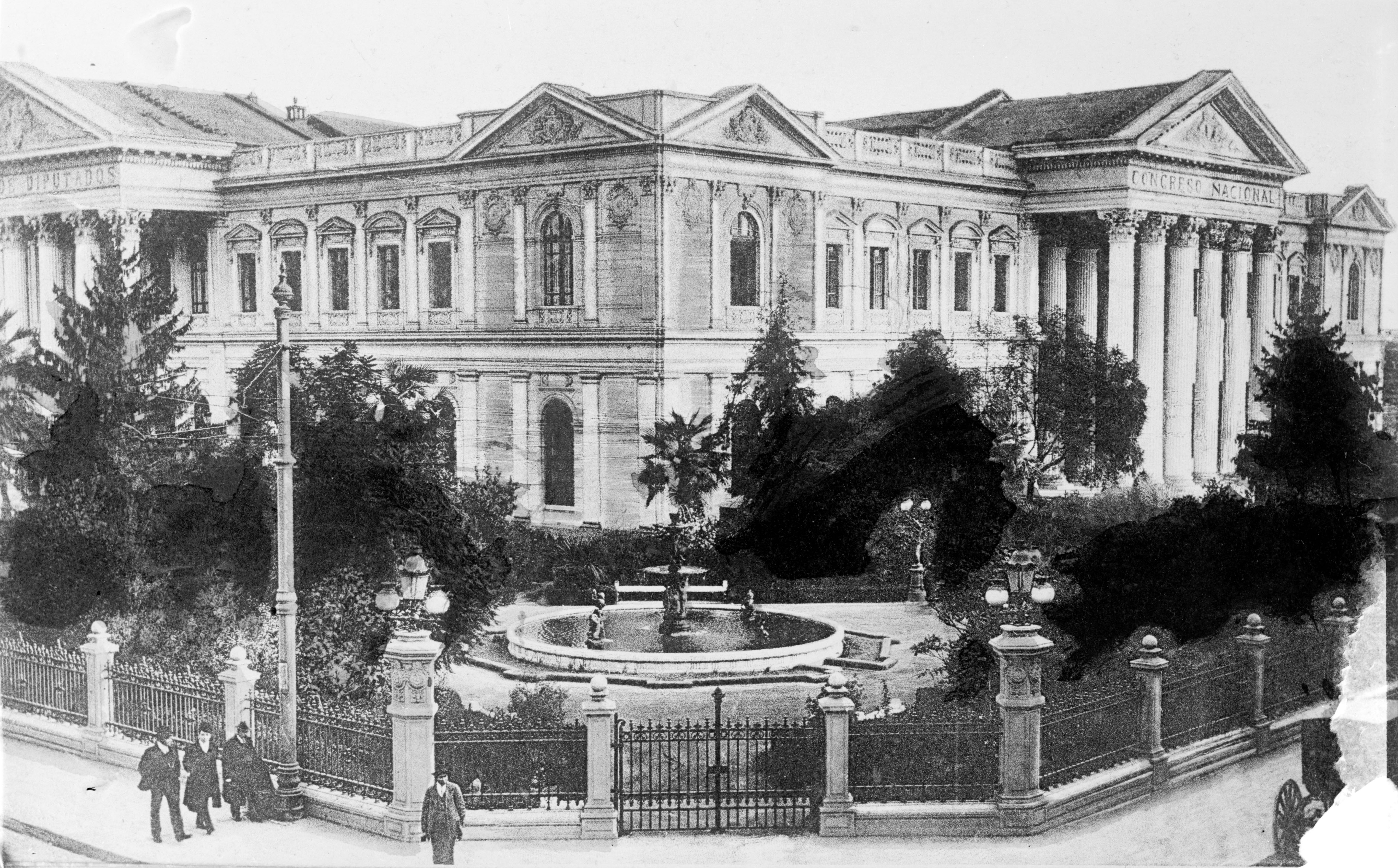
L'ancien palais du Congrès national inauguré en 1908
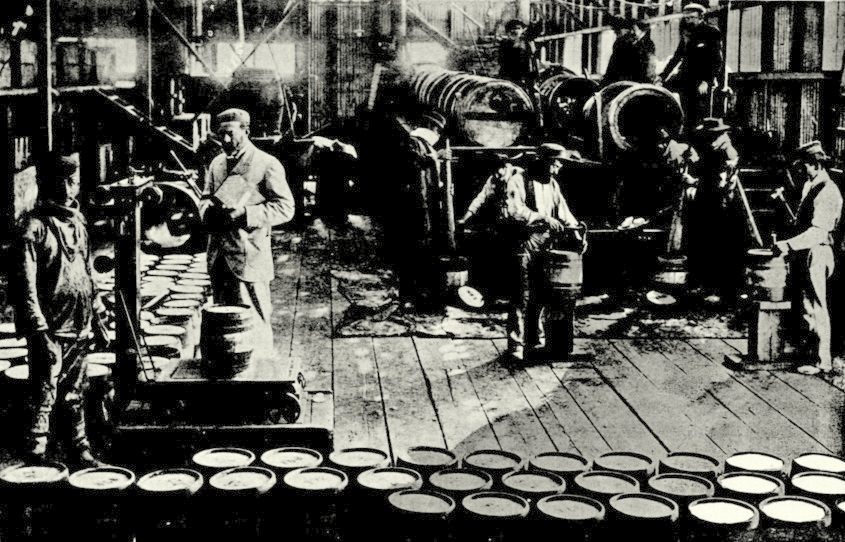
Mise en barils du salpêtre au Chili, 1903
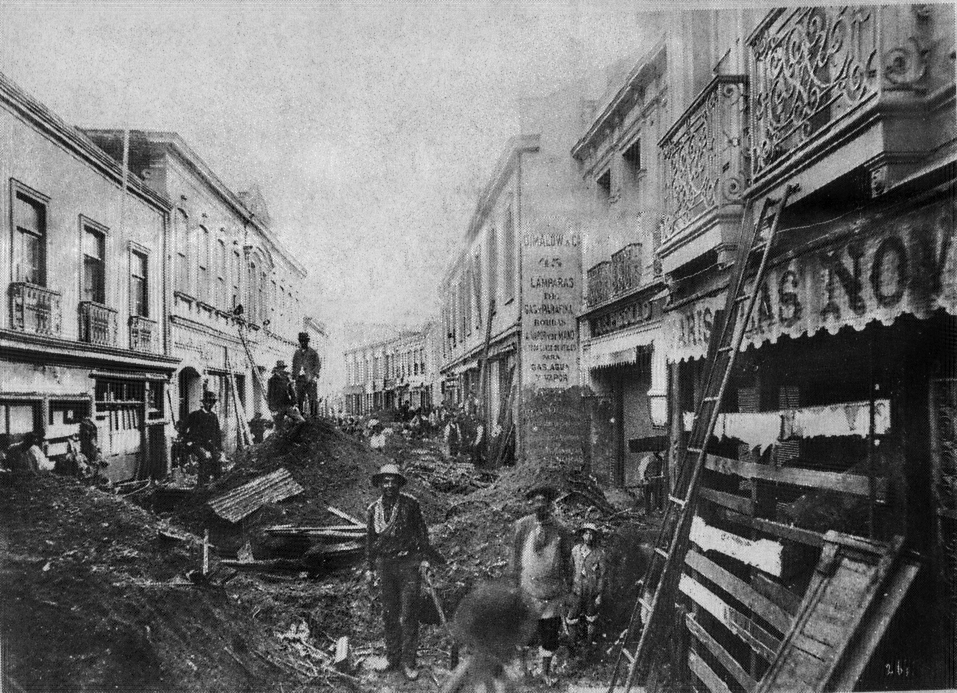
Valparaíso, après le tremblement de terre de 1906
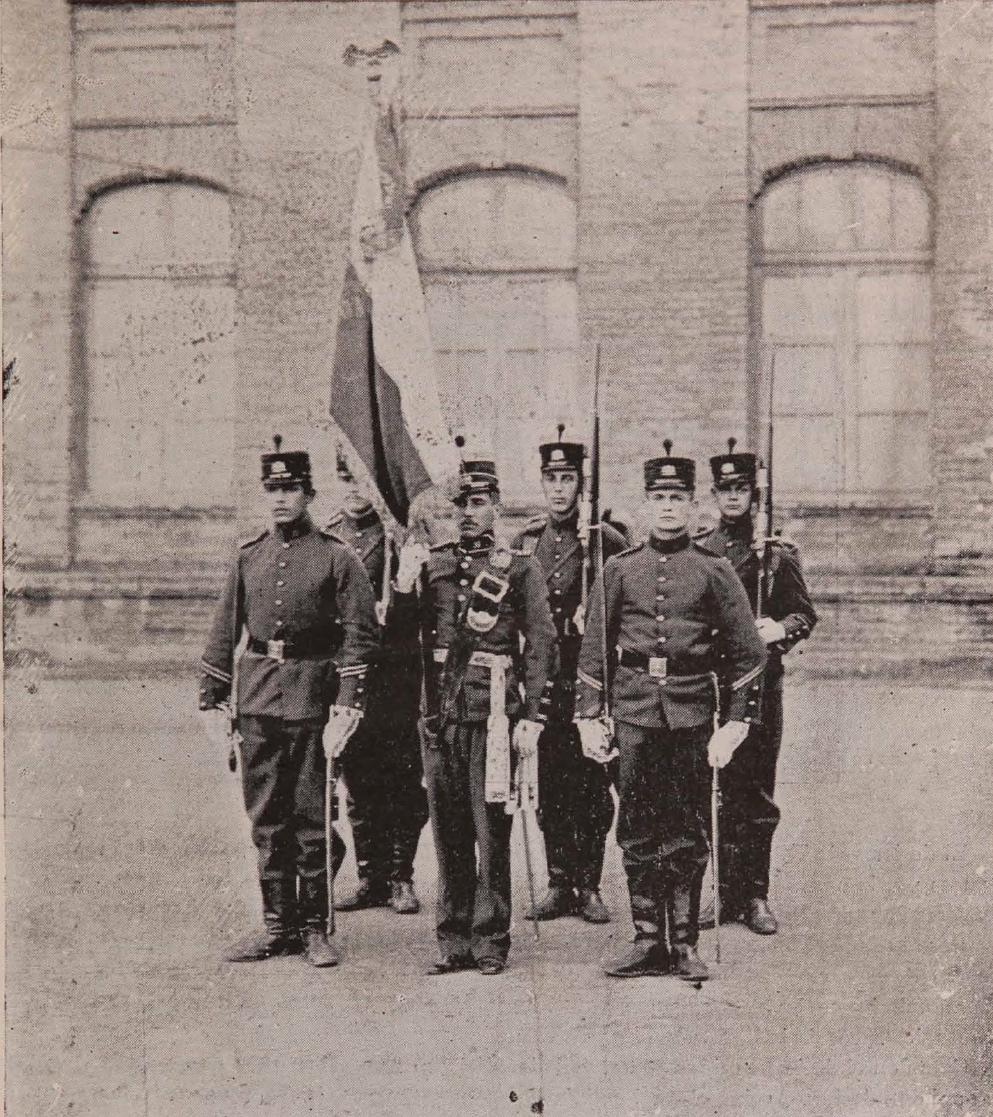
Officiers et soldats du 1er régiment d'infanterie en 1901
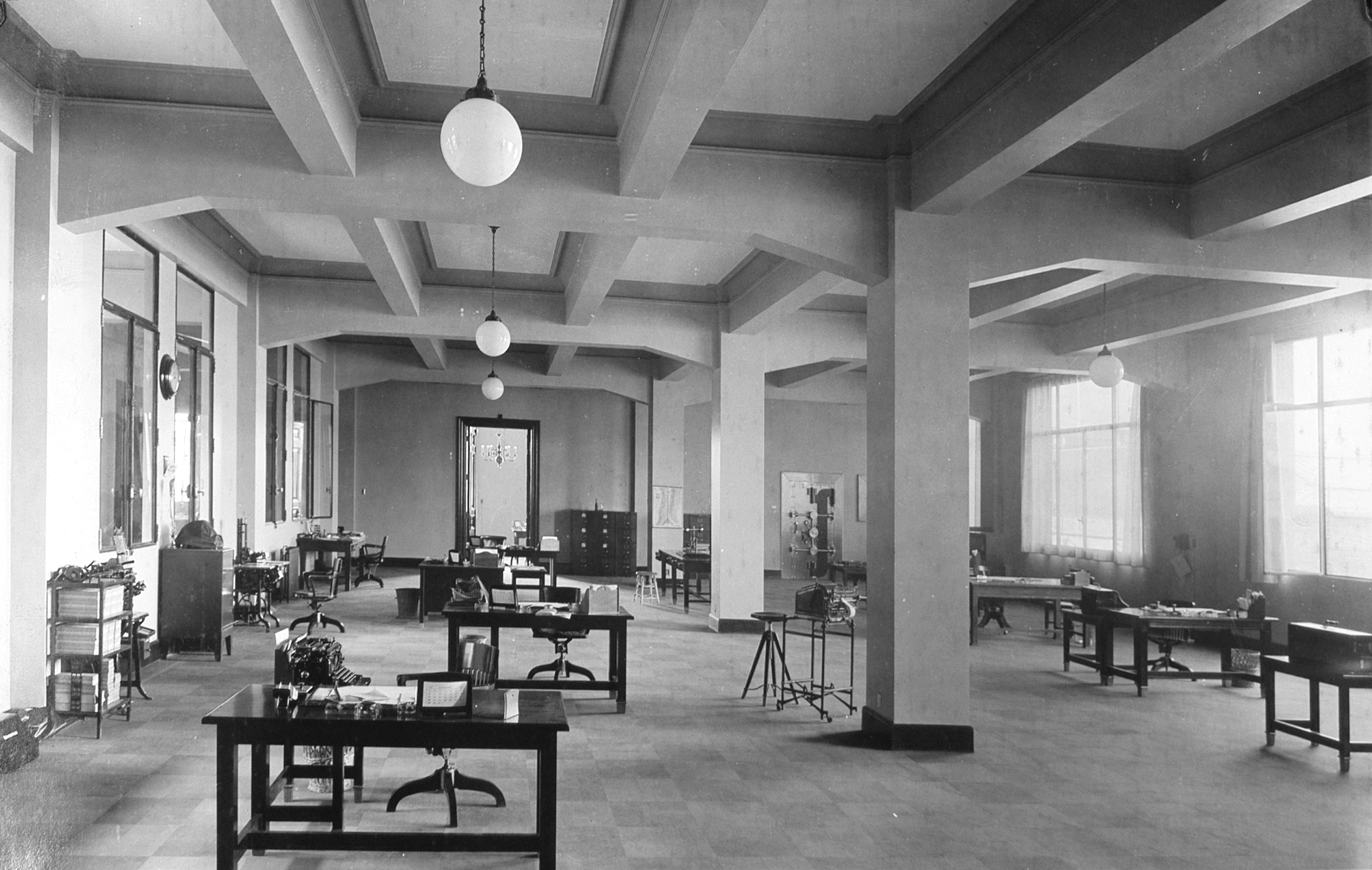
Salle des paiements de la Banque centrale (photographiée en 2004)

## République présidentielle (1925-1973)

### Crise et instabilité
Après la victoire du régime présidentiel, Alessandri et Ibáñez entrent en conflit pour sa direction. Le premier souhaite établir un candidat unique pour la présidence, poste qu’ambitionne Ibáñez. Celui-ci est appuyé par un manifeste de plusieurs politiciens soutenant sa candidature qui paraît officielle, malgré le rejet manifesté par Alessandri. Cela provoque la démission de l’intégralité du cabinet. Face à cette situation, Ibáñez publie une lettre ouverte au président lui rappelant qu’il ne pourrait gouverner qu’avec sa signature. En effet, il est le seul ministre du cabinet. Ainsi, le gouvernement d’Alessandri est soumis aux décisions d’Ibáñez, ce que le Lion de Tarapacá ne peut supporter. Il désigne Luis Barros Borgoño au poste de ministre de l’Intérieur et présente sa démission irrévocable le 2 octobre 1925.
Barros Borgoño est remplacé par Emiliano Figueroa, qui a été choisi comme candidat de consensus entre les partis politiques pour faire face à la crise politique présente dans le pays. Cependant, Ibáñez réussit à se maintenir comme ministre de l’Intérieur. Figueroa n'a pu contrôler Ibáñez et finit par remettre sa démission le 7 avril 1927. Ensuite, face à l'absence de président, Ibáñez en assume la charge.
Durant la présidence d’Ibáñez divers organismes sont créés, comme la Línea Aérea Nacional, la Contraloría General de la República (organisme autonome de l'état, chargé de contrôler la légalité des actes de l'administration publique), les Carabiniers et l'armée de l'air. De plus, le code du travail est promulgué et le traité de Lima, qui résout les problèmes de frontières avec le Pérou, est ratifié, le 3 juin 1929.
Ibáñez reçoit, au début, le soutien de la population. Mais, les mois passant, il commence à avoir des attitudes extrêmement autoritaires. Des centaines de politiciens, dont Alessandri, partent en exil, des restrictions à la presse sont établies et les membres du Congrès sont désignés par Ibáñez, en accord avec les partis politiques, recevant l’appellation de Congrès Thermal, en référence aux Thermes de Chillán, où se déroule la négociation.
Le krach de la bourse de New-York donne lieu en 1929 à la Grande Dépression. Le gouvernement d’Ibáñez, qui a triplé la dette externe en sollicitant des prêts aux États-Unis, et l’inévitable effondrement de l'industrie minière du salpêtre provoquent une crise sans précédent au niveau national. En moins de trois ans, le produit intérieur brut du pays diminue de plus de 50 %, et le Chili est considéré par la Société des Nations comme l'un des plus affectés par la crise,. Face à cette situation, Ibáñez présente sa démission en 1931. Le gouvernement est aux mains de Juan Esteban Montero, président du Sénat. Aux élections anticipées qui ont lieu en octobre, Montero bat Alessandri, qui est revenu d’exil.
Montero, de nouveau à la présidence, est immédiatement confronté à diverses tentatives de révolution. Le soulèvement de la Marine, à Coquimbo, est uniquement la première tentative de coup d'État d’une longue série qui continue les mois suivants, sans succès, jusqu’au 4 juin 1932.
Les organisateurs du coup d'État, Marmaduque Grove, Carlos Dávila (1887-1955) et Eugenio Matte, déclarent la République socialiste du Chili. Cette république propose diverses réformes sociales (impôt sur les grandes fortunes, monopole d'État sur les matières premières...) Cependant, ce régime dure seulement douze jours. Un nouveau coup d'État installe Dávila à la présidence. Deux autres membres de la Junte s'exilent à l’île de Pâques. Dávila, cependant, n'est président que cent jours. Ensuite après divers mandats de présidence par intérim, Arturo Alessandri Palma est élu président de la République.
La seconde période d’Alessandri se caractérise principalement par la récupération du pays, tant en économie qu’en ambition politique. Pour cela, Alessandri utilise en diverses occasions les pouvoirs extraordinaires de sa position et arrive à éloigner l’armée du pouvoir politique, alors composé de la coalition conservatrice (conservateurs et libéraux), et du parti radical, qui ont chaque fois plus de poids, et de la gauche émergente, composée par le Parti socialiste (fondé en 1933) et le Parti communiste. 
En même temps l’influence des idéologies fascistes, en provenance d’Allemagne, d’Espagne et d’Italie, sont assimilées par les jeunesses du Parti national socialiste, mené par Jorge González von Marées.
Bien qu’au début Alessandri gouverne avec un cabinet pluraliste, les radicaux commencent lentement à se rapprocher des partis de gauche, se retirant du gouvernement en avril 1934. La division entre la Droite d'une part, la Gauche et les Radicaux d'autre part, commence à se faire chaque jour plus profonde, et la violence resurgit. Le massacre de Ranquil est une des preuves de la tension qui apparaît en ville et à la campagne. 
Alessandri décrète l’état de siège en février 1936 : on ferme le Congrès, et les ouvriers profitent de la récente création de la Confédération de travailleurs du Chili pour se mettre en grève.
Malgré les évènements, Alessandri et son ministre Gustavo Ross Santa María parviennent à remettre l'économie en marche. 
L’industrie minière du salpêtre déclin, remplacée progressivement par le cuivre. 
L’agriculture renaît rapidement. 
La dette extérieure est réduite de 31 % grâce à l’achat d'obligations dépréciées, parce que Ross arrive à acheter 139 millions d'obligations pour seulement 15 millions de pesos. 
L’industrie nationale arrive à satisfaire 70 % des besoins du pays. 
Cet essor permet la réalisation de grands travaux tels que le Stade national et le Barrio Cívico (quartier civique).
À l’approche de l’élection présidentielle, les radicaux s’allient avec les communistes, les socialistes et la Confédération des travailleurs du Chili (CTCH). Ils forment ainsi le Front populaire. Il présente la candidature du radical Pedro Aguirre Cerda. La coalition choisit Ross comme candidat à la présidence. Il est détesté par l’opposition, qui l’appelle le ministre de la faim. Cependant, la surprise est la candidature d’Ibáñez, appuyé par l’Alliance populaire libératrice et le Parti national-socialiste.
Ross semble être le vainqueur des élections, grâce à une coûteuse campagne et à la division des électeurs de l’opposition entre Aguirre Cerda et Ibáñez. Cependant, un terrible évènement change la situation. Des membres des jeunesses nazies prennent le bâtiment principal de l’université du Chili le 5 septembre 1938. Tandis qu'ils sont retranchés dans le bâtiment, une pièce d’artillerie bombarde l’entrée principale, ce qui provoque la reddition des 71 manifestants. Transférés au bâtiment de l'Assurance ouvrière, situé face au palais de la Moneda, ils sont criblés de balles par les carabiniers. Le massacre de l’Assurance ouvrière est attribué par l’opposition à un ordre d’Alessandri, ce qui entraîne le retrait de la candidature d’Ibáñez et son appui à Aguirre Cerda. 
Finalement, le 23 octobre, le candidat du Front populaire obtient 50,1 % des votes, face aux 49,3 % de Ross.

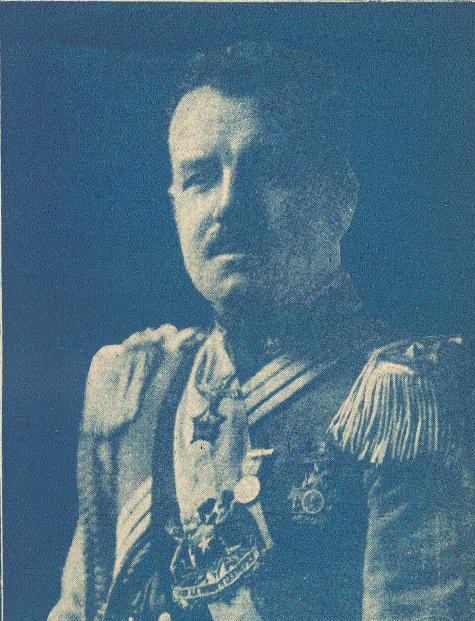
Carlos Ibáñez del Campo
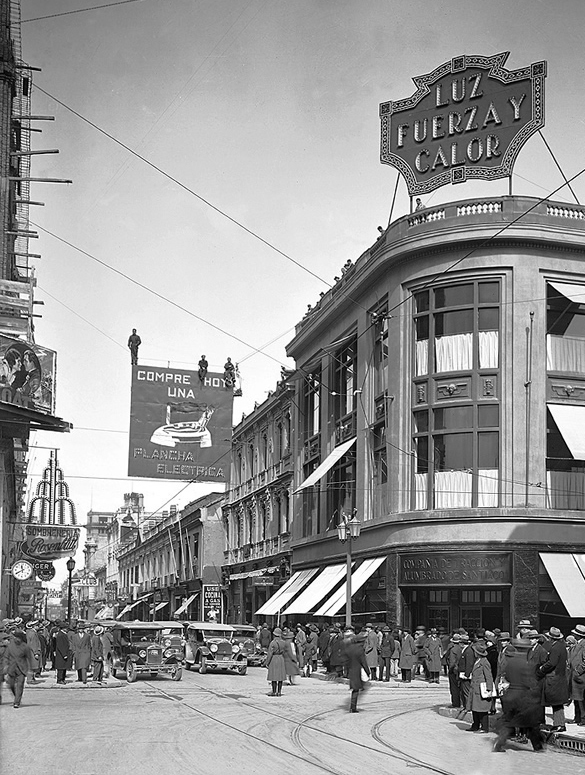
Vue du centre de Santiago, vers la fin des Années 1920
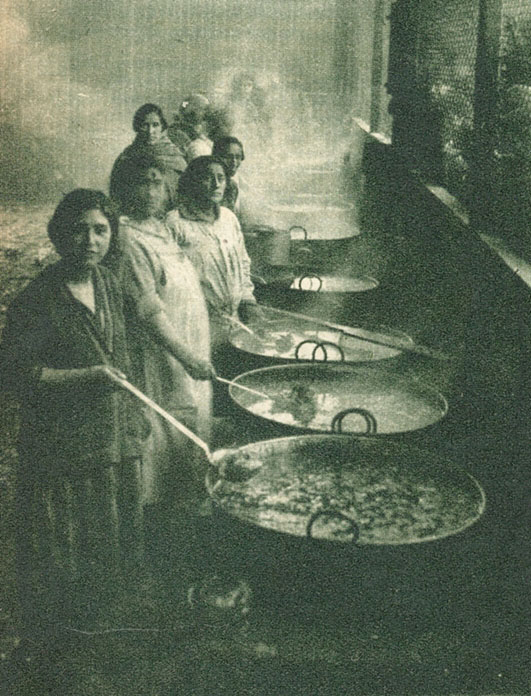
Femmes préparant les ollas comunes, repas pour les chômeurs et indigents, en 1932
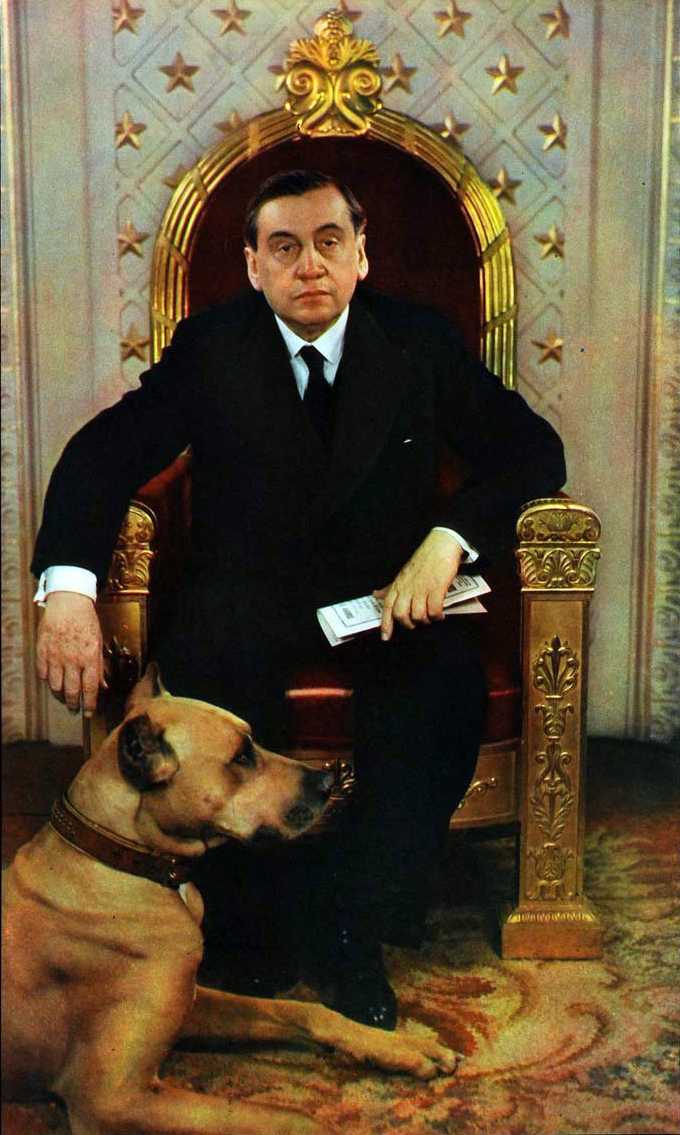
Arturo Alessandri Palma pendant sa seconde période présidentielle (1932-1938)

### Gouvernements radicaux (1938-1952)
Pedro Aguirre Cerda devient président. Il mène une politique de rupture social-démocrate, promouvant l’industrialisation et freinant le pouvoir de l’oligarchie. Pour cela, et malgré le tremblement de terre dévastateur qui rase Chillán et une grande partie du sud du pays en 1939, il fonde la Corporation de Développement de la Production. 
À travers son projet de substitution des importations, il cherche l’indépendance économique du pays. Des exemples sont la création de l’Entreprise nationale d’électricité, la construction de centrales hydro-électriques, la création de l’ENAP (Entreprise nationale de pétrole), chargée du premier gisement de pétrole de la région de Magallanes. 
On crée aussi la Compagnie d’acier du Pacifique (Compañia de Acero del Pacifico) et d'industries publiques d’exploitation sylvicole, agricole et manufacturière. Avec cette impulsion, l’industrie arrive de 1940 à 1943 à une croissance annuelle de 7,5 %.
Les bons résultats économiques commencent à produire des changements dans la société chilienne. 
On donne un nouvel élan aux grandes villes. 
Santiago, par exemple, commence à exploser démographiquement, atteignant le million d’habitants en 1940. 
La culture se développe grâce aux apports littéraires de Vicente Huidobro et d’Augusto d’Halmar. 
Poussé par sa vocation d’enseignant, Aguirre Cerda réussit à étendre l’éducation publique à une grande partie du pays, ce qui pour lui est la seule façon de vaincre la pauvreté.
Pendant ces années, les relations internationales du pays sont confrontées aux guerres qui dévastent une grande partie du monde.
La guerre civile espagnole produit un exode massif d’Espagnols qui arrivent au Chili grâce à l’ambassadeur en France, Pablo Neruda, principalement à bord du bateau Winnipeg. 
Quelques mois plus tard, éclate la Seconde Guerre mondiale, dans laquelle le Chili, de même que lors de la Première Guerre mondiale, reste neutre. 
Il maintient donc de bonnes relations avec l’Italie, et une partie des habitants manifeste ouvertement de la sympathie pour l’Allemagne. 
Une grande partie de la population est toutefois en faveur des Alliés. 
Par ailleurs, sur ordre d’Aguirre Cerda, on officialise la revendication chilienne sur l’Antarctique. On fixe les limites du territoire chilien de l'Antarctique.
« Le Chili nouveau et ancien s'étendent du Pacifique depuis la baie de Mejillones jusqu'aux îles Shetland du Sud, à la latitude 65º Sud et avec l'océan Atlantique depuis la péninsule de San José en latitude 42º Sud jusqu'aux Nouvelles Shetland du Sud, ou au 23º avec une abondance d'excellents ports en chaque océan, et tous utilisables en toute saison. Un simple regard sur une carte de l'Amérique du Sud suffit pour prouver que le Chili, tel qu'il est représenté, possède les clefs de cette vaste portion de l'Atlantique Sud. »
La présidence d’Aguirre Cerda se termine brutalement à la suite de la tuberculose mortelle de son dirigeant qui meurt fin 1941 avant la fin de son mandat. 
En 1942, le radical Juan Antonio Ríos est élu successeur d’Aguirre Cerda et concrétise la majeure partie des projets de son prédécesseur.
Pendant sa présidence, les pressions pour prendre part officiellement à la Seconde Guerre mondiale, venant tant des États-Unis que des sympathisants de l’Axe, débouchent début 1943 sur la rupture des relations diplomatiques avec les pays de l’Axe. 
Le Chili est le seul pays sud-américain qui ne déclare pas la guerre à l’Allemagne durant tout le conflit. 
Il ne le fait contre le Japon qu’en 1945. 
Cela n'a pas été un obstacle aux États-Unis pour obtenir du gouvernement chilien l’appui qui l’intéresse le plus : la fourniture de matières premières pour l’industrie de la défense. 
Le Chili est un important producteur de salpêtre, essentiel pour la fabrication de poudre à canon, et de cuivre pour la confection de munitions. 
Les États-Unis obtiennent, de plus, sous la prémisse d’être une contribution du pays au monde libre, que les exportations de cuivre chilien aillent vers le marché américain. 
Durant la période 1942-1945, un prix est fixé unilatéralement par Washington. 
Il est de 11,7 cents de dollar la livre (0,28 $/kg), près d’un tiers de moins que ce que sont prêts à payer les autres pays belligérants. 
Ce prix n’affecte que l’état chilien puisque les entreprises, qui sont toutes américaines, sont subventionnées par les États-Unis pour un montant de 120 millions de dollars par an. 
En comptant seulement le non-paiement des 120 millions de dollars de bonification, les pertes pour le Chili sont estimées à plus de 500 millions de dollars.
Un fait capital pour l’histoire de la littérature nationale est la remise du prix Nobel à la poétesse Gabriela Mistral, le 10 décembre 1946.
La stabilité dans laquelle les gouvernements radicaux trouvent leur source en tant que résultante des différentes forces politiques, commence cependant à décliner sérieusement pendant le gouvernement de Ríos. 
La crise entre le président et les socialistes, les communistes, la droite et leurs compagnons de parti mène Ríos à exiger la sortie de tous les radicaux de son cabinet. 
Cependant, comme son prédécesseur, la santé l’empêche de continuer d’aller jusqu’à la fin de son mandat : il meurt en 1946.
Gabriel González Videla est élu président. Il a été le chef de l’Alliance démocratique, composée entre autres du Parti radical et du Parti communiste dirigé par Neruda. Cependant, en 1947, les élections municipales font clairement apparaître l’ascension du Parti communiste en plein essor de la guerre froide. 
Face à cette situation, González Videla expulse les communistes de son gouvernement et devient un farouche opposant.
Le Parti Socialiste, quant à lui, perd grande part de son électorat, passant de 20,7 % des voix en 1941 à seulement 9,3 % en 1949.
Les syndicats miniers de Lota et Chuquicamata, formés en majeure partie de communistes, déclarent la grève et le président doit déclarer l’état de siège à Santiago. 
Dans ce contexte, le Congrès approuve la loi de Défense de la Démocratie, appelée « loi Maudite » par ses opposants, qui interdit le Parti communiste et envoie ses militants en camp de détention à Pisagua.
Pendant ce temps, pendant la présidence de González Videla se déroule le « plan Serena » pour le développement de la province de Coquimbo et le remodelage de La Serena. 
Le vote des femmes est adopté.
Les premières bases antarctiques sont installées et l’université technique de l’État est fondée.
Aux élections présidentielles de 1952, les candidats sont Pedro Enrique Alfonso représentant le radicalisme. Le centriste Arturo Matte, le socialiste Salvador Allende et le candidat indépendant Carlos Ibáñez del Campo. 
Le général Ibáñez apparaît comme la solution aux problèmes de la politique traditionnelle, et, avec ses devises « Le général de l’espoir », « Du pain pour tous » et son symbole du balai pour combattre la corruption, il obtient la victoire avec 46,8 %. 
Les femmes, quant à elles, accèdent pour la première fois au droit de vote, et votent à 43 % pour Ibañez
Le populisme que revendique Ibáñez lui apporte une grande adhésion citoyenne. 
Il se rapproche de la Gauche. Les premières années, il appuie la création de la Centrale unique des travailleurs, dirigée par Clotario Blest. 
Il arrive à abroger la « Loi Maudite » à la fin de son mandat. Cependant, en 1955, la « substitution des importations » tourne à l’échec et l’économie entre en récession. Mal soutenu par son parti, son gouvernement commence à chanceler.
À la recherche d’une solution au problème économique, le président crée la mission Klein-Saks. 
Pour cette firme américaine, la solution à la crise ne peut venir que de mesures libérales. 
Des réformes au commerce extérieur, la suppression de subsides. 
Ainsi que l'élimination de l’indexation automatique des salaires du secteur public et d’une partie du secteur privé. 
Enfin la modification du statut de la banque centrale et la création de la Banque de l’État du Chili sont adoptées. 
Ces mesures se révèlent impopulaires et génèrent le mécontentement de la population. 
Des grèves menacent à nouveau la stabilité du gouvernement et Ibáñez proclame l’état de siège, lequel est refusé par le Congrès. 
En 1957, la fédération des étudiants de l’université du Chili (F.É.U) s'oppose durement à l'augmentation des prix des transports publics. 
Les affrontements font plus de 20 morts et d’importants dommages matériels dans le centre de Santiago.

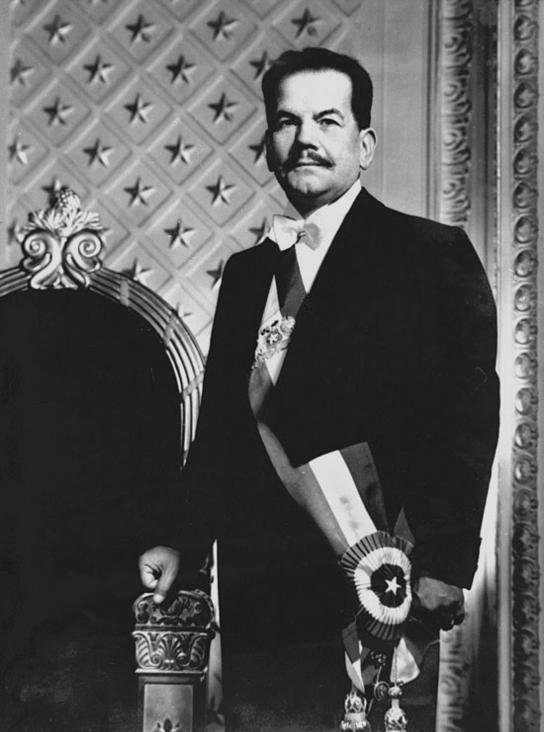
Pedro Aguirre Cerda
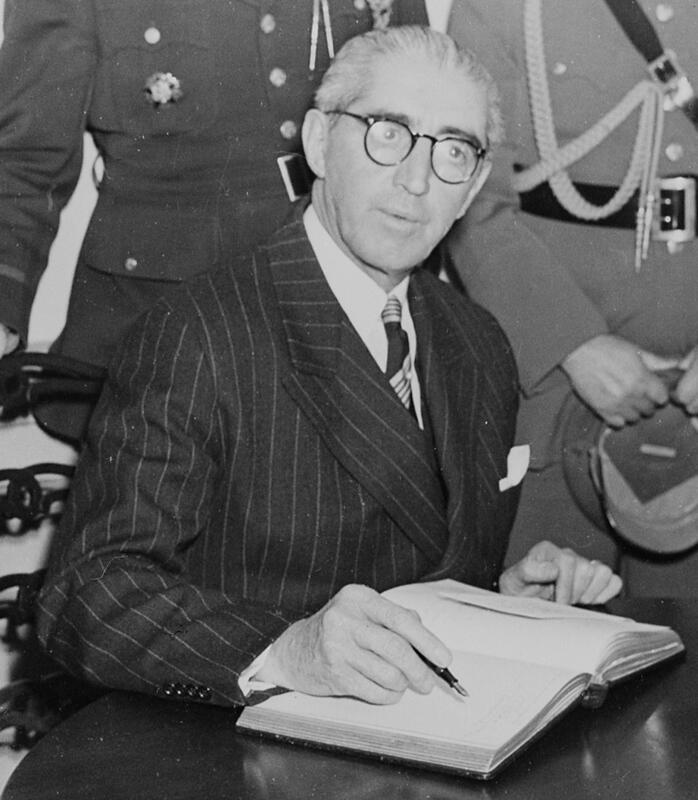
Juan Antonio Ríos
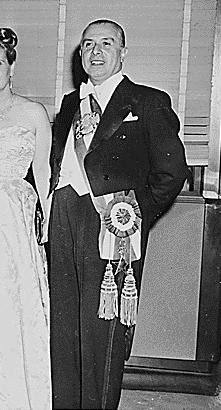
Gabriel González Videla

### Les trois tiers (1958-1973)

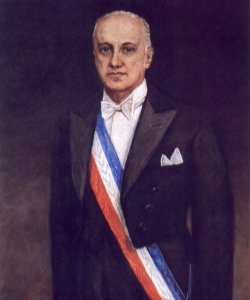
Jorge Alessandri

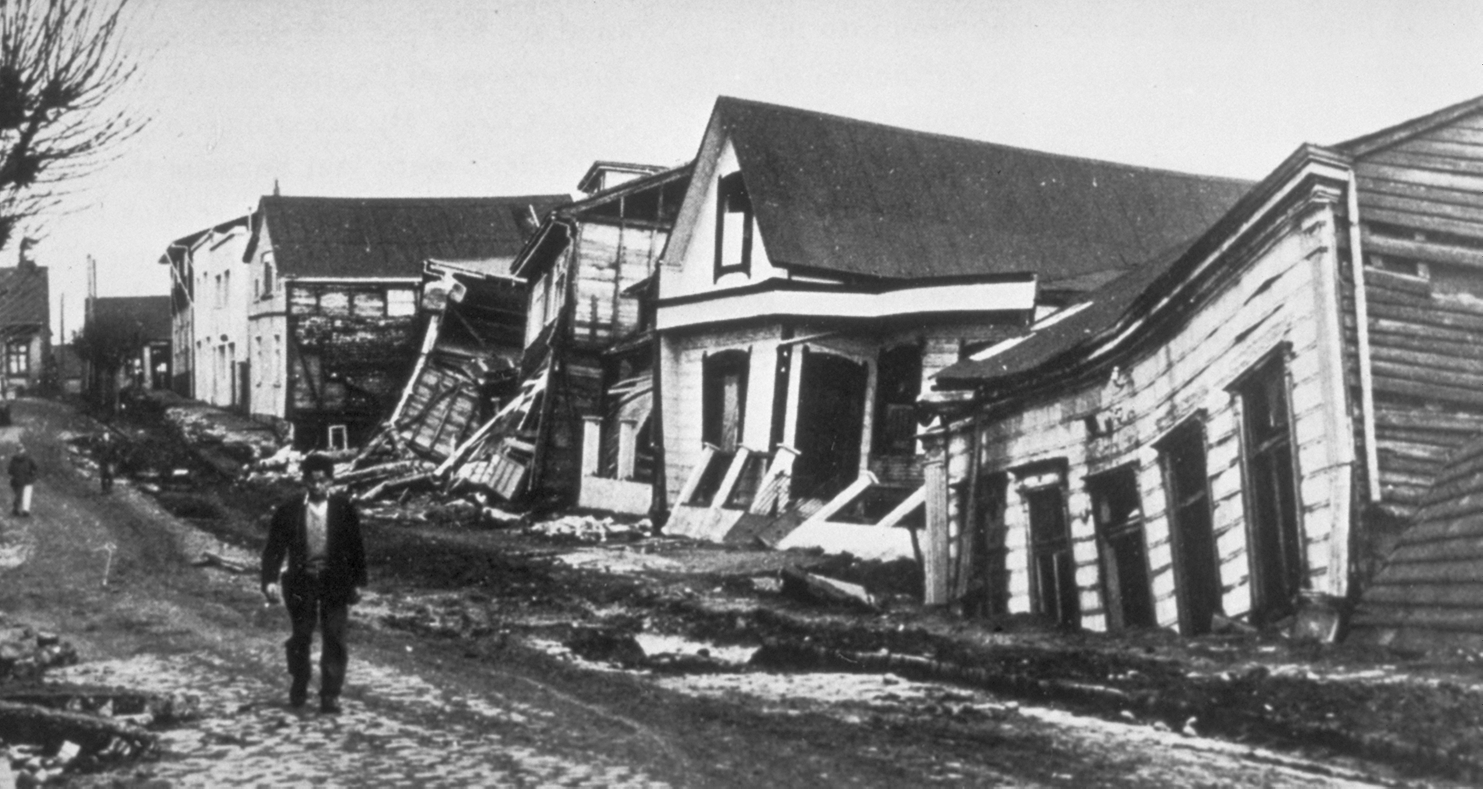
Valdivia après le tremblement de terre du 22 mai 1960, le plus important enregistré dans l'histoire

Malgré les efforts du Bloc d’assainissement démocratique, la forte déception que produit le populisme ibañiste dans la population permet la victoire de l’indépendant de droite Jorge Alessandri Rodríguez (1896-1986), fils d’Arturo Alessandri, aux élections présidentielles de 1958. Alessandri obtient près de 31,6 %. 
Salvador Allende, candidat du Front d’action populaire (FRAP), l’alliance de gauche, obtient 28,9 %. 
Le démocrate chrétien Eduardo Frei Montalva arrive à 20,7 %. 
À ces élections, le Parti Radical (dont le candidat Luis Bossay n’obtient que 15 %) commence à perdre le rôle principal face à la conformation d’un système politique connu sous le nom des « Trois Tiers » (la droite, la démocratie chrétienne et la gauche). 
Ce système va durer les 15 années à venir. Comme aucun candidat n’obtient la majorité absolue, le Congrès doit choisir, et se décide finalement pour le candidat de droite.
L’ingénieur Alessandri décide de mettre en pratique un plan de stabilisation économique, centré fondamentalement sur la lutte contre l’inflation. 
Du fait de leur caractère sobre et technique, beaucoup de ses mesures sont impopulaires. 
L’idée d’Alessandri est de créer un État avec suffisamment d’infrastructure pour motiver les investissements privés. 
Il délaisse l’idée d’un « État paternaliste ». 
Pour y arriver, il se laisse assister par de nombreux spécialistes en la matière, parmi lesquels beaucoup sont indépendants, ce qui provoque un mécontentement du peuple.
Pendant sa présidence, Alessandri est confronté aux effets catastrophiques du tremblement de terre (suivi d'un raz-de-marée) du 22 mai 1960, dont l’épicentre se situe à Valdivia. 
Il a détruit tous les villages entre Chillán et Chiloé. 
Ce séisme est le plus fort enregistré dans l’histoire de l’humanité avec 9,5 degrés de magnitude sur l’échelle de Richter. 
On estime que les réparations ont coûté plus de 422 millions de dollars. 
Malgré cela, le pays vit des moments de jubilation, avec la célébration de la coupe du monde de football, en 1962.
Dans sa gestion, il crée les entreprises publiques ENTEL Chile (entreprise publique de télécommunications), ENAMI (industrie publique minière) et LADECO (ligne aérienne). 
Le Chili arrive à obtenir le soutien économique des États-Unis via l’Alliance pour le progrès. 
De plus, il commence à matérialiser le projet de réforme agraire qu’Alessandri voit comme un moyen d’optimiser l’exploitation de la terre : le projet consiste globalement à redistribuer les terres de l’État, sans interférer avec les terrains des gros propriétaires.
Alors que la guerre froide est en plein essor, les élections de 1964 approchent, et l'essor du socialisme d’Allende apparaît imparable. 
C’est ainsi que la personne d'Eduardo Frei Montalva (1911-1982) apparaît comme le meilleur moyen d’arrêter le FRAP. 
Avec sa devise « la Révolution dans la Liberté », Frei parvient à rassembler des adhérents à son projet de réformes profondes du pays, sans le soumettre à l’influence soviétique, comme le ferait selon eux Allende, et arrive à faire du Parti démocrate-chrétien (DC) l’acteur politique principal des années 1960.
La lutte entre Allende, Frei et Julio Durán (candidat du Front démocratique), se joue pratiquement vote à vote. 
Cependant, un fait fortuit, appelé le Naranjazo, va changer la destinée des élections. 
La mort du député socialiste de Curicó, Oscar Naranjo, permet la tenue d’élections complémentaires, avant les présidentielles, et qui sont utilisées par les différents partis comme une préparation aux élections du 4 septembre.
Dans celles-ci, le fils du défunt, socialiste également, obtient 39,2 % face aux 32,5 % du Front Démocratique et aux 27,7 % de la DC.
Pour contrer une victoire possible d’Allende, les adhérents de droite soutiennent massivement Frei. 
Ce dernier reçoit également le soutien du gouvernement des États-Unis dont 3 millions de dollars de la CIA. 
La Marche de la Jeune Patrie, organisée pour soutenir la candidature de Frei, devient un succès avec la présence de milliers de personnes au parc Cousiño. 
Cette manifestation est un avant-goût du résultat final des élections : Frei obtient 56 % des votes (une des plus hautes majorités de l’histoire des élections chiliennes), tandis qu’Allende obtient 40 %. De plus, les Démocrates chrétiens obtiennent 83 députés sur 147. 
Frei peut donc gouverner sans coalition.

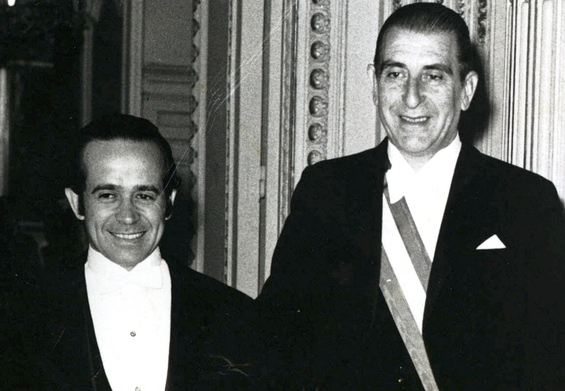
Eduardo Frei Montalva (à droite), à côté d'Andrés Zaldívar

Eduardo Frei mène une politique de réformisme modéré, dans laquelle se démarque la construction de milliers d’habitations, la modernisation de l’appareil de l’état, la réforme de l’éducation (obligatoire dès 8 ans). 
Il renforce les organisations de base et l’amplification de la réforme agraire, qui devient un des thèmes les plus délicats, car, contrairement au projet du gouvernement d’Alessandri, les grandes haciendas sont également concernées par les expropriations. 
Frei est l’ennemi des politiciens de droite qui considèrent cela comme une trahison à leur soutien à son élection présidentielle.
D’autre part, le gouvernement met en route le processus de « chiliénisation du cuivre », acquérant la mine d'El Teniente et une grande partie des actions d’Andina et de La Exótica. 
De plus, le tunnel Lo Prado et l’aéroport de Pudahuel sont construits. 
La Télévision nationale du Chili est fondée, et on commence à creuser le métro de Santiago.
Cependant, en 1967, la démocratie chrétienne commence à se fendiller, tandis que le gouvernement est critiqué tant par la gauche que par la droite. 
En 1968, les grèves commencent à se propager, tandis que les réformes aux structures politiques des élèves de l’université du Chili et de l’université catholique produisent de sérieux affrontements entre les étudiants et le gouvernement.
En 1969, la crise du gouvernement de Frei s'accentue, et de plus il court des rumeurs de coup d’État, qui se concrétisent le 29 octobre avec le Tacnazo, dirigé par le général Roberto Viaux, qui sort le régiment Tacna dans les rues de Santiago. 
Bien que cet événement se soit apaisé et ne soit finalement qu’une fausse alerte, il démontre la gravité de la situation politique annonçant une victoire imminente de Salvador Allende aux prochaines élections.
Cette même année voit la naissance du Mouvement d’action populaire unitaire (MAPU), comme scission de la fraction la plus à gauche de la Démocratie chrétienne. 
Ce mouvement s’unit à l’Unité populaire. 
La nouvelle alliance formée par les socialistes, les communistes, les radicaux, les sociaux-démocrates et d’autres groupes, se crée afin qu’Allende accède à La Moneda.
Radomiro Tomic, le candidat officialiste, n’est pas considéré comme un bon candidat pour vaincre Allende, c'est pourquoi la droite désigne Jorge Alessandri comme étant son porte-drapeau.
Bien qu’au début Alessandri obtienne un important soutien, celui-ci commence à se dissiper au fil des semaines. 
Aux élections du 4 septembre 1970, Allende obtient 36,3 %, tandis qu’Alessandri arrive à 34,9 % et Tomic, 27,8 %. 
Comme aucun candidat n’a obtenu la majorité absolue (ce fut le cas en 1946, 1952 et 1958), beaucoup commencent à faire pression pour qu’Alessandri soit élu. 
Le président des États-Unis, Richard Nixon, s’oppose avec ténacité à une victoire du « marxisme » en Amérique latine. 
Il établit donc avec la CIA deux plans pour éviter que le Congrès ne choisisse Allende. 
Le premier consiste à tenter de convaincre la Démocratie chrétienne de voter en faveur d’Alessandri : il démissionnerait et il serait organisé de nouvelles élections où Frei, populaire mais n'ayant pu se représenter, serait élu. 
Le second est de provoquer un climat d’instabilité politique, dans lequel l’armée se verrait obligée d’intervenir. 
Cependant, le premier, appelé Track One, avorte lorsque Radomiro Tomic annonce qu’il est arrivé à un accord avec Allende pour qu’il respecte à jamais un statut de garanties constitutionnelles. 
Roberto Viaux met alors en route le Track Two, nonobstant le fait que les États-Unis ont retiré leur appui au projet, qui consiste à séquestrer le commandant de l’Armée René Schneider, de façon à impliquer l’armée, pour qu’elle empêche le Congrès de choisir Allende. 
Ce plan est exécuté le 22 octobre 1970 et échoue immédiatement : Schneider est gravement blessé en essayant de se défendre, et meurt quelques jours plus tard. 
À la suite de ces événements, le Congrès décide, le 24 octobre, en séance plénière, de désigner Allende comme nouveau président.

### Gouvernement d’Unité Populaire (1970-1973)
- Salvador Allende, Unidad Popular

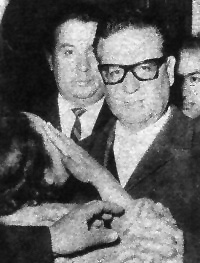
Salvador Allende.

Salvador Allende (1908-1973), qui prend ses fonctions le 3 novembre 1970, tente de construire une nouvelle société basée sur le socialisme à travers la démocratie, une expérience unique au niveau mondial qu'il qualifie de "voie chilienne vers le socialisme" et qui se voit une troisième voie face aux blocs communiste et libéral. Parmi ses premières mesures figurent la poursuite de la réforme agraire et le début d’un processus d’étatisation des entreprises considérées d’importance clé pour l’économie nationale. 
À partir de certaines enquêtes approfondies, basées sur un décret-loi de 1932, si une entreprise arrête ses activités, l’État peut intervenir. 
Le gouvernement de l’UP incite les travailleurs à arrêter leurs activités, et ainsi nationaliser les entreprises.
Ces mesures sont rejetées par la droite, sauf le projet clé du gouvernement qui est soutenu par tous les secteurs politiques du pays : la nationalisation du cuivre, qui est approuvée le 15 juillet 1971, à l'unanimité par les deux chambres. 
L’État, à travers Codelco Chili, deviendrait propriétaire de toutes les entreprises de cuivre, qui recevraient des indemnisations, soustraites des profits excessifs qu'elles avaient fait ces dernières années. 
Ainsi, Anaconda et Kennecott, deux des principales entreprises minières, ne reçoivent aucune indemnisation pour les mines de Chuquicamata et El Teniente.
En réaction, Henry Kissinger lance un boycott du gouvernement d’Allende qui lui barre l'accès aux prêts internationaux[réf. nécessaire]. 
D’autre part, le gouvernement décrète une augmentation importante des salaires des travailleurs et le gel des prix : on atteint à court terme un accroissement de 8,3 % du PNB avec une faible inflation. 
Dans ces circonstances, l’Unité populaire arrive à son apogée, avec 49,73 % de voix de préférence aux élections municipales de cette année et un de ses membres, Pablo Neruda, recevant le prix Nobel de littérature.
Cependant, à partir de la deuxième année, les réformes d’Allende commencent à se voir compromises et la violence commence à monter. 
Les confiscations de terrains réquisitionnés par la réforme agraire voient des agriculteurs mourir en essayant de défendre leurs terres. 
La société se polarise, les affrontements entre partisans et opposants d’Allende deviennent plus fréquents. 
On assiste à la naissance des cacerolazos (manifestations où les participants ne se regroupent pas mais se mettent, à une heure convenue à l'avance, à taper en rythme sur des casseroles, depuis leur balcon, pour signifier qu'il n'y a plus rien à manger). 
Dans ce climat, la visite de Fidel Castro incite les membres de la Gauche à mettre sur pied une révolution populaire basée sur la lutte des classes. 
On est à l’opposé de ce que propose Allende. Au niveau économique, si le chômage diminue, arrivant au niveau historiquement bas de 3 % en 1972, la magie de la première année commence à s’effondrer et les premiers symptômes de rationnement apparaissent.

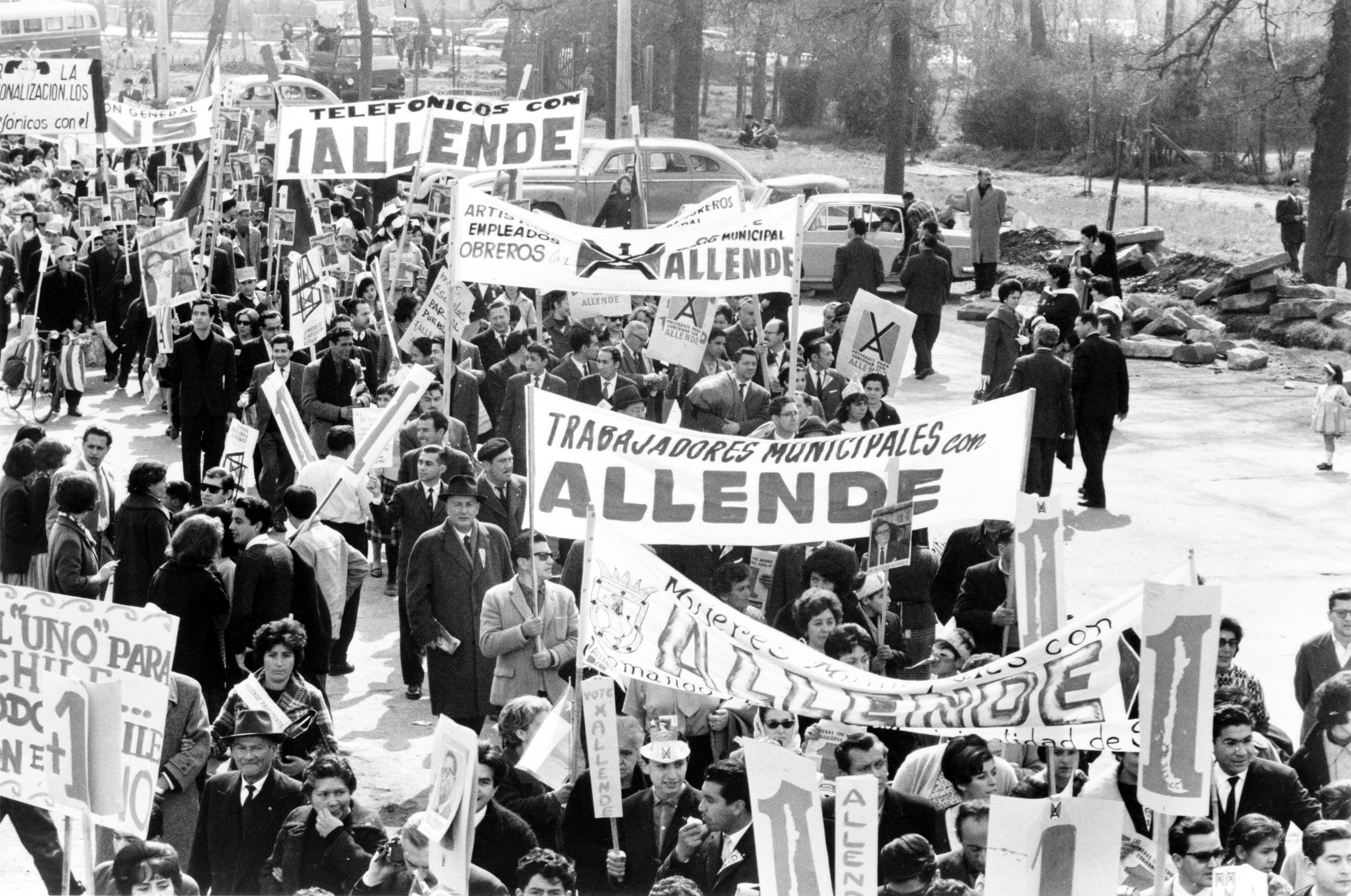
Manifestation de soutien à la candidature de Salvador Allende

L’assassinat d’Edmundo Pérez Zujovic par une milice d'extrême-gauche, accusé par ceux-ci de la mort de dix personnes lors du massacre de Puerto Montt (es) (1969) (une tuerie de 10 personnes du fait des forces armées alors qu'il était ministre de l'Intérieur), est la goutte d'eau qui fait déborder le vase pour la Démocratie chrétienne. Elle décide de s’associer au Parti national pour s’opposer au gouvernement allendiste. 
Une accusation constitutionnelle arrive à renverser le ministre de l’Intérieur, José Tohá, qui est cependant nomme ministre de la Défense par Allende.
Le 19 février 1972, l’opposition arrive, au Congrès en séance plénière, à faire approuver une réforme constitutionnelle qui cherche à régulariser les plans nationalisateurs de l’UP, à l'initiative des sénateurs Juan Hamilton et Renán Fuentealba. 
Le 21 février, Allende annonce qu’il formulera des observations, par des vétos suppressifs ou substitutifs, qu’il confirmera finalement officiellement le 6 avril.
Dans les partis du gouvernement, l’envie augmente de radicaliser les réformes. 
Le chef du Parti Socialiste, Carlos Altamirano, et le Mouvement de la gauche révolutionnaire intensifient leurs attaques, auxquelles répond le mouvement paramilitaire d’extrême-droite Patrie et Liberté[réf. souhaitée].
Le pays entre en récession : le PNB tombe de 25 %[réf. nécessaire], l'inflation explose et la dette externe s’élève à 253 millions de dollars. 
La pénurie entraine la formation du marché noir, et le gouvernement doit installer les Juntas de Abastecimiento y Precios (JAP) pour administrer la fourniture de biens à la population. 
Les modes de communication se changent en affrontements verbaux selon la tendance politique. 
Les luttes s’intensifient entre les momios et les upelientos. 
Comme le montrent des archives déclassifiées par le gouvernement des États-Unis, la CIA soutient alors des journaux opposants comme El Mercurio, au moyen d'achat d'espaces publicitaires, et peut-être les meneurs d’une grève de camionneurs autour du 15 octobre 1972. 
Le mois se termine avec l’entrée de militaires dans les principaux ministères du pays, quand Allende forme un « cabinet civico-militaire », où le général Carlos Prats, commandant en chef de l’armée, devient ministre de l’Intérieur.
En mars 1973, les élections parlementaires donnent 44,09 % à l’UP et 54,78 % à la Confédération de la démocratie (CODE). 
Bien qu'en progression, Allende n’atteint pas la majorité pour faire passer ses réformes, et le CODE n’obtient les deux-tiers du Congrès pour pouvoir destituer le président. 
Bien qu’Allende essaie d’arriver à une entente avec Patricio Aylwin, président de la Démocratie chrétienne, le Parti socialiste devient très intransigeant et les accords n’aboutissent pas. 
La violence augmente, spécialement entre les étudiants à cause du projet de l’École nationale unifiée. 
La Fédération des étudiants de l’université catholique montre son rejet et la Fédération des étudiants du secondaire (FESES) se divise sur la question. 
Le projet est suspendu, grâce à l’intervention du cardinal Raúl Silva Henríquez, qui s’érige en médiateur de la crise.
Les opposants à Allende commencent à voir en les Forces armées l’unique moyen de résoudre la crise que vit le pays.
Cependant, le point de vue de feu René Schneider (« Tant que l’on vit dans un régime légal, les forces armées ne sont pas une alternative de pouvoir ») et celui du général Carlos Prats (« tant que subsiste l’état de droit, la force publique doit respecter la constitution ») retardent l'éventualité d'un putsch militaire et empêchent en grande partie que les troupes se soulèvent. 
De son côté, Altamirano, chef du Parti communiste, affirme qu'« un coup d’État ne se combat pas avec des dialogues, il s'écrase par la force du peuple ».
Les observations d’Allende sur la réforme Hamilton-Fuenzalida sont rejetées en partie par les chambres. 
Une controverse entre le président et le Congrès au sujet de l'avancée du projet de réforme est en place. 
Allende soumet la question au Tribunal constitutionnel. 
Finalement, celui-ci se déclare incompétent, maintenant ainsi l’exception formulée par la Chambre des Députés et le Sénat. 
Face à cette situation, et comme s'est écoulé le délai qui permet de recourir à un plébiscite qui trancherait la question, Allende dicte un décret promulgateur de la réforme. Il contient seulement les quelques points auxquels le veto n’a pas été mis.[réf. nécessaire] 
Ce décret n’est pas soumis à l'organe de Contrôle général de la République et l’opposition considère ce fait comme absolument illégitime.
Le 27 juin, Carlos Prats est insulté sur la voie publique.
Il craint une attaque comme celle de Schneider, tué lors d'une tentative d'enlèvement par des putschistes en 1970. 
Il tire en direction de l’agresseur qui se révèle être une femme inoffensive, qui n'est pas blessée.
Prats est insulté par la population, et présente sa démission, qui est refusée par Allende. 
Le 29 juin, Prats doit contrôler un des moments les plus tendus, quand le colonel Roberto Souper soulève le régiment blindé no 2 et se dirige au palais de la Moneda. 
Prats, dirigeant les garnisons de Santiago, arrive à arrêter cette tentative de coup d’État, connue sous le nom de Tanquetazo.
Ses instigateurs se réfugient et demandent asile à l’ambassade d’Équateur, laissant un bilan de 20 morts, essentiellement des civils.
Allende reconnaît que son gouvernement est en crise et décide un plébiscite pour éviter un coup d’État. 
Cependant, les factions les plus radicales du gouvernement de l’UP rejettent sa décision. 
Le MIR arrête de l’appeler « camarade » et l’appelle « Monsieur ». 
Il ne peut plus compter que sur le soutien du MAPU, le Parti Radical et le Parti communiste, qui partagent la « voie pacifique ».
Face à cette situation, Allende aurait convoqué son ministre de la Défense, Orlando Letelier, pour qu’il convainque le Parti Socialiste, ce qu’il réussit à faire le 10 septembre 1973.

## Régime militaire (1973-1990)

### Le coup d’État

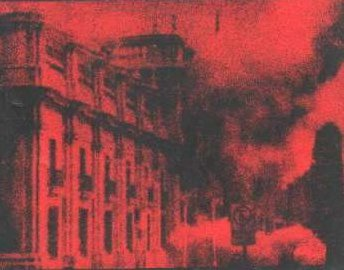
Bombardement du palais présidentiel de la Moneda le 11 septembre 1973.

Depuis août 1973, la Marine et la Force aérienne (FACh), dirigées par le vice-amiral José Toribio Merino et le général Gustavo Leigh, préparent un coup d’État contre le gouvernement d’Allende. 
Le 21 août, Carlos Prats décide de renoncer au poste de commandant en chef, à la suite des manifestations des épouses des généraux à son encontre. 
Il est remplacé le 23 août par Augusto Pinochet, considéré comme un général loyal et apolitique. 
Le 22 août, la Chambre des députés a approuvé un texte qui appelle à résoudre « le grave embrasement de l’ordre constitutionnel » (l’« accord de la Chambre des députés sur le grave embrasement de l’ordre constitutionnel et légal de la République »).
Altamirano est averti d’un possible coup d’État de la part de la Marine et lance un discours invitant le Chili à devenir un second Viêt Nam héroïque. 
Commence un processus de désaveu d'Altamirano. 
Le 7 septembre, Pinochet est convaincu par Leigh et Merino : il se joint aux putschistes, tandis que chez les carabiniers, seul César Mendoza, général depuis peu, choisit de se joindre à eux
Le 10 septembre, la Marine lève l'ancre comme prévu pour participer aux exercices UNITAS. 
L’armée est consignée pour éviter de possibles troubles le jour de l'accusation de Carlos Altamirano. 
Cependant, la Marine revient à Valparaiso le matin du 11 septembre et prend rapidement la ville. 
Allende est alerté vers 7 heures du matin et se dirige à la Moneda, après avoir tenté, sans succès, de joindre Leigh et Pinochet.
On lui fait croire que Pinochet est arrêté. 
Le général Sepúlveda, directeur des carabiniers, lui signale qu’ils lui resteront fidèles. 
Mais Mendoza a pris les fonctions de général directeur. 
Par ailleurs, Pinochet arrive au centre des communications de l’Armée et commence à participer activement au coup d’État. 
À 8 h 42, les radios Industrie Minière et Agriculture transmettent la première déclaration de la junte militaire dirigée par Pinochet, Leigh, Mendoza, et Merino. 
Cette déclaration impose à Allende l’abandon immédiat de sa charge de président et l’évacuation immédiate du Palais de la Moneda, sous peine d’être attaqué par l’Armée de l’Air et l’Armée de Terre. 
À ce moment, les troupes de carabiniers protégeant le Palais se retirent.
Allende décide de rester dans le Palais, tandis qu’à 9 h 55 les premiers blindés arrivent au Barrio Cívico (quartier Civique) et s’opposent aux francs tireurs fidèles au gouvernement. 
La CUT appelle à la résistance dans les quartiers industriels, tandis que le président décide de donner une ultime allocution.

« Enfermé en un moment historique, je paierai de ma vie la loyauté du peuple. Et je vous dis que j’ai la certitude que la semence que nous avons plantée dans la digne conscience de milliers et milliers de Chiliens ne pourra être flétrie éternellement.
Travailleurs de ma Patrie ! J’ai confiance en le Chili et son destin. D’autres hommes vaincront ce moment gris et amer où la trahison prétend s’imposer. Vous savez toujours que, bien plus tôt qu'attendu, s’ouvriront à nouveau les grands allées par où passe l’homme libre pour construire un monde meilleur. »

Les tirs commencent entre les blindés et les membres du GAP (Groupe d'amis du président, l'escorte armée d'Allende) ; à 11 h 52, les avions « Hawker Hunter » de la Force Aérienne bombardent le Palais de la Moneda et la résidence d’Allende, avenue Tomás Moro à Las Condes. 
Le Palais commence à prendre feu, mais Allende et ses partisans refusent de se rendre. 
Vers 14h, les portes cèdent et l’armée envahit le Palais. 
C’est à ce moment qu’Allende ordonne l’évacuation, mais lui-même reste dans le Palais. 
D’après le témoignage de son médecin personnel, Allende se serait suicidé à l'aide d'un pistolet-mitrailleur sous le menton.

« Il y a une communication ; une information du personnel de l’École d’Infanterie qui se trouve à l’intérieur de la Moneda »

. Par risque d’interférence, je vais la transmettre en anglais : « They say that Allende commited suicide and is dead now » (« Ils disent qu’Allende s’est suicidé et est mort maintenant »). Patricio Carvajal, 11 septembre 1973 »
À 18 h 0, les leaders du putsch se réunissent à l’École militaire, se proclamant membres de la Junte militaire qui gouvernera le pays, et décrètent l’état de siège.

### Premières années de Junte

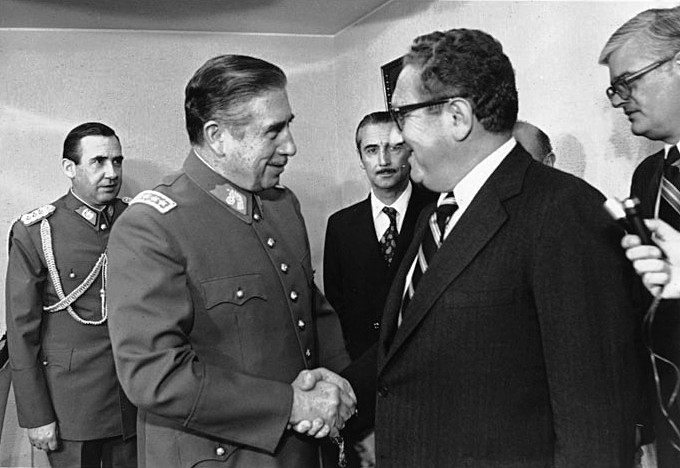
Augusto Pinochet et le secrétaire d'État américain Henry Kissinger en 1976.

Après avoir renversé le gouvernement d’Allende, les membres de la Junte commencent un processus d’établissement d’un nouveau système de gouvernement. Bien qu’en théorie la Constitution de 1925 reste en vigueur, le pouvoir qui échoit à la nouvelle Junte établit de nouvelles institutions dans le pays.
En accord avec le décret-loi no 1 du 11 septembre 1973, Augusto Pinochet prend la présidence de la Junte Gouvernementale, en sa qualité de commandant en chef de la branche la plus ancienne des Forces armées.
Cette charge, qui à l’origine devait être tournante, devient finalement permanente. Le 27 juin 1974 Pinochet devient « chef suprême de la Nation », en vertu du décret-loi no 527, charge qui va être remplacée par celle de président de la République, le 17 décembre 1974, par le décret-loi no 806 : il s'est ainsi nommé lui-même président. 
La Junte occupe les fonctions constituante et législative à la place du Congrès national, qui est dissous le 21 septembre.
Entre-temps, des dizaines de milliers de personnes souffrent de la répression exercée par l'armée. 
La majorité des chefs du gouvernement de l’Unité populaire et autres dirigeants de la Gauche sont appréhendés et transférés dans des centres de réclusion clandestins. 
Des lieux comme les Cuatro Álamos, la villa Grimaldi, l'Estadio Chile (stade Chili) et le Stade national à Santiago sont utilisés comme camps de détention et de torture. 
De même, le site de la société d’extraction de salpêtre Oficina Salitrera Chacabuco, l’île Dawson en Patagonie, le port de Pisagua, le bateau-école Esmeralda et d’autres sites à travers le pays. 3 000 personnes vont être assassinées par des membres de la DINA et d’autres organismes des Forces armées. 
Parmi les personnes torturées, puis assassinées, figurent Víctor Jara et José Tohá. 
Beaucoup sont toujours considérées aujourd’hui comme « détenus disparus ». Au total, plus de 35 000 personnes sont torturées systématiquement, plus de 300 000 personnes ont été détenues par des organismes du gouvernement et 300 000 d'autres sont parties en exil dans divers pays du monde. 
Ils sont parfois brutalement assassinés à l’étranger dans des attentats à l'explosif comme Carlos Prats et Orlando Letelier. 
Les violations systématiques des Droits de l'homme commises par la dictature de Pinochet provoquent le rejet de la part de plusieurs pays et de l’Organisation des Nations unies, qui dénonce en 1977 « les violations constantes et flagrantes des droits de l'homme qui ont eu lieu et continuent d'avoir lieu au Chili, y compris la pratique institutionnalisée de la torture », ainsi que « la destruction des institutions démocratiques et des garanties constitutionnelles dont jouissait auparavant le peuple chilien », et demande le rétablissement des « libertés fondamentales ».
Dans le cadre économique, le régime militaire tente une politique de choc pour résoudre la crise à laquelle est soumis le gouvernement : une inflation de plus de 300 % par an en 1974,. 
Pour cela il sollicite l’aide d’un groupe de jeunes économistes formés à l’université de Chicago, qui implantent le modèle du libéralisme économique de Milton Friedman. 
Les « Chicago Boys » mettent en œuvre la doctrine de « la brique » (El Ladrillo) suivant les idées de Friedman. 
Ils commencent le traitement de choc de l’économie chilienne : les dépenses publiques sont réduites de 20 %, 30 % des fonctionnaires publics sont licenciés, la TVA est augmentée et la SINAP (Caisse nationale d’épargne et de crédit logement) est mise en liquidation. 
Comme prévu, l’économie s’effondre à la suite de ces mesures, ce que Friedman a considéré comme nécessaire pour la faire « renaître ». Le PNB baisse de 12 %, les exportations de 40 %, et le chômage grimpe à plus de 16 %. 
Cependant, les mesures appliquées durant cette période commencent à produire de l’effet en 1977, quand l’économie commence à se relever et donne lieu au boom économique, ou « miracle chilien ». 
Durant la fin des années 1970, le métro de Santiago et le début de ceux de la Route Australe sont construits.
Approuvant la conjoncture en Amérique latine, dirigée par de nombreuses dictatures militaires, le Chili se joint avec d’autres États à l’opération Condor, un plan secret destiné à pratiquer le terrorisme d'État dans le Cône Sud. 
La CIA appuie cette organisation. 
Un des idéologues de ce plan est le chef de la DINA, Manuel Contreras, un des hommes ayant le plus de pouvoir dans le pays à cette époque. 
La proximité qu’il a avec les dirigeants des autres pays permet par exemple au Chili de se rapprocher de la Bolivie, dirigée par le général Hugo Banzer. 
Alors a lieu la signature de l’accord de Charaña, tentative de résoudre le problème de l'accès de la Bolivie à la mer, et par lequel sont rétablies les relations diplomatiques entre les deux pays. 
Banzer et Pinochet jouent à l'époque un rôle clé dans l'opération Condor.

### Le changement de décennie
L’année 1978 se révèle être une des années les plus critiques pour le gouvernement de Pinochet. Les États-Unis, qui au début ont soutenu le Régime, deviennent un de leurs principaux détracteurs, à la suite principalement de l’attentat dont est victime Orlando Letelier, exilé à Washington. Jimmy Carter, élu président des États-Unis l’année précédente, met sur pieds, conjointement avec divers organismes internationaux, une importante campagne exigeant le retour des libertés civiles au Chili et critiquant la censure de la presse et la répression de l’opposition. Face à cette situation, Pinochet organise alors un plébiscite, alors qu’il n’existe même pas de registres électoraux. D’après les résultats donnés par le gouvernement, il y a 5 349 172 votes : 4 012 023 pour le « oui », 1 092 226 pour le « non » et 244 923 votes blancs ou nuls. Ces résultats furent dénoncés comme une « cynique mascarade », une « parodie dérisoire de démocratie » ou une « farce électorale » par la presse étrangère, notamment européenne et française. Des journalistes reprochent même avec ironie le score attribué à Pinochet, lequel ne saurait pas bourrer les urnes. Néanmoins quelques journaux étrangers fustigent le comportement des exilés chiliens pour avoir fait le jeu de Pinochet alors que certains journalistes comme Jacques Richard dans L'Aurore estiment que pendant 15 jours, le pays avait connu une intense campagne électorale et que la presse avait retrouvé pendant ce laps de temps sa liberté d'opinion.
Les violations des droits de l'homme continuent malgré la pression internationale. Pendant que Pinochet promulgue le décret-loi no 2191, qui accorde l’amnistie à tous ceux qui ont commis ou couvert des faits délictueux depuis le coup d’État, en qualité d’auteurs, complices ou commanditaires, la presse commence à dévoiler la découverte dans la zone de Lonquén des premiers détenus disparus. Entre-temps, la DINA est remplacée par la CNI (Centrale national d’informations), tandis que le cardinal Raúl Silva Henríquez considère le problème et crée le Vicariat de la Solidarité.
Dans cette atmosphère, Gustavo Leigh manifeste publiquement ses divergences d’opinion avec Pinochet. Leigh, qui avait dirigé le coup d’État, s’oppose au personnalisme excessif de Pinochet et au modèle économique imposé. Leigh espère aussi raccourcir le délai du retour à la démocratie. Il dénonce les pratiques terroristes exercées par l’État. À la suite de ses déclarations au journal italien Corriere della Sera et son refus de se rétracter, Leigh est renvoyé par la dictature militaire et remplacé par Fernando Matthei.
Bien que les relations diplomatiques avec les pays voisins se soient réchauffées, elles regèlent en 1978. 
L’approche de la célébration du centenaire de la guerre du Pacifique produit l’effervescence au Pérou, pays avec lequel le Chili a eu des incidents diplomatiques en 1974, ainsi qu’en Bolivie. 
Les tentatives d’octroyer un accès à la mer à cette dernière sont mises à mal par le veto du Pérou à l’accord de Charaña.
Ce veto qu’il peut exercer grâce au protocole additionnel du traité d’Ancón, voit le dictateur du Pérou, le général Juan Velasco Alvarado, mobiliser la 18e division blindée de l’Armée du Pérou, au sud, près de la frontière chilienne. 
Quelques jours plus tard le général Francisco Morales Bermúdez Cerruti renverse le général Velasco, démobilise la 18e division blindée, qui retourne alors dans ses quartiers. 
La situation revient à la normale en frontière, mais il maintient le veto à l’accord de Charaña. 
Hugo Banzer, le général bolivien, rompt alors ses relations diplomatiques avec le Chili.
En même temps éclate le conflit du Beagle, dans lequel le Chili est opposé à l’Argentine. 
La reine Élisabeth II du Royaume-Uni octroie les îles Lennox, Nueva et Picton au Chili, îles dont la souveraineté est disputée par l'Argentine. 
Les deux pays se sont engagés à accepter l'arbitrage britannique, en 1967. 
Cependant Jorge Rafael Videla déclare le jugement nul, et la possibilité d’une guerre avec l’Argentine est imminente. 
Il faut ajouter la possibilité d’un cuadrillazo (guerre avec l’Argentine, le Pérou et la Bolivie).
Le Chili tente de résoudre le différend par la médiation du pape Paul VI, mais sa mort et celle de son successeur, Jean-Paul Ier, aggravent la situation. 
Les troupes chiliennes sont mobilisées à Punta Arenas. 
La marine chilienne lève l'ancre pour aller affronter celle de l’Argentine, le 22 décembre 1978. 
Une tempête dans les eaux de Patagonie évite le premier affrontement, tandis que Jean-Paul II appelle, via les médias, à une médiation entre les deux pays, laquelle est acceptée par l’Argentine. 
Le conflit est finalement réglé par le « traité de Paix et d’Amitié », signé le 29 novembre 1984.
En octobre 1978, le Conseil d’État (un organisme conseiller à la junte, présidé par Jorge Alessandri Rodríguez), reçoit un avant-projet de Constitution rédigé par la Commission Ortúzar.
Le 8 juin 1980, Alessandri remet un rapport élaboré par le Conseil, contenant quelques corrections à l’avant-projet. 
Afin d’analyser le projet présenté par le Conseil, la Junte gouvernementale nomme un groupe de travail qui travaille un mois durant, appliquant au texte diverses modifications. 
Finalement, le 10 août, Pinochet fait savoir que la Junte a approuvé la nouvelle Constitution. 
Elle va la soumettre à un plébiscite. 
Cependant les registres électoraux n'ont pas été ouverts, ce qui met en cause la régularité du scrutin. 
L’opposition peut seulement se manifester par un acte politique, dirigé par Eduardo Frei Montalva, au théâtre Caupolicán. 
Le 11 septembre 1980 on organise le plébiscite. 
La nouvelle constitution est approuvée par 68,95 % des votes et entre en vigueur le 11 mars 1981.
En 1981, les premiers symptômes d’une nouvelle crise économique commencent à se faire sentir dans le pays. 
Le Chili, grâce au boom économique, avait connu une croissance moyenne annuelle de 8 % entre 1977 et 1980. 
Cependant, la balance des paiements atteint un déficit de 20 % en 1981 et les cours du cuivre chutent rapidement. 
Les banques étrangères cessent d’investir. 
Le gouvernement déclare que tout cela fait partie de la récession économique mondiale. 
La Banque nationale et les entreprises chiliennes ont approuvé plusieurs emprunts durant cette période, basés sur la prémisse d’un taux de change fixe d’un dollar américain pour 39 pesos chiliens.

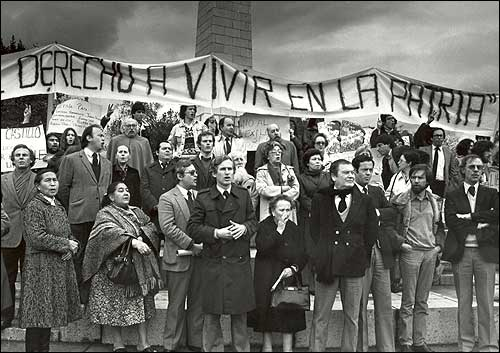
Protestations pacifiques en 1985 contre le Régime de Pinochet

La situation ne peut pas se maintenir, et, en juin 1982, le peso est dévalué et il est mis fin à la politique de cours du change fixe. 
Les emprunts atteignent alors des intérêts exorbitants et de nombreuses banques et entreprises font faillite. Le chômage s’élève à 26 % et le gouvernement ne trouve aucune formule pour contrôler la situation. 
L’inflation atteint 20 % et le PNB chute de 15 %. 
Face à cette situation les premières protestations, pacifiques, commencent à se produire. Elles sont violemment réprimées par les carabiniers et l’armée. 
L’état de siège est déclaré ; le moment est mis à profit par diverses organisations terroristes, comme le Front Patriotique Manuel Rodríguez. 
Ce groupe décide de mettre sur pied l’Operación Retorno (« opération Retour »), nom donné à la tentative de mettre fin au régime par la voie armée.
Le 27 décembre 1986, des commandos du FPMR tentent d’assassiner le général Pinochet sur le chemin du Cajón del Maipo. Après leur échec, Pinochet ordonne une forte vague de répression qui se termine par la mort de plusieurs membres du front (opération Albanie). 
Dans cette même période a lieu l’assassinat de cinq professeurs communistes qui sont retrouvés égorgés : ce crime, commis par des carabiniers, mène à la démission du directeur général César Mendoza, remplacé par Rodolfo Stange.
Après la démission de Sergio Fernández du ministère de l’Intérieur, Sergio Onofre Jarpa, son successeur, permet le rapprochement de l’Alliance démocratique (composée de démocrates chrétiens et de socialistes modérés). 
Grâce à la participation du cardinal Francisco Fresno, des partisans du gouvernement et une partie de l’opposition formulent, en août 1985, un « Accord national pour la Transition à la Pleine Démocratie ». 
Le dit accord est reçu avec scepticisme par les secteurs de l’extrême gauche, et par de sérieuses divergences à l’intérieur de la Junte au pouvoir.
Dans le cadre économique, Hernán Büchi va arriver à produire le « Second Miracle », grâce à un profond processus de privatisations d’entreprises publiques (LAN Chile, ENTEL (entreprise nationale de télécommunications), CTC (télécommunications), CAP (sidérurgie), etc.) et la réimplantation du modèle néolibéral (remplacé par le keynésianisme[réf. nécessaire] durant les années les plus dures de la crise). Bien que le PNB double les années suivantes[réf. nécessaire], la réduction des dépenses sociales va augmenter le fossé entre les riches et les pauvres. 
Le Chili devient un des pays ayant la plus grande inégalité de revenus. 
Les pensions de retraite vont se réduire à des limites minimales, entre autres effets. 
D’autre part, la région du Chili central est secouée par le tremblement de terre du 3 mars 1985, provoquant de graves dommages aux structures des immeubles de Santagio, Valparaíso et San Antonio.

### Les dernières années

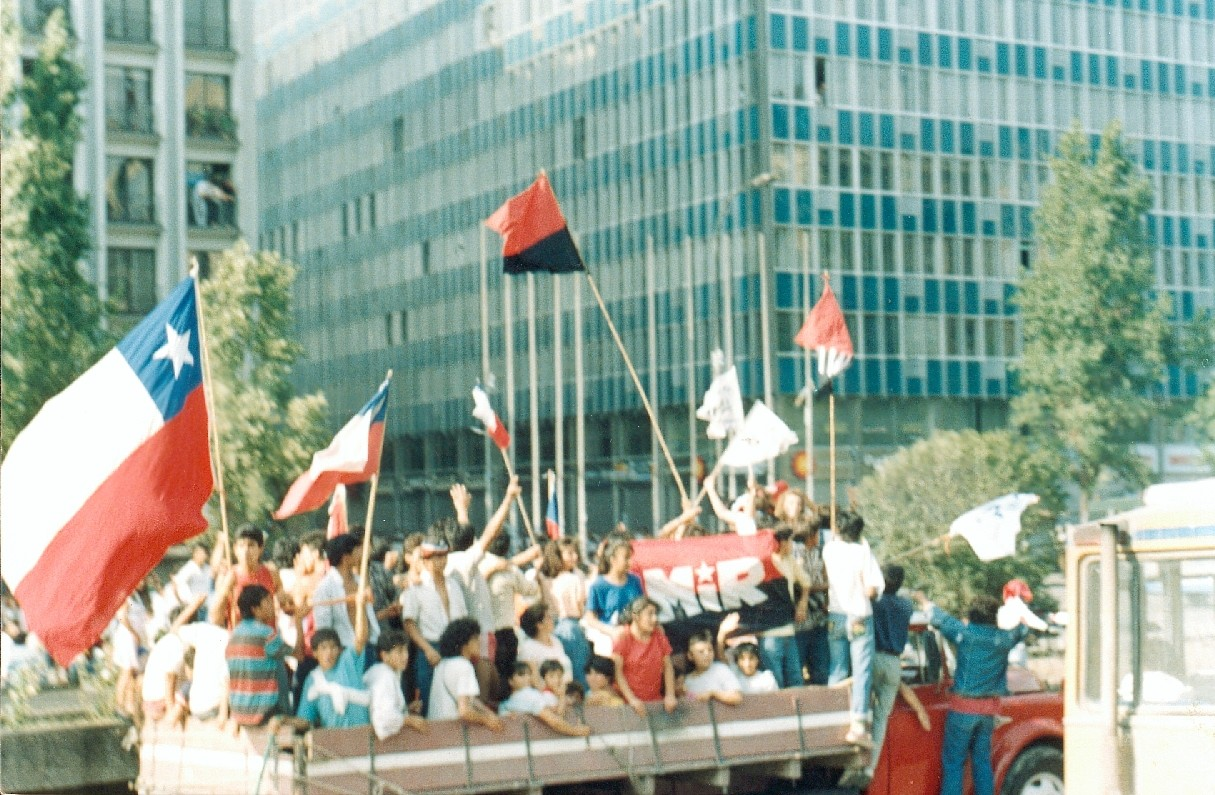
Manifestants fêtant la victoire du « non » au plébiscite du 5 octobre 1988, dans le centre de Santiago

Le gouvernement promulgue en 1987 la loi organique constitutionnelle des partis politiques (LOCPP) qui permet la création de partis politiques, ainsi que la loi organique Constitutionnelle sur le système des inscriptions électorales et sur le service électoral, qui permet d’ouvrir les registres électoraux. 
Ces dispositions légales ouvrent la voie à l’accomplissement des principes établis par la Constitution de 1980. 
Selon cette dernière, il faut convoquer la population à un plébiscite par lequel serait élu un candidat proposé par les commandants en chef des Forces armées et le général directeur des Carabiniers, pour occuper la fonction de président de la République durant la prochaine période de huit ans.
Au cas où le résultat serait en faveur de l’opposition, la fonction présidentielle d’Augusto Pinochet serait prolongée d’un an, de même que les fonctions de la Junte au pouvoir, et l’on devrait organiser des élections pour désigner le nouveau président et les parlementaires.
Début 1987, le pays reçoit la visite du pape Jean-Paul II, qui se rend dans les villes de Santiago, Viña del Mar, Valparaíso, Temuco, Punta Arenas, Puerto Montt et Antofagasta. 
Le Pontife Suprême va être témoin oculaire de la répression au cours de protestations, pendant la cérémonie de béatification de Thérèse des Andes, au parc O’Higgins le 3 avril 1987. 
Pendant sa visite, Jean-Paul II a un long entretien avec Pinochet dans lequel ils abordent le thème du retour à la démocratie. 
Au cours de cet entretien, le Saint-Père aurait insisté pour que Pinochet apporte des modifications au régime et lui aurait également demandé de renoncer au pouvoir. 
L’année suivante, on organise le référendum, fixé à la date du 5 octobre.
Le 30 août 1988, les commandants en chef des Forces armées et le général directeur des Carabiniers, en conformité avec les normes transitoires de la Constitution, proposent Augusto Pinochet comme candidat. 
Parmi les partisans du « oui », on retrouve les membres du gouvernement et les partis Rénovation nationale, Union démocrate indépendante et des petits partis. D’autre part, l’opposition crée la Coalition de partis pour le NON, qui regroupe seize organisations politiques opposées au régime. On distingue notamment la Démocratie chrétienne, le Parti pour la démocratie, et quelques factions du Parti socialiste. 
Le Parti communiste reste interdit.
Le 5 septembre de cette année, la propagande politique est à nouveau autorisée, après quinze ans d'interdiction.
La publicité va être un élément clé pour la campagne du « non », montrant un avenir « coloré et optimiste », prenant le soin de se démarquer du mandat de Salvador Allende. 
La campagne officielle en faveur du « oui » est notoirement déficiente en qualité technique et axe sa campagne autour du souvenir des années du gouvernement de l'Unidad Popular et de Salvador Allende, dans le but d'en faire un repoussoir. 
En même temps, l'image de Pinochet est retravaillée par ses conseillers tentant de faire disparaître l'image du militaire sévère et rigide aux lunettes noires derrière celle d'un grand-père paternaliste et aimable. 
Les clips publicitaires ne manquent pas de le montrer auprès des Chiliens, qu'ils soient célèbres ou inconnus, et de vanter le développement économique intervenu depuis son arrivée au pouvoir. 
Le 5 octobre, les résultats finaux donnent la victoire à l’opposition : le « oui » obtint 44,01 %, contre 55,99 % pour le « non ».
Malgré ses réticences du début, Pinochet, qui, selon certaines informations, a pensé rejeter les résultats, reconnaît la victoire du « non » et affirme qu’il continuera le processus tracé par la Constitution de 1980.
Le 30 juillet 1989, a lieu un référendum modifiant la constitution. 
Il concerne principalement la réduction du mandat présidentiel passant de huit à six ans. 
Il abroge aussi l'article interdisant les partis politiques dits « marxistes ».
Enfin, le chef de l'État ne pourra plus bannir ses opposants. 85,7 % des votants approuvent la proposition. 
Les bases de la Charte Fondamentale sont donc mises à mal.
Des élections présidentielles et parlementaires ont lieu le 14 décembre 1989. 
Patricio Aylwin, candidat de la Concertation des partis pour la démocratie, obtient 55,17 % des votes, face aux 29,40 % de Büchi et aux 15,43 % de Francisco Javier Errazuriz, candidat indépendant du centre.

## Transition vers la démocratie (1990-2000)

### Présidence Patricio Aylwin, retour à la démocratie et à une croissance économique (1990-1994)

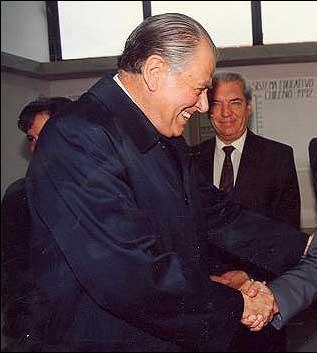
Patricio Aylwin.

Patricio Aylwin (1918-2016) reçoit le mandat des mains d’Augusto Pinochet, le 11 mars 1990, au nouveau Congrès, situé dans la ville de Valparaíso. 
C'est le départ du processus de "Transition à la Démocratie". 
Le 4 septembre 1990, des obsèques solennelles sont organisées pour le transfert des cendres de Salvador Allende à Santiago.
Au début de sa présidence, Patricio Aylwin doit travailler dans un système qui maintient inamovibles de nombreux vestiges de la dictature militaire. 
Bien que la Coalition ait obtenu la majorité des votes aux élections parlementaires, à cause du système binominal et de l’existence de sénateurs désignés, on ne peut apporter à la Constitution les réformes attendues. 
L’administration locale des communes est toujours aux mains de personnes désignées par le gouvernement militaire, qui vont être remplacées après les élections de juin 1992.

Aylwin gouverne prudemment, prenant soin des relations avec l’armée, dont Pinochet est toujours commandant en chef, conformément à la Constitution de 1980. 
L’armée, bien qu’elle ait cessé de participer au gouvernement, reste un important acteur politique et manifeste son rejet de certaines mesures du gouvernement de coalition par des mouvements tactiques comme l’Ejercicio de Enlace (« Exercice de liaison ») en 1991, et le Boinazo (« coup de béret », démonstration de force par des militaires en armes), en 1992.
Dans ce contexte se constitue la Commission nationale Vérité et réconciliation, destinée à enquêter sur les cas de violations des Droits de l’Homme par la dictature militaire. 
Dirigée par Raúl Rettig, la commission doit faire face aux refus des autorités militaires de procéder à ces enquêtes. 
Néanmoins, le rapport de la commission est présenté à la télévision par le président Aylwin, le 4 mars 1991, après neuf mois de travail. 
Dans son discours, Aylwin fait connaître les résultats de l’étude, demande pardon aux familles des victimes au nom de la Nation. 
Il annonce des mesures de réparation morale et matérielle et le souhait de l’État d’empêcher et de prévenir de nouvelles violations des Droits de l’Homme.

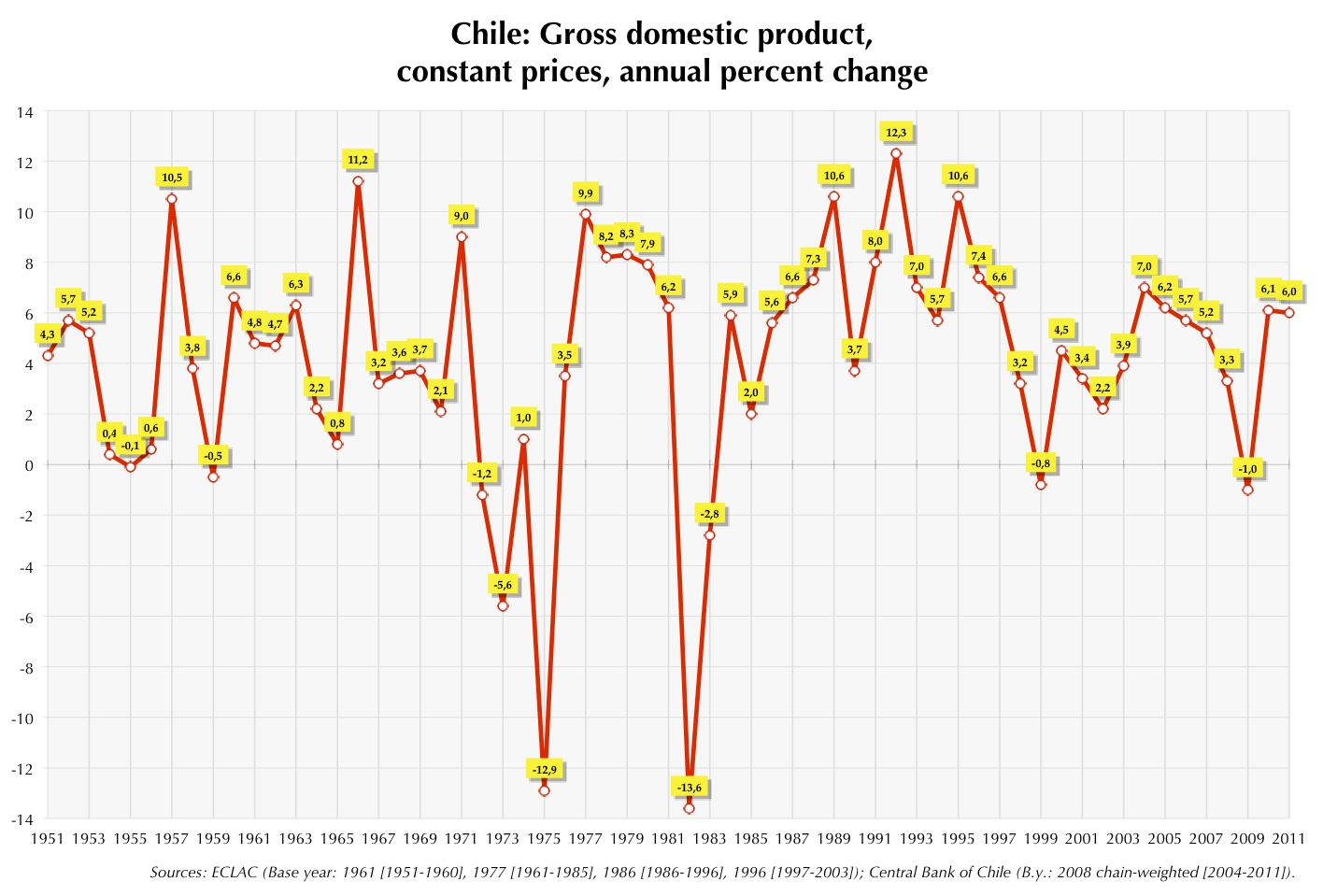
Croissance économique du Chili, depuis 1980.

Pendant sa présidence, Aylwin propose des réformes fiscales, pour augmenter la redistribution du revenu. 
L'économie chilienne continue à prospérer grâce à l'augmentation de l'exportation de cuivre et de produits agricoles. 
Ainsi, pendant son mandat, la pauvreté est réduite de 38,75 % à près de 27,5 % et la loi Indigène est promulguée (Loi no 19.253 du 5 octobre 1993), loi qui reconnaît pour la première fois les peuples indigènes et qui crée la Corporation nationale de développement indigène (CONADI), organisme chargé de la promotion de politiques qui favorisent le développement intégral de ces populations. 
De même, l'Office de Planification Nationale et de Coopération (ODEPLAN) se transforme en ministère de Planification et Coopération (MIDEPLAN) et le Fonds de Solidarité et d'Investissement Social (FOSIS) est créé, pour favoriser les politiques sociales. 
Avec la promulgation de la Loi sur les Bases Générales du Milieu Ambiant (Loi no 19.300 du 9 janvier 1994), qui cherche à structurer un cadre pour le droit de l'environnement, est créée la Commission nationale du milieu ambiant (CONAMA), pour promouvoir le développement durable. 
On coordonne les actions venant des politiques et stratégies environnementales du gouvernement.

### Présidence Eduardo Frei Ruiz-Tagle, années de tension économique, affaire Pinochet (1994-2000)

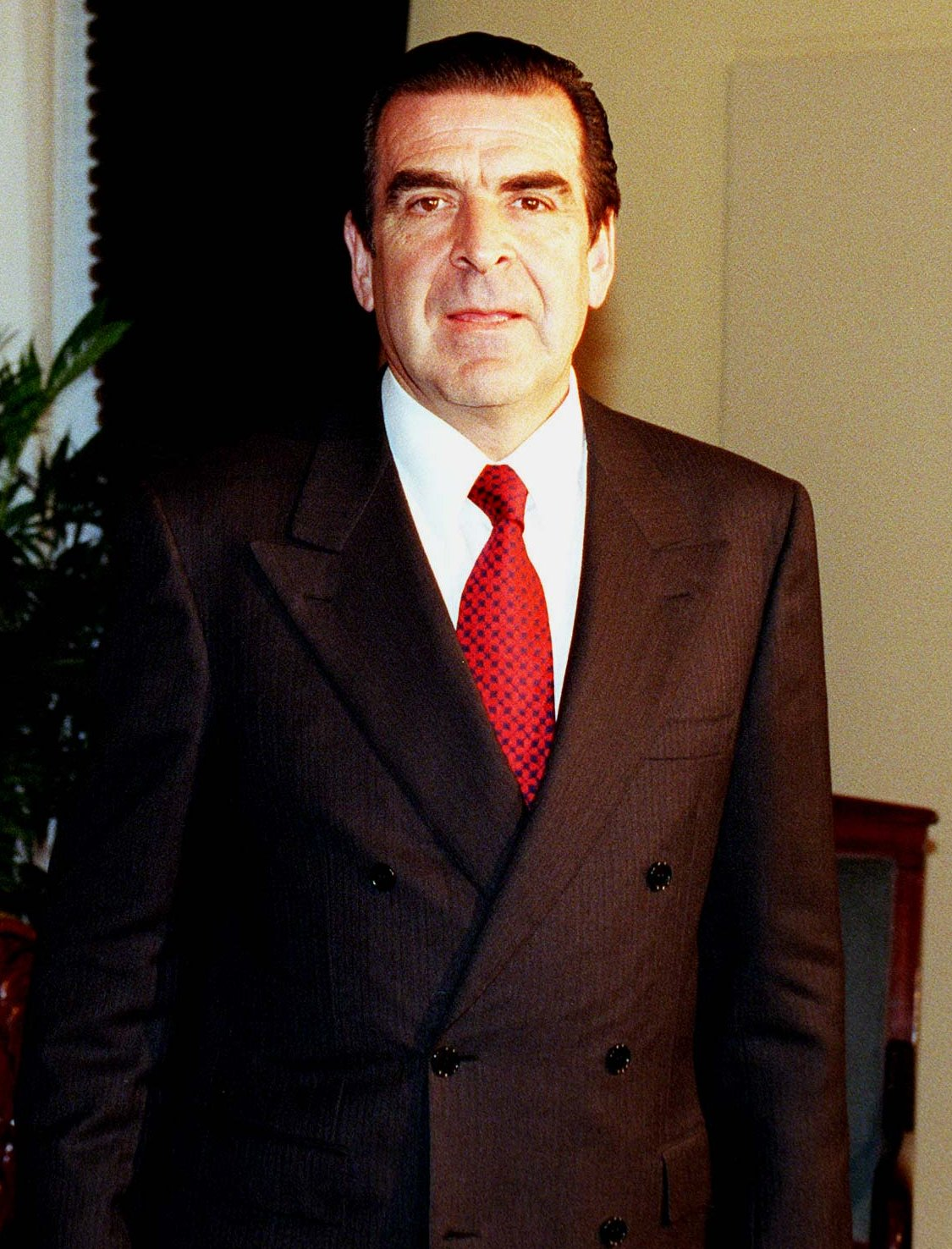
Eduardo Frei Ruiz-Tagle (1942-)

En 1993, a lieu l’élection présidentielle : on renouvelle également la Chambre des Députés et la moitié du Sénat. 
Eduardo Frei Ruiz-Tagle (1942-), fils du président du même nom et démocrate chrétien lui aussi, obtient 58,01 % des votes, le meilleur résultat à des élections libres dans l’histoire de la République. 
Le second, Arturo Alessandri Besa, candidat de l’Union pour le progrès (Rénovation nationale et Union démocrate indépendante), n’obtient que 24,3 % des suffrages. 
Enfin, le troisième candidat José Piñera, ancien ministre de Pinochet, n'obtient que 6 % des suffrages.
Frei, qui prend les fonctions de président le 11 mars 1994, rétablit les relations du pays avec l’extérieur, après un certain isolement dû à la dictature militaire. 
L’économie est en croissance et atteint une moyenne de 8 % par an durant les trois premières années de sa présidence (1994-1997).
Avec une bonne économie, le pays commence des négociations avec le Canada, les États-Unis et le Mexique pour l’intégration à l'accord de libre-échange nord-américain (ALÉNA) et l'entrée comme membre associé au Mercosud. 
Le Chili intègre également le Groupe de Río (Mécanisme permanent de consultation et concertation politique d'Amérique latine et des Caraïbes) et pendant les années qui vont suivre, il va arriver à résoudre les derniers litiges frontaliers avec l’Argentine (lagune du Désert et Campo de Hielo Sur),.
De plus, on entame les premières démarches pour un traité de libre échange et d’association avec l’Union européenne.
En 1994, le Chili devient membre de la Coopération économique pour l'Asie-Pacifique (APEC), ouvrant son économie vers le bassin de l’Asie-Pacifique, principalement le Japon et la Chine. 
La pauvreté continue à décroître pour atteindre en 1998 21,7 % de la population. 
Pendant ce temps, divers travaux publics sont réalisés tout au long du territoire et on entame la procédure d'appels d'offres qui permet la construction des premières autoroutes de niveau international dans le pays.

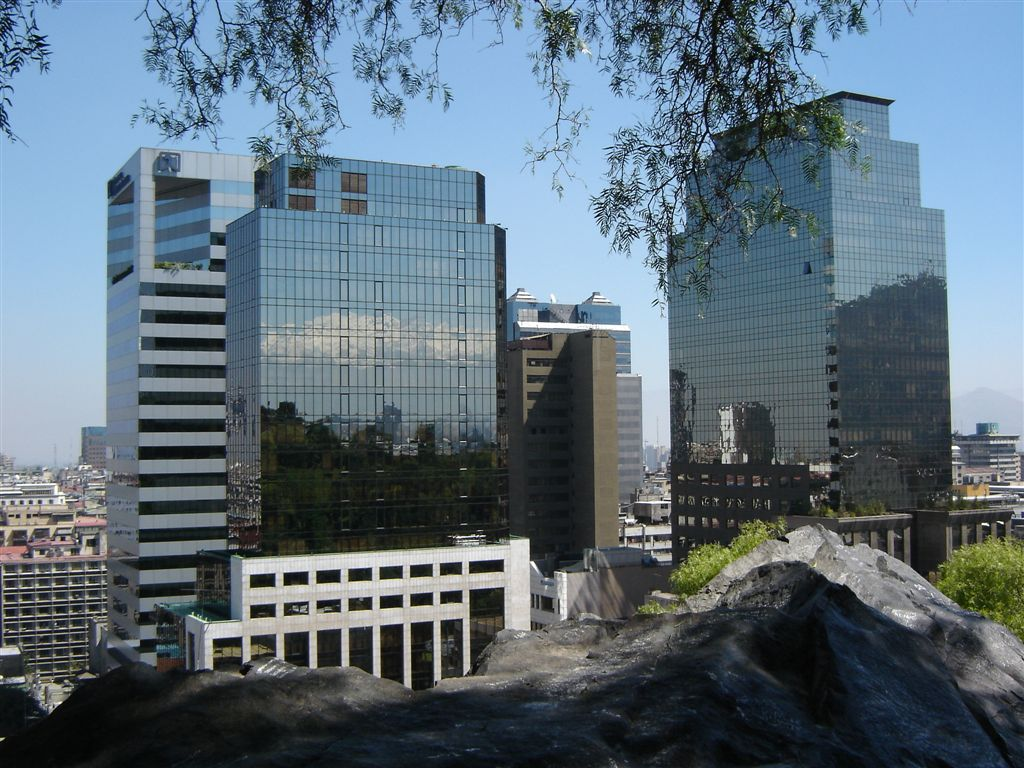
Bâtiments modernes à Santiago0 du Chili

Cependant, à la moitié de son mandat, la crise économique asiatique apparaît et affecte grandement la robuste économie chilienne. 
Au cours des mêmes années, le pays doit faire face à d’importantes crises environnementales : l’importante pollution atmosphérique à Santiago, le Tremblement de Terre Blanc de 1995 (série d'événements climatiques désastreux) qui ravage le sud du Chili, les fortes sécheresses de 1996 qui empêchent le fonctionnement des centrales hydroélectriques, l’alimentation en eau des principales villes, et en 1997 les inondations dans la zone centre-sud et le tremblement de terre de Punitaqui.
La croissance du Chili s'enraye, le PNB diminue de 0,2 % en 1999 et le chômage commence à augmenter, dépassant les 12 % (alors qu’en 1997, il se maintenait aux alentours de 5 %). 
Les décisions erratiques du ministre Eduardo Aninat et de la Banque Centrale du Chili aggravent les conséquences : la récession économique s’installe dans les dernières années du gouvernement d’Eduardo Frei
En même temps, une crise politique commence dans le pays après la détention à Londres d’Augusto Pinochet, qui en 1998 est devenu sénateur à vie après avoir abandonné la tête de l’Armée, détention due à un mandat d’arrêt international émanant du juge espagnol Baltasar Garzón pour assassinat et torture de citoyens espagnols pendant sa dictature. 
Avec la détention de Pinochet le monde est tourné vers le Chili, d'autant plus qu'aucun procès n'y a encore été instruit pour de tels faits. 
La position officielle du gouvernement est de solliciter son extradition du Royaume-Uni.
De plus les partis politiques de droite soutiennent fortement Pinochet, organisant des manifestations contre sa détention, devant les ambassades d’Espagne et du Royaume-Uni, et on assiste à des affrontements avec les sympathisants de la Coalition, dont les partis de l’aile progressiste soutiennent la réclusion de Pinochet.
La gestion du ministre des relations extérieures José Miguel Insulza et celle de son successeur Juan Gabriel Valdés souffrent d’avances et de reculs. 
La Chambre des lords annule en novembre 1999 une résolution d’un tribunal qui accorde l’immunité diplomatique à Pinochet comme sénateur et ancien président. 
L’ancien Premier ministre Margaret Thatcher rend visite à Pinochet, qui commence à souffrir de graves problèmes de santé. 
Il rappelle que le Chili a soutenu le Royaume-Uni pendant la guerre des Malouines (1982), conflit dans lequel le Chili était neutre, ce qui provoque des réactions de protestation de la part du gouvernement argentin. 
Bien que le gouvernement de Tony Blair veuille que l’on juge Pinochet, les examens neurologiques démontrent la gravité de son état de santé. 
Pour éviter que le général ne meure en Grande-Bretagne, Jack Straw, ministre des Relations extérieures de Tony Blair, décide de libérer Pinochet le 2 mars 2000 pour « raisons humanitaires ». 
Pinochet retourne à Santiago le 3 mars. 
Il se lève de son fauteuil roulant, lève sa canne en signe de victoire, et marche quelques mètres sur la piste d'atterrissage de l'aéroport, ce qui irrite les politiques qui étaient contre son transfert,.

### Présidence Ricardo Lagos (2000-2006)
Durant ces années, la droite augmente son influence. 
Joaquín Lavín, maire de Las Condes, assez jeune dans le milieu politique, arrive à se rapprocher de l’électorat populaire.
Profitant des faiblesses des gouvernements de la coalition en période de crise, Lavín arrive à mettre en échec le candidat officiel Ricardo Lagos. 
Ce dernier est l'un des principaux chefs de la coalition de centre-gauche à l’époque du référendum et un « précandidat » présidentiel à deux reprises dans le passé. 
Lagos a aussi été ministre des Travaux Publics pendant le gouvernement de Frei. 
Après une farouche lutte pour être le candidat désigné par la Coalition face au démocrate-chrétien Andrés Zaldívar, dans laquelle Lagos a obtenu plus de 71 % aux élections primaires, une grande partie de l’électorat du centre a voté pour Lavín. 
Le peuple chilien craint avec l’arrivée d’un socialiste au gouvernement, de répéter l’expérience vécue avec Salvador Allende. 
De la même façon, beaucoup de communistes et de sympathisants de la gauche extraparlementaire craignent la victoire du candidat « gremialiste » au premier tour et décident de voter pour Lagos. Les communistes laissent de côté la candidate de leur Parti, Gladys Marín. 
À l’élection du 12 décembre 1999, Ricardo Lagos obtient 47,96 % des voix, seulement 30 000 votes de plus que Joaquín Lavín (47,52 %). Gladys Marín n’obtient que 3,92 %. Le second tour est fixé au 16 janvier 2000, Lagos engage l’ancien ministre de la Justice de Frei, Soledad Alvear, comme général de campagne pour récolter des votes du centre qu’il a perdu en faveur de Joaquín Lavín. 
Finalement, Ricardo Lagos est élu avec 51,32 %, face aux 48,70 % du candidat de l’Union démocrate indépendante.

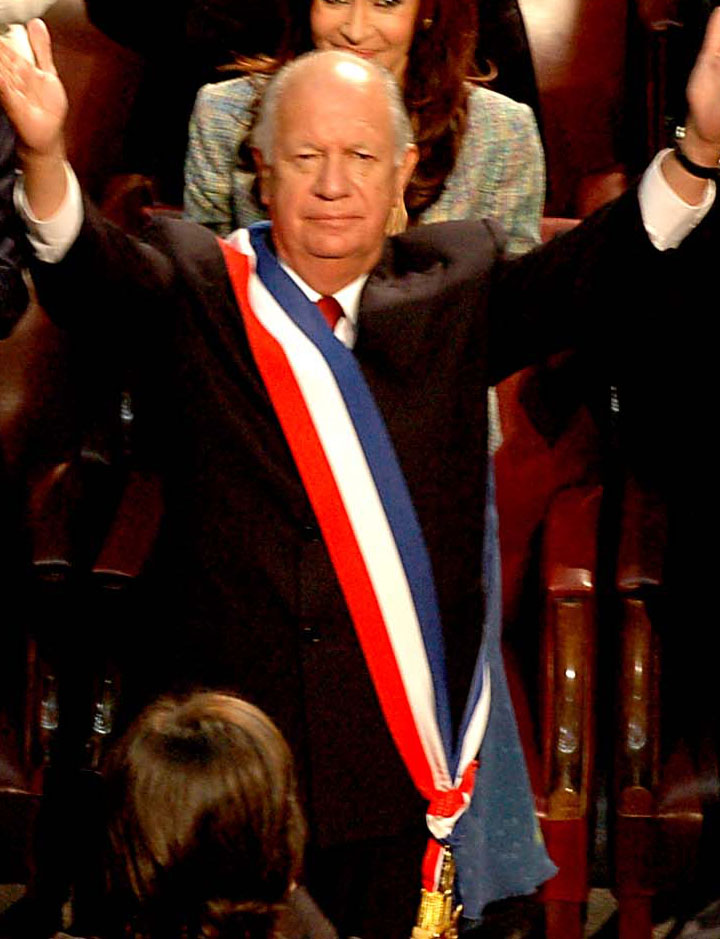
Le président Ricardo Lagos.

Ricardo Lagos devient président le 11 mars 2000 : il est confronté aux conséquences de la Crise asiatique.
Le pays ne se remet pas, et l'affaire Pinochet irrite la population. 
Dans ses priorités figurent principalement la mise en pratique de la réforme judiciaire et pénale et la réduction du chômage.
L’économie chilienne ne décolle pas et les tentatives de réformes du gouvernement de Lagos ne sont pas approuvées au Congrès ou n’ont pas de résultat positif, comme la réforme de la santé.
En 2001, on découvre un cas de corruption à Rancagua, dans lequel est incriminé un sous-secrétaire du gouvernement et plusieurs parlementaires de la Coalition. 
C'est le début d’une série d’accusations de corruption du gouvernement de Ricardo Lagos en relation avec le ministère des Travaux publics (principalement le dossier MOP-GATE). 
L’administration Lagos commence à vaciller, particulièrement après les élections parlementaires de cette année qui donnent comme résultat un match nul technique entre la Coalition et l’Alliance pour le Chili.
Le gouvernement subit sa pire crise en 2002 et début 2003, où son administration fait l’objet d’innombrables critiques.
Cependant, peu à peu les chiffres macro-économiques commencent à atteindre des valeurs positives d’accroissement proches de 4 %. Le Chili devient membre du Conseil de sécurité des Nations unies. 
Il doit prendre une décision face aux plans américains d’invasion de l’Irak. 
Finalement, Ricardo Lagos, dans une conversation téléphonique, informe George Bush qu’il vote contre la proposition, décision soutenue par une grande partie de la population du pays.
Le Chili arrive à mettre fin aux accords du gouvernement précédent, en signant le traité de libre échange avec l’Union européenne qui entre en vigueur le 1er janvier 2003.
Par la suite sont également signés les traités avec la Corée du Sud et les États-Unis, grâce aux démarches de Soledad Alvear, ministre des Relations extérieures du gouvernement de Lagos. 
Les exportations, grâce à ces accords, augmentent de façon explosive et le Chili renoue avec la croissance connue sous le gouvernement de Frei. 
Les doutes du patronat s’évanouissent. Cependant le gouvernement ne peut réduire les chiffres du chômage, qui approchent les 8 %. 
L’inégalité des revenus ne varie pas substantiellement.
Début 2004, Lagos doit affronter publiquement le président de Bolivie, Carlos Mesa, à la suite de l’exigence de celui-ci d’obtenir un accès à la mer pour son pays, étant donné la précarité de sa situation économique et politique. 
Par la suite, Lagos est confronté à Hugo Chávez et Néstor Kirchner.
La dureté des termes en lesquels il répond au président de Bolivie et l’attitude adoptée face aux présidents des deux autres pays sont saluées par toute l’opinion publique, nationale et internationale.
Sa cote augmente nettement, approchant les 65 % selon certaines enquêtes. 
La crise qui laisse présager une fin abrupte du gouvernement s’estompe et la Coalition commence à resurgir.
Les pronostics qui donnent Joaquín Lavín comme vainqueur certain de la prochaine élection présidentielle commencent à varier substantiellement avec l'assaut de deux ministres du gouvernement de Ricardo Lagos, Soledad Alvear et Michelle Bachelet.
Bachelet, qui à l’origine est ministre de la Santé, devient ministre de la Défense nationale en 2002, première femme d’Amérique latine à ce poste. 
Pendant sa charge, les relations civils / militaires commencent à se recomposer, après des années de détérioration depuis 1973.
Sous le mandat du général Juan Emilio Cheyre, l’armée reconnaît les violations des droits de l’homme et le gouvernement reconnaît les résultats du rapport Valech sur la torture durant le régime militaire. 
Pendant ce temps, Pinochet est poursuivi pour de multiples affaires de violation des droits de l’homme, mais il est sursis à ces poursuites pour cause de « démence sénile ». 
En 2004, une enquête aux États-Unis démontre que Pinochet a placé plusieurs millions de dollars à la Banque Riggs. 
En 2005, il serait détenu pour évasion fiscale et falsification de matériel public.
Le mandat de Lagos se caractérise par un important développement des voies de communication, telles les premières autoroutes urbaines du pays, les nouvelles lignes du métro de Santiago, le métro de Valparaiso. 
On voit aussi l’inauguration du nouveau « Biotrain » (train suburbain) et la mise en service de la première étape du nouveau système de transport de Santiago, appelé Transantiago. 
En politique se produit une baisse du soutien à l’Alliance pour le Chili, apparemment par suite du bruit fait par l'affaire Spiniak (dans laquelle l'accusation de sénateurs d'être liés à des réseaux pédophiles ne serait en fait qu'une manœuvre politique). 
Cela permet une récupération de l’officialisme, confirmé dans les résultats des élections municipales du 31 octobre 2004 (47,9 % pour la Coalition et 37,7 % pour l’Alliance aux élections municipales).

### Présidence Michelle Bachelet, première femme présidente du pays (2006-2010)

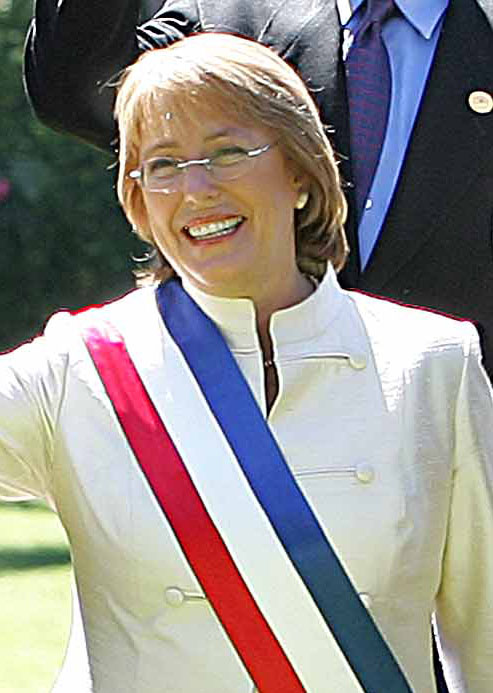
Michelle Bachelet après son investiture comme présidente du Chili.

Les figures des ex-ministres Alvear et Bachelet commencent à monter dans les sondages et, début 2005, devancent toutes les deux Lavín, le candidat de l'Alliance. La Coalition décide d'organiser une primaire entre ses deux candidates, tandis qu'à l'Alliance commencent à surgir des voix dissidentes quant à la candidature de Lavín. 
Finalement on débouche sur la désignation de Sebastián Piñera comme candidat de Rénovation nationale, le 14 mai. 
Devant sa baisse dans les sondages, Alvear décline sa candidature, tandis que Bachelet est élue comme représentante du conglomérat officialiste.

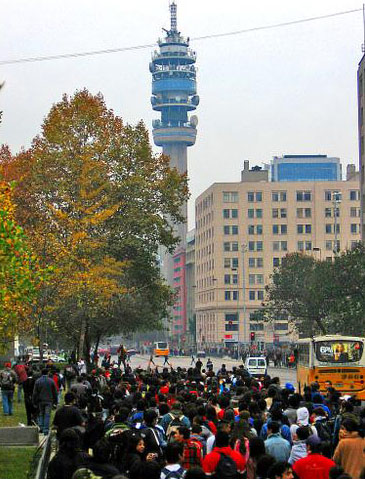
La révolte des manchots fut la première d’une série de crises que Michelle Bachelet a dû affronter durant sa première année de présidence.

Bachelet part favorite. À droite, Piñera prend progressivement l’avantage et finalement il devance légèrement Lavín aux élections présidentielles du 11 décembre. 
Bien que la Coalition arrive à un résultat historique (51,75 %) aux élections parlementaires, lui permettant d’avoir, depuis 2006, la majorité dans les deux chambres, sa candidate à la première magistrature n’arrive pas à réunir tout le soutien des citoyens envers Lagos et son conglomérat. 
Michelle Bachelet obtient 46 % des suffrages, Piñera 25,4 %, Lavin 23,2 %, et Tomás Hirsch (autre candidat de gauche) 5,4 %. 
En raison de ces résultats, Piñera et Bachelet doivent s’affronter le 15 janvier 2006 dans un deuxième tour, dans lequel Bachelet récupère une grande partie de l’électorat perdu lors du premier tour, grâce au soutien décidé des membres du gouvernement, ce qui lui permet d'être élue avec 53,5 % des suffrages. 
Elle est investie comme présidente de la République le 11 mars 2006, devenant la première femme du pays à occuper cette fonction. Son élection est particulièrement symbolique, puisque Michelle Bachelet fut torturée par la dictature militaire.
Malgré sa grande popularité, Bachelet est confrontée à une situation difficile dès sa première année de présidence. 
En mai 2006, les protestations d’un groupe d’étudiants du secondaire exigeant plusieurs mesures et réformes pour améliorer la qualité de l’éducation, mouvement dénommé « révolution des manchots » (Revolución de los pingüinos ou Revolución pingüina), s’étendent. 
Le sommet est atteint le 30 mai, quand 600 000 à un million d’étudiants à travers le pays se réunissent dans des manifestations, des grèves, et des occupations de bâtiments. 
De tels événements provoquent une crise politique. Bachelet décide de remplacer trois ministres d’État, y compris celui de l’Intérieur, et annonce plusieurs mesures qui aident à réduire la mobilisation. 
Le coût politique est important, provoquant une baisse de sa popularité (bien que quelques mois plus tard elle remonte de quelques points dans les sondages).
Fin 2006, la découverte d’une série de faits de corruption à l'Institut national des sports sont associés directement à des membres de la Coalition, comme le sénateur Guido Girardi. 
Le fossé se creuse entre les parlementaires de l’aile la plus à gauche et les secteurs les plus conservateurs de la coalition du gouvernement, sur des sujets comme le droit à l'avortement (2005) ou les relations avec le président du Venezuela, Hugo Chávez. 
Cependant, l’Alliance pour le Chili n'arrive pas à tirer profit de la situation dans le conglomérat officialiste.
Le 10 février 2007, le projet Transantiago va enfin démarrer complètement, mais une série d’erreurs de conception (qui s'ajoutent aux manquements de certaines entreprises), déclenche une nouvelle situation d’urgence. 
Le chaos provoqué les premiers mois provoque une nouvelle augmentation du mécontentement de la population. 
Bachelet fait un mea culpa public et un nouvel ajustement de son cabinet.
Le 13 décembre 2009, le premier tour des élections présidentielles a lieu : l'Alliance pour le Chili (coalition de droite) arrive en tête du scrutin avec 44,05 % des suffrages. 
Le candidat de la Concertation des partis pour la démocratie (concertación), Eduardo Frei en obtient 29,6 %. 
Le candidat dissident issu des socialistes Marco Enríquez-Ominami obtient 20,13 % des suffrages.
Le second tour a eu lieu le 17 janvier 2010. Il a départagé Sebastián Piñera (Alliance pour le Chili) et Eduardo Frei (Concertation des partis pour la démocratie), ancien président du pays de 1994 à 2000. Sebastián Piñera remporte les élections, avec 51,6 % des suffrages. 
Il prend ses fonctions le 11 mars 2010 conformément à la Constitution du pays.

### Galerie présidentielle 2000-présent

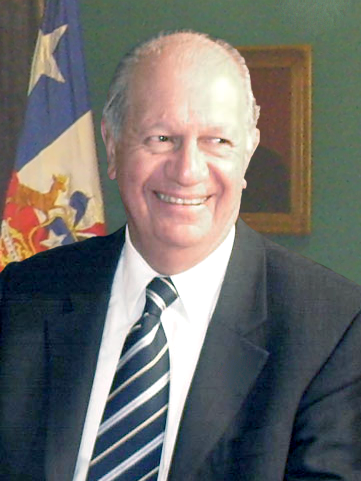
Ricardo Lagos 2000-2006
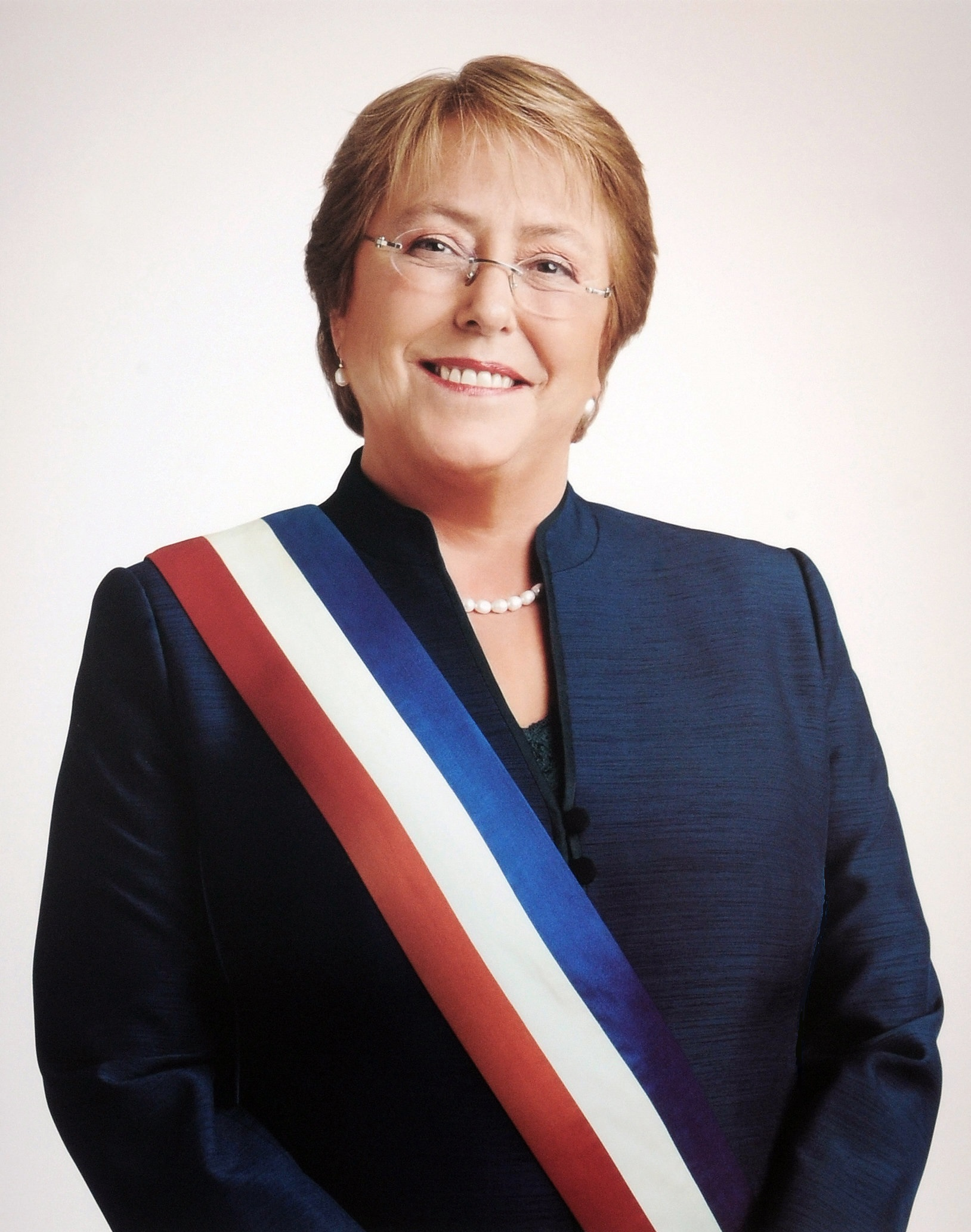
Michelle Bachelet 2006-2010, 2014-2018
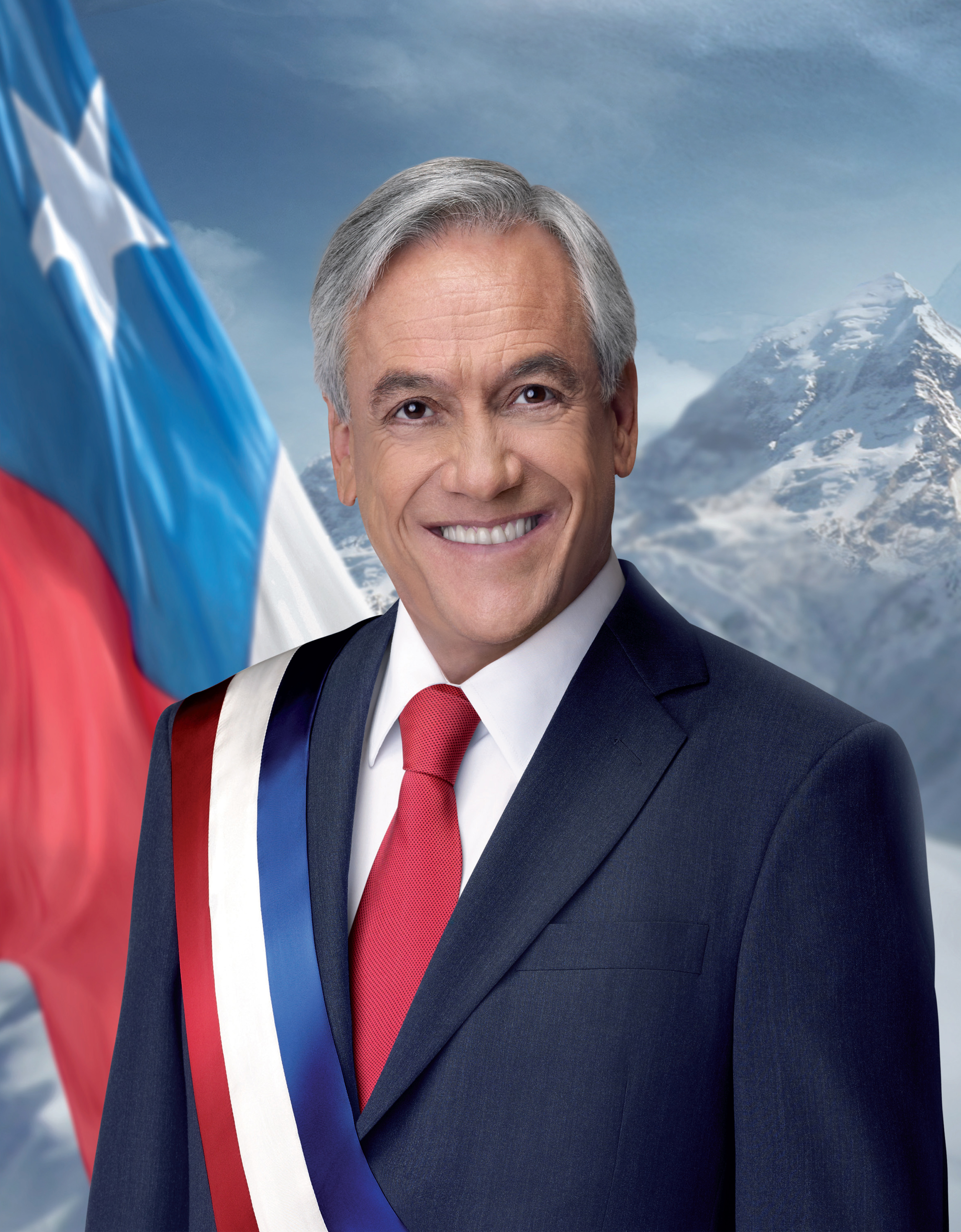
Sebastián Piñera 2010-2014, 2018-2022
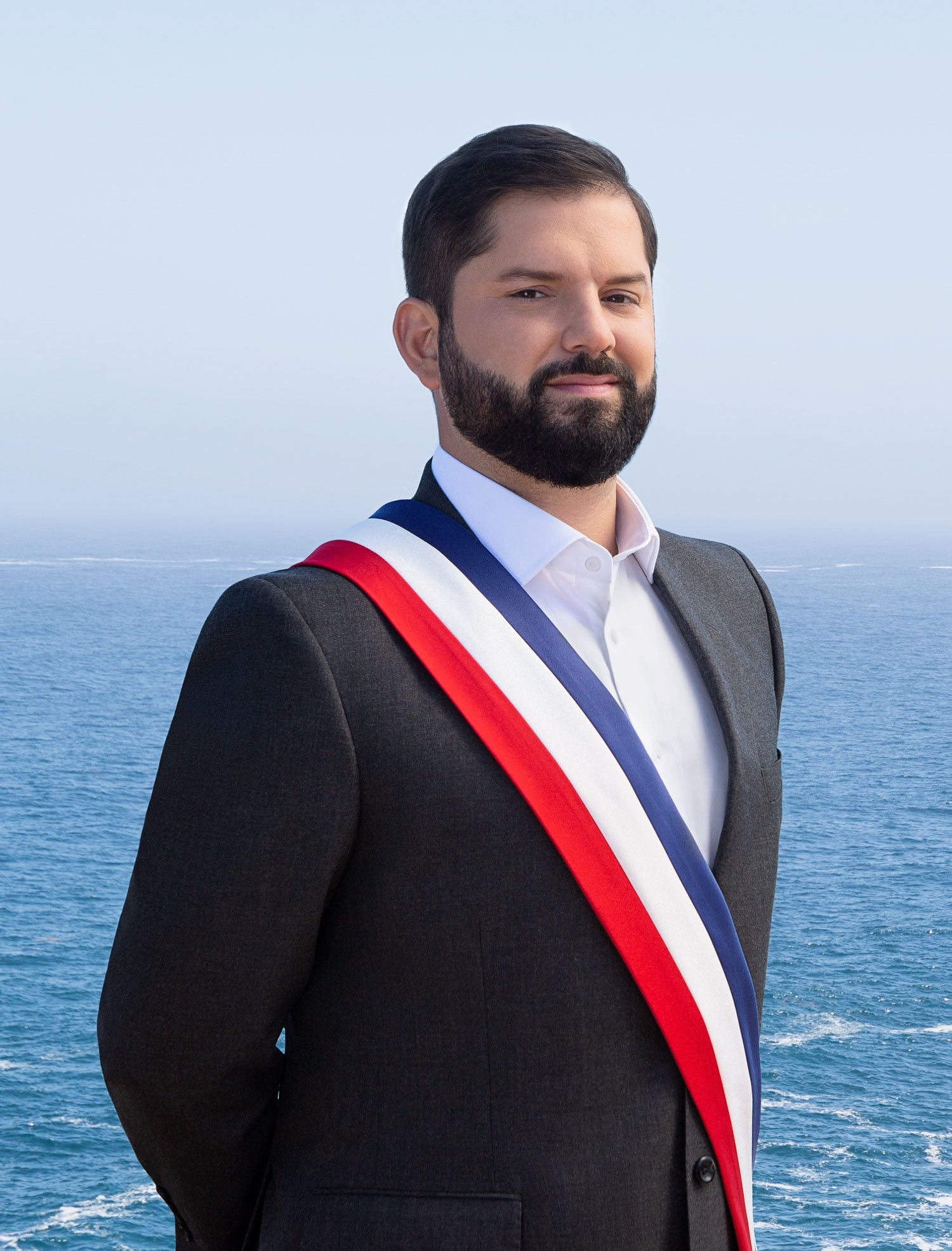
Gabriel Boric 2022-présent

#### Histoire générale
- (fr) Marie-Noëlle Sarget, Histoire du Chili de la conquête à nos jours. L'Harmattan, Paris, 1996  (ISBN 9782738445933)
- (es) Francisco Encina, Historia de Chile desde la Prehistoria hasta 1891.: Éditeur Ercilla, Santiago du Chili 1984  (ISBN 956-10-1405-X)
- (es) Francisco Frías Valenzuela, Historia de Chile. Desde la Prehistoria hasta 1973. Édition Zig-Zag, S.A.Santiago du Chili 11ª édition: novembre 1993. (ISBN 956-12-0766-4)
- (es) Fuerza Aérea de Chile, Historia de la Fuerza Aérea de Chile. Édition de la Force aérienne du Chili, Santiago du Chili Première édition, 1993  (ISBN 956-7717-02-8).
- (es) Luis Muñoz Salazar, 500 años: Cronología de Chile 1492-1992. Santiago du Chili.  (ISBN 956-12-0766-4).
- (es) Silva G. Osvaldo, Historia Contemporánea de Chile.. Fondo de Cultura Económica, Mexico, 1995.
- (es) Armando Uribe et Cristián Opaso, Intervención Norteamericana en Chile [Deux textes clef] Édition Sudamericana, Santiago du Chili, 2001  (ISBN 956-262-123-5).
- (es) Gonzalo Vial Correa, Historia de Chile, (1891-1973). Édition Zig-Zag, Santiago du Chili, 1996.
- (fr) Pierre Kalfon, Chroniques chiliennes, Éditions Demopolis, Paris, 2008, 172 pages.  (ISBN 978-2354570101)
- (en) Alan Angell, Politics and the Labour Movement in Chile. Oxford University Press, Londres, 1972.  (ISBN 0-19-214991-1)
- (en) Manuel Barrera, und andere, Trade Unions and the State in Present Day Chile. Institut de Recherche des Nations-Unies, Genève, 1986.
- (de) Hartmut Grewe, Manfred Mols (Hrsg.), Staat und Gewerkschaften in Lateinamerika. Schöningh, Paderborn 1994. (ISBN 3-506-79326-8)

#### La présidence d'Allende
- (fr) Pierre Kalfon, Allende Chili, 1970-1973. Atlantica Biarritz, 2000, 292 pages  (ISBN 978-2843940903)
- (fr) Antoine Blanca, Salvador Allende, l'autre 11 septembre. Éditions Bruno le prince, 2003, 222 pages  (ISBN 2-909634-57-4)
- (fr) Sergio Zamora, Après septembre., Éditions Florent-Massot, 1994, 191 pages  (ISBN 2-908382-19-9)
- (fr) Joan Garcés, Allende et l'expérience chilienne, Presses de la Fondation nationale des sciences politiques, 1976, 285 pages  (ISBN 2-7246-0371-0)
- (de) Dieter Nohle, Chile – Das sozialistische Experiment. Hoffmann und Campe, Hambourg, 1973.  (ISBN 3-455-09073-7)
- (fr) Ingrid Seguel-Boccara, Les Passions politiques au Chili durant l'Unité populaire. 1970-1973, Éditions L'Harmattan (1997),  (ISBN 978-2-7384-5692-2)

#### La dictature de Pinochet
- (fr) Rodrigo Contreras Osorio, La Dictature de Pinochet en perspective : Sociologie d'une révolution capitaliste et néoservatrice. Éditions L'Harmattan, Paris, 2007, 301 pages  (ISBN 978-2296026919)
- (fr) Pierre Vayssière  Le Chili d'Allende et de Pinochet dans la presse française : Passions politiques, informations et désinformation, 1970-2005 L'Harmattan Paris 2005, 301 pages  (ISBN 978-2747594554)
- (fr) Collectif, Chili: Le dossier noir., Éditions Gallimard, Paris, 1999, 250 pages  (ISBN 978-2070755752)
- (fr) Marc Fernandez et Jean Christophe Rampal, Pinochet, un dictateur modèle. Hachette Littératures, 2003, 279 pages  (ISBN 2-0123-5696-6)
- (fr) Rémy Bellon, Le Dossier Pinochet.., Éditions Michel Lafon, Paris, 2002, 349 pages  (ISBN 978-2840987918)
- (fr) John Dinges, Les Années Condor : Comment Pinochet et ses alliés ont propagé le terrorisme sur trois continents. Éditions La Découverte, Paris, 2004, 298 pages.  (ISBN 978-2707144249)
- (de) Jorge Rojas Hernández, Die chilenische Gewerkschaftsbewegung 1973-1984. Campus, Frankfort M – New York 1986. (ISBN 3-593-33583-2)
- (fr) Catherine Blaya (compilation), Femmes et dictatures : être chilienne sous Pinochet, EME Éditions Sociales Françaises Paris, 2000, 102 pages  (ISBN 978-2710113782)
- (fr) Jac Forton, L'Affaire Pinochet, la justice impossible, Éditions L'entreligne, Paris, 2002, 324 pages  (ISBN 290962305-X)
- (fr) Dominique Rizet et Rémy Bellon, Le Dossier Pinochet-Tortures-Enlèvements-Disparitions-Implications internationales. Éditions Michel Lafon, Paris, 2002, 330 pages  (ISBN 2-84098-791-0)

#### La Transition démocratique
- (fr) Bruno Patino, Pinochet s'en va...-La Transition démocratique au Chili (1988-1994). Éditions Iheal, Paris, 2000,353 pages  (ISBN 2-907 163-79-5)
- (en) Claudio Fuentes, « After Pinochet: Civilian policies toward the military in the 1990s Chilean democracy », Journal of Interamerican Studies and World Affairs, 2000.
- (en) Patricio Silva, «Searching for Civilian Supremacy: The Concertation Governments and the Military in Chile». Bulletin de Recherche latino-américaine 21 (3), 2002. p. 375-395.